# Bratislava
Bratislava (slowakische Ausspracheⓘ ['bratɪslava], bis 1919 slowakisch Prešporok, deutsch Pressburg, vor der Rechtschreibreform 1996 Preßburg, ungarisch Pozsony) ist die Hauptstadt der Slowakei und mit 479.389 Einwohnern (Stand 31. Dezember 2024) die größte Stadt des Landes. Sie liegt an der südwestlichen Grenze der Slowakei am Dreiländereck mit Österreich und Ungarn und ist damit die einzige Hauptstadt der Welt, die an mehr als einen Nachbarstaat grenzt. Mit rund 55 km Luftlinie haben Bratislava und Wien, abgesehen vom Vatikan, der innerhalb Roms liegt, den geringsten Abstand zweier europäischer Hauptstädte.
Als politisches, kulturelles und wirtschaftliches Zentrum des Landes ist Bratislava Regierungssitz der Slowakei sowie Standort mehrerer Universitäten, Museen, Theater und weiterer wirtschaftlicher, kultureller und wissenschaftlicher Institutionen.
Die Geschichte der Stadt wurde von zahlreichen Ethnien und Kulturen mit unterschiedlicher Gewichtung geprägt, wie Kelten, Römern, Germanen, Awaren, Deutschen, Magyaren, Juden und Slowaken. Bratislava war im Laufe seiner Geschichte eines der wichtigsten wirtschaftlichen und administrativen Zentren des Mährerreiches, des Königreichs Ungarn (auch im Rahmen der österreichischen Monarchie beziehungsweise Österreich-Ungarns) und der Tschechoslowakei. Die Stadt war von 1536 bis 1783 und 1848 Hauptstadt des Königreichs Ungarn sowie von 1939 bis 1945 Hauptstadt der (ersten) Slowakischen Republik. 1968 wurde Bratislava Hauptstadt des Teilstaates Slowakische Sozialistische Republik (slowakisch: SSR) in der Tschechoslowakischen Sozialistischen Republik (ČSSR) und kurz (1990–1992) in der Tschechischen und Slowakischen Föderativen Republik (ČSFR). Seit 1993 ist sie Hauptstadt der selbständigen Slowakischen Republik.
Das Wahrzeichen der Stadt ist die Bratislavaer Burg. Das Wappen der Stadt zeigt eine fiktive dreitürmige Burg in Silber auf rotem Grund.

## Geographie

### Lage

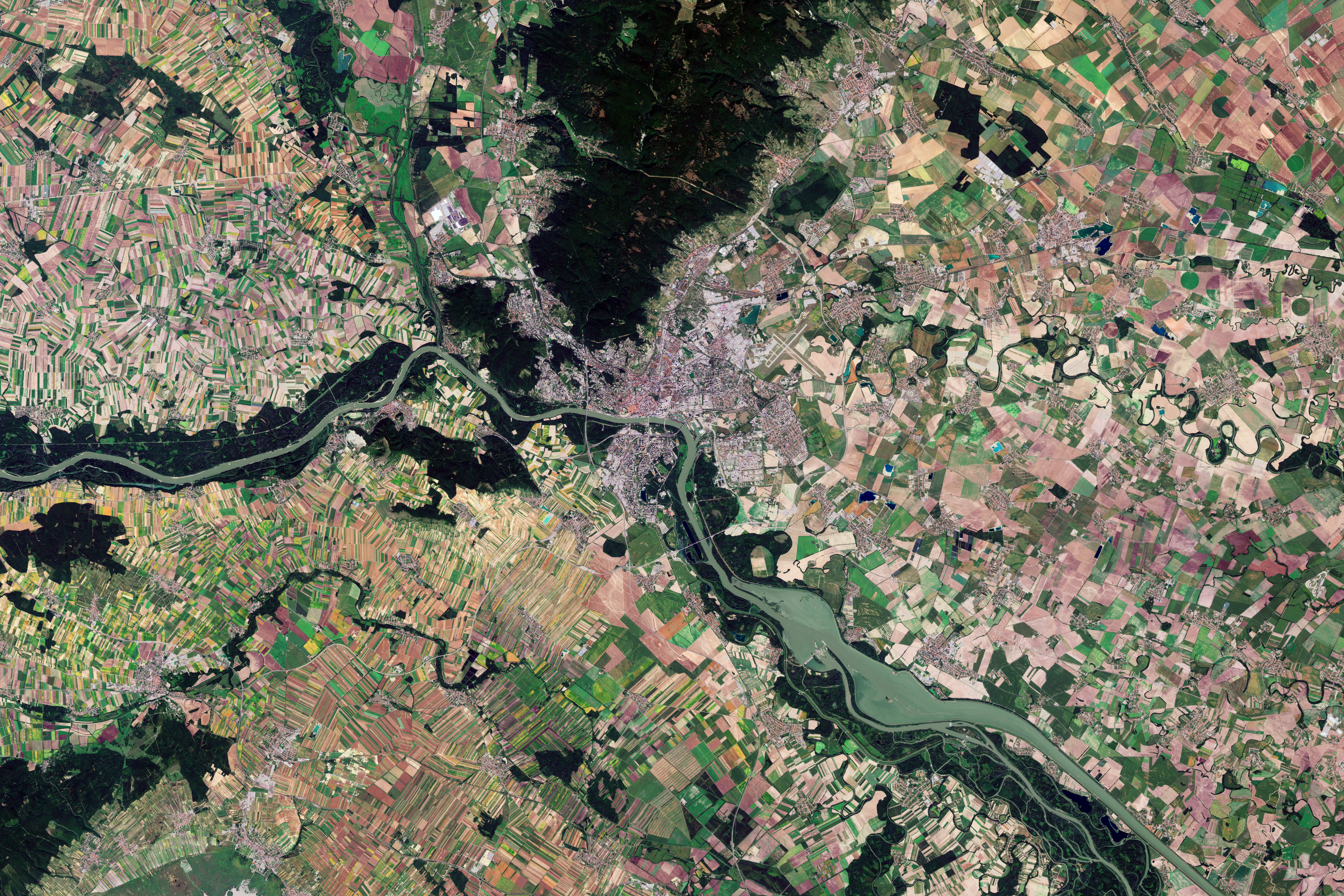
Bratislava und Umgebung auf einem Satellitenfoto von 2021

Die Stadt liegt im Südwesten des Landes im Bezirk Bratislava, beim Dreiländereck Slowakei-Österreich-Ungarn. Die österreichische Grenze ist vom Zentrum fünf Kilometer nach Westen, die ungarische 20 Kilometer nach Süden entfernt. Die Grenze zu Tschechien liegt 62 Kilometer nördlich. Österreichs Hauptstadt Wien befindet sich 55 Kilometer westlich von Bratislava. Beide Städte werden auch als Twin City (Zwillingsstadt) bezeichnet und bilden den Mittelpunkt der Europaregion Centrope. Die tschechische Hauptstadt Prag liegt auf der Luftlinie etwa 290 Kilometer nordwestlich und die Hauptstadt Ungarns, Budapest, 165 Kilometer südöstlich.
Bratislava befindet sich beiderseits der Donau (slowakisch Dunaj), welche das Stadtgebiet von West nach Südost durchfließt und im Stadtgebiet zwischen 200 und 300 Meter breit ist. Im Westen des Stadtgebiets liegt die Thebener Pforte (Devínska brána), das Durchbruchstal zwischen dem Braunsberg am südlichen, dort österreichischen Ufer und dem Thebener Kogel am nördlichen, slowakischen Ufer. An dieser Stelle mündet der Grenzfluss March (Morava) von Norden kommend in die Donau; der Mündungsbereich der March umfasst einen kleinen Anteil der Landschaft Záhorie, die geomorphologisch zum Tiefland Borská nížina und somit zum Wiener Becken zählt. Die Bratislavaer Burg (Pressburg, 212 m n.m.) in der Mitte der Stadt markiert den Beginn des zumeist nord- oder linksufrigen slowakischen Donautieflands (Podunajská nížina) in der Kleinen Ungarischen Tiefebene, auf die sich der östliche und südliche Teil des Stadtgebiets erstreckt. Südlich der Hafenbrücke zweigt die Kleine Donau (Malý Dunaj) ab, ein linker Seitenarm der Donau im Donautiefland, und bildet mit der Donau die Große Schüttinsel (Žitný ostrov). Ungefähr drei Viertel des Stadtgebiets zählen zum Tiefland.
Das restliche Viertel ist von bergiger Landschaft geprägt: Der Gebirgszug der Karpaten beginnt im Stadtgebiet von Bratislava mit den Thebener Karpaten, dem südwestlichsten Abschnitt der Kleinen Karpaten (Malé Karpaty). Im Bereich der Pforte von Lamač (Lamačská brána) beginnen die Bösinger Karpaten, zu denen mit dem Berg Kamzík (439 m n.m.) eines der Wahrzeichen der Stadt gehört. Im Gebirge entspringen mehrere Bäche, von denen die Vydrica der größte und wasserreichste ist. Im Nordwesten der Stadt sammelt das Flüsschen Mláka Bäche im Einzugsgebiet der March und im Nordosten gehört der Bach Račiansky potok mit seinen Zuflüssen über den Šúrsky kanál (Šúr-Kanal) zum Einzugsgebiet der Čierna voda. Die Stadt bedeckt eine Fläche von 367,66 km², womit sie die flächenmäßig größte Gemeinde der Slowakei ist. Der tiefste Punkt des Stadtgebiets liegt auf 126 m n.m. an der Donau bei Čunovo, die höchstgelegene Stelle ist der Gipfel des Thebener Kogels (Devínska Kobyla) auf 514 m n.m.
Entlang der Donau befinden sich mehrere Arme, die nach der abgeschlossenen Flussregulierung bestehen blieben. Flussabwärts sind dies Devínske rameno, Karloveské rameno, Pečnianske mŕtve rameno, Chorvátske rameno, Biskupické rameno, Jarovské rameno, Rusovské rameno und Mošonské rameno. Zwischen dem Karloveské rameno und der Donau liegt die für die Wasserversorgung Bratislavas bedeutende Insel Sihoť. Im Süden der Stadt öffnet sich die Donau zum Staubecken Hrušov, das zum Komplex des Wasserkraftwerks Gabčíkovo gehört. Nahe der Staatsgrenze zu Ungarn am Wehr Čunovo zweigt die Moson-Donau (Mošonský Dunaj) vom Hauptfluss ab.
Auf dem Stadtgebiet befinden sich mehrere Schutzgebiete, davon zwei Landschaftsschutzgebiete (Chránené krajinné oblasti) in den Kleinen Karpaten (Malé Karpaty) westlich und nördlich der Stadt und in den Donauauen (Dunajské luhy) am südlichen Rand der Stadt sowie neun kleinere Schutzgebiete wie der Thebener Kogel.
Bratislava grenzt an folgende Gemeinden: Stupava, Borinka und Svätý Jur im Norden, Ivanka pri Dunaji und Most pri Bratislave im Osten, Dunajská Lužná, Rovinka, Kalinkovo und Hamuliakovo im Südosten, das ungarische Rajka im Süden sowie im Westen die österreichischen Gemeinden Deutsch Jahrndorf, Pama, Kittsee, Berg, Wolfsthal und Hainburg südlich sowie Engelhartstetten und Marchegg nördlich der Donau.

### Klima
Bratislava liegt in der gemäßigten Zone und im Bereich des Kontinentalklimas mit vier ausgeprägten Jahreszeiten. Die Sommer sind meist warm und trocken, die Winter kalt und feucht. Insgesamt weist Bratislava mit jährlich 574,2 mm nur geringe Niederschlagsmengen auf. Es verzeichnet zudem längere Trockenperioden und liegt in einer der wärmsten und trockensten Gegenden des Landes, die sich sehr gut zum Weinbau eignet. Bedingt durch den vorherrschenden Nordwestwind, der im rechten Winkel die Kleinen Karpaten trifft, sind die dem Wind zugewandten Teile der Stadt im Nordwesten etwas kühler und regenreicher. Die mittlere Lufttemperatur beträgt im Stadtzentrum durchschnittlich 10,7 °C. Die Übergangszeit im Frühling und Herbst ist meist nur kurz. Devín und Devínska Nová Ves sind regelmäßig durch Überschwemmungen von Donau und March gefährdet.
|                       | Jan  | Feb  | Mär  | Apr  | Mai  | Jun  | Jul  | Aug  | Sep  | Okt  | Nov  | Dez  |   |       |
| Mittl. Tagesmax. (°C) | 3,1  | 5,8  | 11,1 | 17,3 | 21,8 | 25,6 | 27,8 | 27,6 | 21,9 | 15,6 | 9,0  | 3,7  | ⌀ | 15,9  |
| Mittl. Tagesmin. (°C) | −2,8 | −1,7 | 1,7  | 6,0  | 10,6 | 14,4 | 16,2 | 15,9 | 11,5 | 6,6  | 2,7  | −1,5 | ⌀ | 6,7   |
|                       |      |      |      |      |      |      |      |      |      |      |      |      |   |       |
| Niederschlag (mm)     | 37,4 | 32,9 | 36,8 | 35,9 | 58,6 | 59,2 | 61,8 | 60,5 | 58,6 | 43,6 | 46,2 | 42,7 | Σ | 574,2 |
|                       |      |      |      |      |      |      |      |      |      |      |      |      |   |       |
| Sonnenstunden (h/d)   | 2,2  | 3,2  | 5,0  | 7,1  | 8,5  | 9,5  | 9,6  | 8,9  | 7,1  | 4,7  | 2,1  | 1,7  | ⌀ | 5,8   |
|                       |      |      |      |      |      |      |      |      |      |      |      |      |   |       |
| Regentage (d)         | 13,2 | 11,4 | 11,7 | 9,2  | 11,3 | 10,9 | 11,5 | 10,0 | 9,6  | 11,2 | 12,5 | 13,6 | Σ | 136,1 |
|                       |      |      |      |      |      |      |      |      |      |      |      |      |   |       |
| Wassertemperatur (°C) | 1    | 2    | 5    | 9    | 13   | 16   | 18   | 18   | 15   | 11   | 6    | 3    | ⌀ | 9,8   |

| −2,8 |

| −1,7 |

| 1,7 |

| 6,0 |

| 10,6 |

| 14,4 |

| 16,2 |

| 15,9 |

| 11,5 |

| 6,6 |

| 2,7 |

| −1,5 |

| −2,8 |

| −1,7 |

| 1,7 |

| 6,0 |

| 10,6 |

| 14,4 |

| 16,2 |

| 15,9 |

| 11,5 |

| 6,6 |

| 2,7 |

| −1,5 |

## Geschichte

### Urzeit, Römerzeit bis Mährerreich

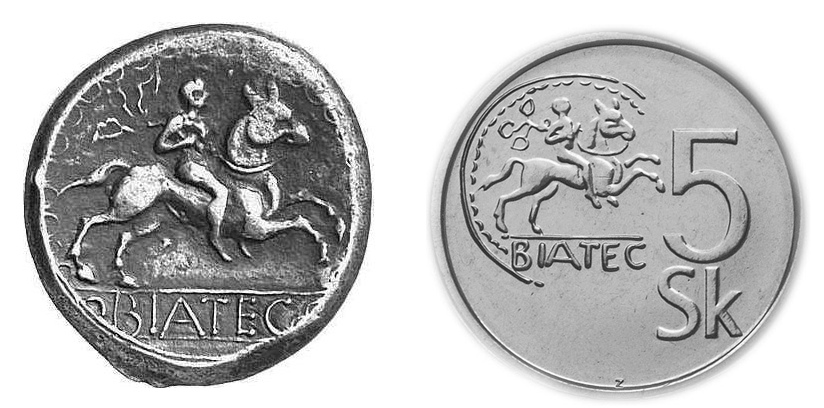
Eine keltische Münze und deren Nachbildung in Form einer modernen 5-Kronen-Münze

Die erste nachgewiesene dauerhafte Besiedlung der Gegend erfolgte in der Jungsteinzeit um 5500 v. Chr. durch Angehörige der Kultur der Linearbandkeramiker. Nach vielen weiteren Kulturen besiedelten im 5. Jahrhundert v. Chr. die Kelten das Stadtgebiet. Der keltische Stamm der Boier gründete in der heutigen Stadtmitte um etwa 115 v. Chr. eine befestigte Siedlung (Oppidum), wo es unter anderem eine Münzprägestätte gab. Vom 1. bis 4. Jahrhundert n. Chr. stand die Gegend südlich der Donau unter der Herrschaft der Römer (im Süden), während das eigentliche Stadtgebiet nördlich der Donau zur Germania magna gehörte. Der Donaulimes verlief durch das heutige Stadtgebiet, bei Rusovce befand sich das Kastell Gerulata. Von ungefähr der Zeitenwende bis in das 6. Jahrhundert n. Chr. war das Gebiet germanisch geprägt, wobei es häufig dem Reich der Quaden zugerechnet wird.
Die Slawen erreichten das Gebiet um das Jahr 580, gegen Ende der Völkerwanderung, nachdem die Quaden mit den Langobarden nach Italien abgezogen waren. Als Reaktion auf die Vorherrschaft der Awaren rebellierten die sesshaft werdenden slawischen Stämme und gründeten im Jahr 623 das Reich des Samo. Dieses erste historische slawische Staatsgebilde hatte bis 658 Bestand. Vom Ende des 8. Jahrhunderts bis 833 waren die Burgen von Pressburg und Theben wichtige Zentren des Fürstentums Nitra und nach 833 des Mährerreiches. In der zweiten Hälfte des 9. Jahrhunderts war die Gegend von Bratislava Teil der karolingischen Ostmark. Die erste überlieferte urkundliche Erwähnung der Stadt (abgesehen von der neuzeitlichen auf etwa 805 bezogenen Erwähnung durch Johannes Aventinus) erfolgte im Jahr 907 im Zusammenhang mit den Schlachten von Pressburg zwischen Bajuwaren und den Magyaren, aus denen Letztere als Sieger hervorgingen.

### Königreich Ungarn bis zum Ende des Mittelalters

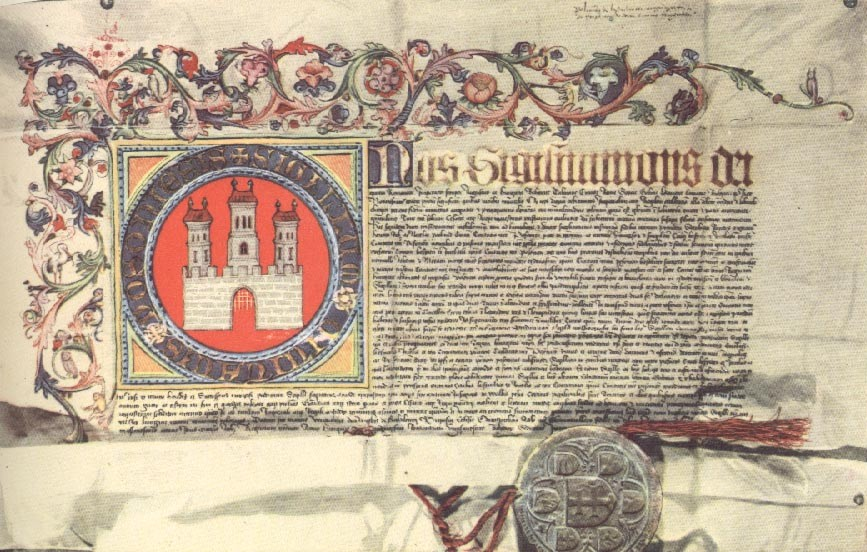
Die Wappenurkunde aus dem Jahr 1436

Die politische Entwicklung im 10. Jahrhundert ist unklar. Die meisten Historiker gehen davon aus, dass die Stadt seit etwa 907 (spätestens seit etwa 925) unter magyarischer (ungarischer) Oberherrschaft stand. Das Komitat Pressburg wurde wahrscheinlich entweder Ende des 10. Jahrhunderts oder im 11. Jahrhundert gegründet. Nach manchen Autoren gelangte die Stadt um 990 wieder zu Bayern, kam aber kurz danach als Mitgift von Gisela von Bayern bei ihrer Heirat mit dem ungarischen König Stephan I. zum ungarischen Staat. Um 1001 wurde die Stadt zusammen mit der gesamten Slowakei kurzzeitig von Polen erobert, bis sie 1030 endgültig an das Königreich Ungarn fiel.
In der Folge entwickelte sich unterhalb der Burg eine Marktsiedlung, die aufgrund ihrer strategischen Lage an der Westgrenze Ungarns wiederholt Angriffen anderer Mächte ausgesetzt war. Es kam immer wieder zu Auseinandersetzungen zwischen Ungarn und bairischen, dann österreichischen, böhmischen und römisch-deutschen Fürsten bzw. Königen, wie bei den Angriffen 1042/1052 des römisch-deutschen Königs Heinrich III. oder des böhmischen Königs Ottokar II. Přemysl in den 1270er Jahren im Rahmen der ungarisch-böhmischen Kriege. Ein Mautrecht soll es bereits im 11. Jahrhundert gegeben haben, gegen 1100 fanden hier nach Kolomans Gesetzbuch sogenannte Gottesgerichte statt, die ansonsten nur für Bistumssitze reserviert waren. Später entstand das Pressburger Kapitel, die älteste erhaltene erlassene Urkunde stammt aus dem Jahr 1236. Nach der Darstellung des arabischen Kartographen al-Idrisi war Būzāna (so die angegebene Bezeichnung) im 12. Jahrhundert eine „florierende mittelgroße Stadt mit vielen Einwohnern und genügend verschiedener Sachen und Lebensmittel zum Überleben“ und dichter Bebauung.
Nach dem deutschen Sieg über die Ungarn in der Schlacht auf dem Lechfeld 955 setzte eine deutsche Besiedelung zu beiden Seiten der Donaufurt bei Pressburg ein, die nach der Jahrtausendwende von den ungarischen Königen gefördert wurde. Nach der Verwüstung des Umlands durch die Mongolen („Tataren“) im Jahr 1241 erfolgte die Wiederaufsiedelung des Marktes Pressburg durch Deutsche, die seither bis in die 1920er Jahre die Bevölkerungsmehrheit bildeten (siehe Hochmittelalterliche Ostsiedlung). Ein Pressburger Richter (villicus Posoniensis) namens Jakob erscheint schriftlich zum ersten Mal im Jahr 1279. Am 2. Dezember 1291 verlieh der ungarische König Andreas III. das Stadtrecht, das zuerst aber nur östlich des Martinsdoms galt, während die Burg mit dem zukünftigen Schlossgrund weiterhin in königlichem Besitz verblieb. Im Spätmittelalter war Pressburg eine durch Weingärten, Handwerke, Handel und Fischfang geprägte Stadt. 1405 erklärte Kaiser Sigismund von Luxemburg Pressburg zur königlichen Freistadt. 1465 wurde im Auftrage des Königs Matthias Corvinus die Universitas Istropolitana gegründet, 1490 nach seinem Tode aber wieder geschlossen.

### 16. Jahrhundert bis zum Ersten Weltkrieg

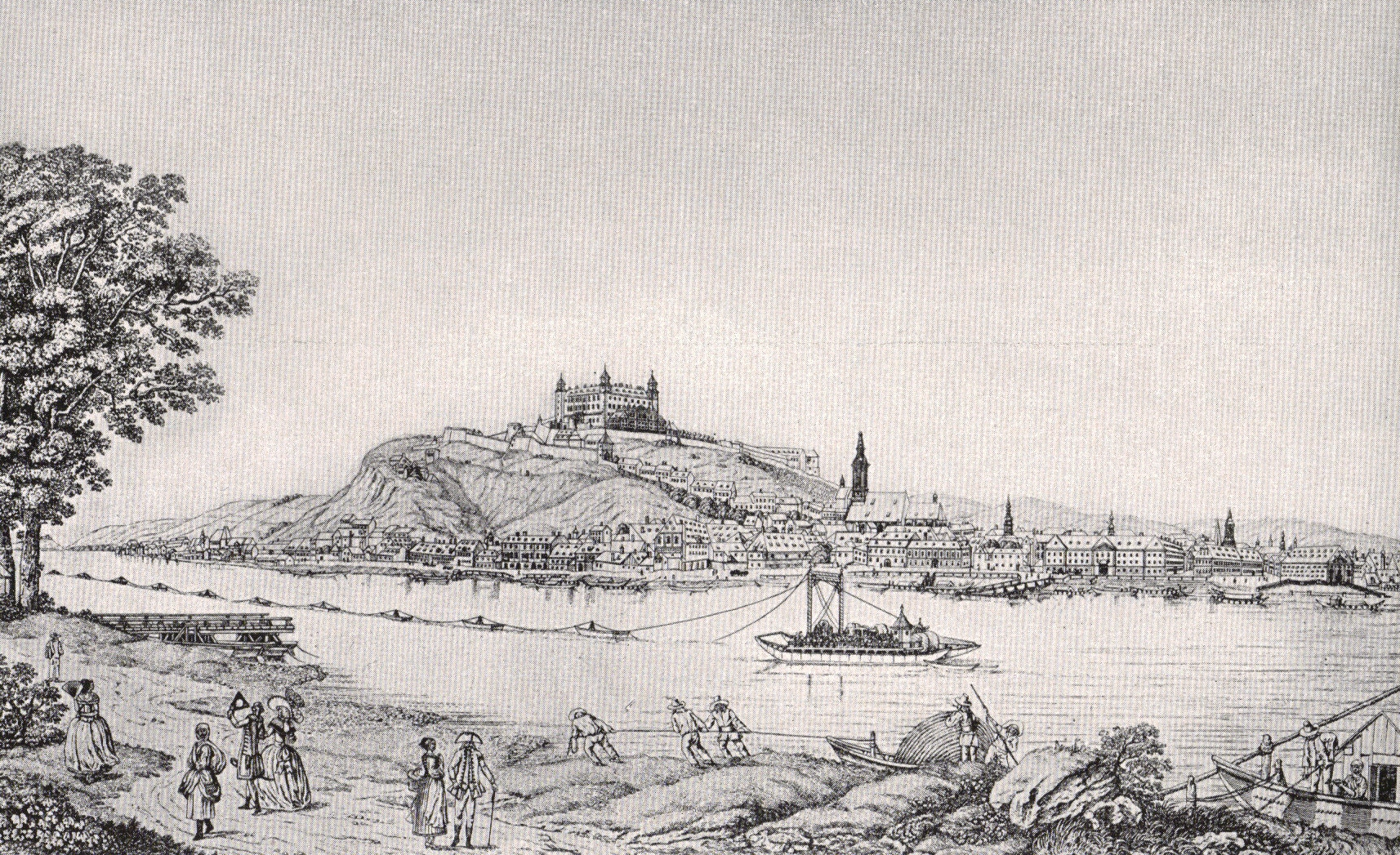
Preßburg im Jahr 1787

Nach der Schlacht bei Mohács im Jahr 1526 mussten weite Teile des Königreichs Ungarn an die Osmanen abgetreten werden. Deshalb wurde Preßburg 1536 zur Hauptstadt des als Königliches Ungarn bezeichneten Restterritoriums erklärt, das nunmehr von den Habsburgern regiert wurde. Die Stadt wurde ab diesem Zeitpunkt Sitz aller wichtigen Behörden und Institutionen und ab 1543 Sitz des Erzbischofs von Gran.
Zwischen 1563 und 1830 war Preßburg Krönungsstadt des Königreichs Ungarn. Hier wurden elf Könige und acht Königinnen aus dem Hause Habsburg gekrönt. Gemäß alter Tradition bestanden die Krönungsfeierlichkeiten aus vier Hauptteilen:
- Salbung und Krönung des Königs mit der St.-Stephan-Krone im Dom St. Martin
- Vollzug des Ritterschlages an ungarischen Adeligen durch den neu gekrönten König in der Franziskanerkirche. Damit wurden diese in den Stand der „Ritter vom Goldenen Sporn“ erhoben.
- Ritt auf den Krönungshügel (Schwertschläge)
- Eid des Königs auf die Ungarische Verfassung vor dem Kloster der Barmherzigen Brüder.

Das 17. und der Beginn des 18. Jahrhunderts waren gekennzeichnet durch eine Reihe von Pestepidemien, Hochwasserkatastrophen, weiteren Kämpfen mit den Osmanen und Widerstand gegen die Ausbreitung der Reformation. Zudem gab es mehrere anti-habsburgische Aufstände, die mit Stephan Bocskais Aufstand im Jahr 1604 begonnen hatten und erst mit dem Frieden von Sathmar nach der Niederschlagung des Aufstands von Franz II. Rákóczi im Jahr 1711 ihr Ende fanden.
Im 18. Jahrhundert, insbesondere während der Herrschaft der Kaiserin Maria Theresia zwischen 1740 und 1780, wurde Preßburg zur größten Stadt und einer der wichtigsten Städte des gesamten Königreichs Ungarn. Die Bevölkerungszahl verdreifachte sich. Dank der Anwesenheit des ungarischen Hochadels entstanden zahlreiche neue Paläste, Klöster und Landgüter, während die Burg Sitz des königlichen Statthalters wurde. Das kulturelle und öffentliche Leben gewann stark an Dynamik, wie im Jahr 1776 mit der Eröffnung des ersten festen Theaters, des Städtischen Theaters, des Vorgängers des heutigen Slowakischen Nationaltheaters. In dieser Zeit kam es ebenfalls zur Entwicklung des Zeitungswesens: als erste erschien die von Matthias Bel gegründete Wochenzeitung Nova Posoniensia (1721–1722). 1764 folgte die deutschsprachige Preßburger Zeitung (erschien bis 1929), 1780 die ungarischsprachige Magyar Hírmondó (bis 1788) und 1783 die slowakische Prešpurské noviny (bis 1787). Unter Maria Theresias Sohn Joseph II. setzte jedoch ein Bedeutungsverlust ein, insbesondere nach der Überführung der Kronjuwelen nach Wien im Jahr 1783 und der Verlegung der Verwaltung nach Ofen (heute ein Teil von Budapest). Einzig der ungarische Landtag tagte noch bis 1848 in der Stadt, dennoch wurde sie immer provinzieller.

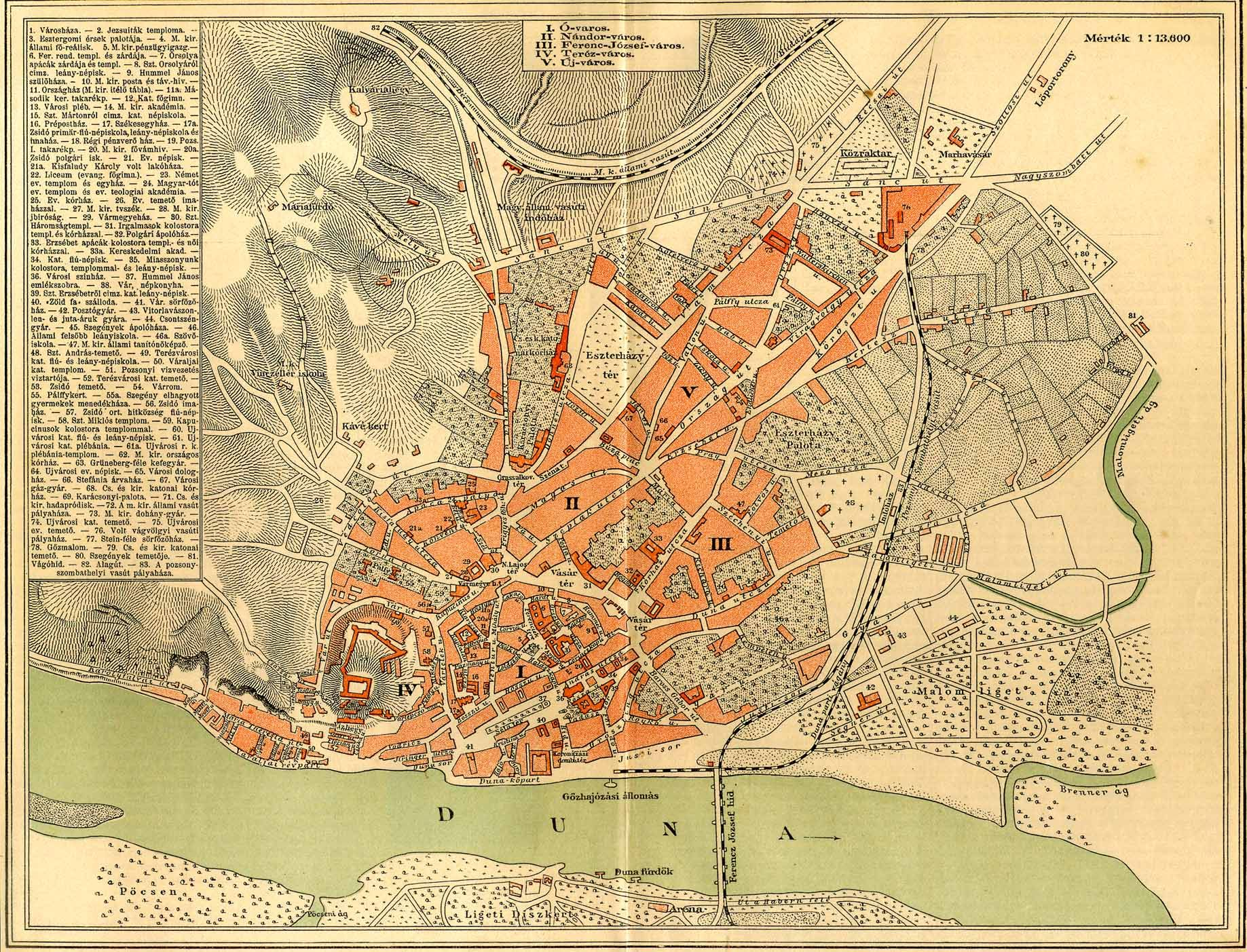
Stadtplan von 1895 (ungarisch)

1805 unterzeichneten im Primatialpalais Diplomaten Österreichs und Frankreichs nach Napoleons Sieg in der Schlacht bei Austerlitz den Frieden von Preßburg. Nachdem sich 1809 das Kaisertum Österreich zusammen mit dem Vereinigten Königreich Großbritannien und Irland wieder gegen das Kaiserreich Frankreich stellte, belagerten und bombardierten französische Truppen die Stadt, wobei sie unter anderem die Burg Devín sprengten. Zwei Jahre später wurde bei einem Brand die Preßburger Burg zerstört. Als Reaktion auf die Revolution von 1848/49 verabschiedete der ungarische Landtag in Preßburg die Märzgesetze, mit denen unter anderem die Leibeigenschaft abgeschafft wurde.
Die erste Eisenbahn im Königreich Ungarn war die im Jahr 1840 eröffnete (anfangs nur Pferde-)Bahn von Preßburg nach Svätý Jur (siehe Pressburg-Tyrnauer Eisenbahn). Die Bahnverbindungen nach Wien und Pest kamen 1848 und 1850 hinzu. Die Industrie nach 1848 und insbesondere nach 1880er Jahren entwickelte sich in der Stadt derart stark, dass Preßburg kurz vor dem Ersten Weltkrieg hinter Budapest die am zweitstärksten industrialisierte Stadt des Königreichs Ungarn war. Begünstigt wurde diese Entwicklung durch gute Eisenbahnverbindungen, die Donau als Wasserstraße und Energiequelle und freigewordene Flächen nach der abgeschlossenen Flussregulierung, in denen sich Fabriken ansiedeln konnten. Zweige wie Chemie-, Maschinenbau-, Lebensmittel, Textil- und Elektroindustrie waren am stärksten vertreten. Ende des 19. Jahrhunderts wurde die Stadt umfassend modernisiert, wobei neue Institutionen entstanden. Zwischen 1891 und 1914 entstand die erste permanente Donaubrücke, die Franz-Josephs-Brücke, die erste Straßenbahnlinie ging in Betrieb und die ungarische Elisabeth-Universität wurde gegründet. Preßburg entwickelte sich Ende des 19. Jahrhunderts zu einem Zentrum der slowakischen Nationalbewegung, die jedoch bis in den Ersten Weltkrieg hinein darüber diskutierte, ob Preßburg überhaupt Teil des zu beanspruchenden Landes der Slowaken sei, da es staatsrechtlich zu Ungarn gehörte und seit Menschengedenken eine mehrheitlich von Deutschen bewohnte Stadt war.

### Zugehörigkeit zur Tschechoslowakei zwischen dem Ersten und dem Zweiten Weltkrieg

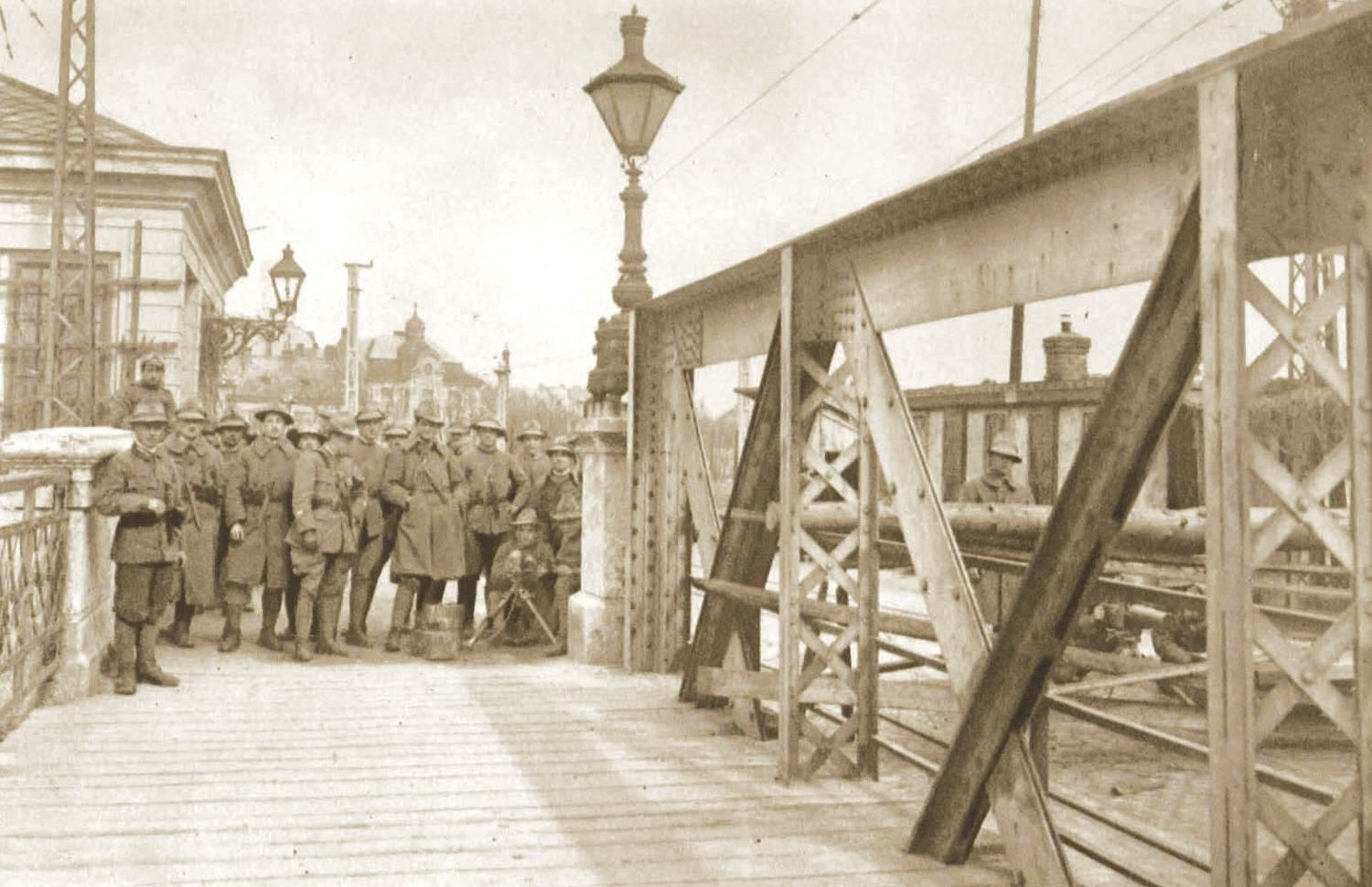
Brückenwache durch Soldaten der Tschechoslowakischen Legionen (noch in italienischen Uniformen), 1919

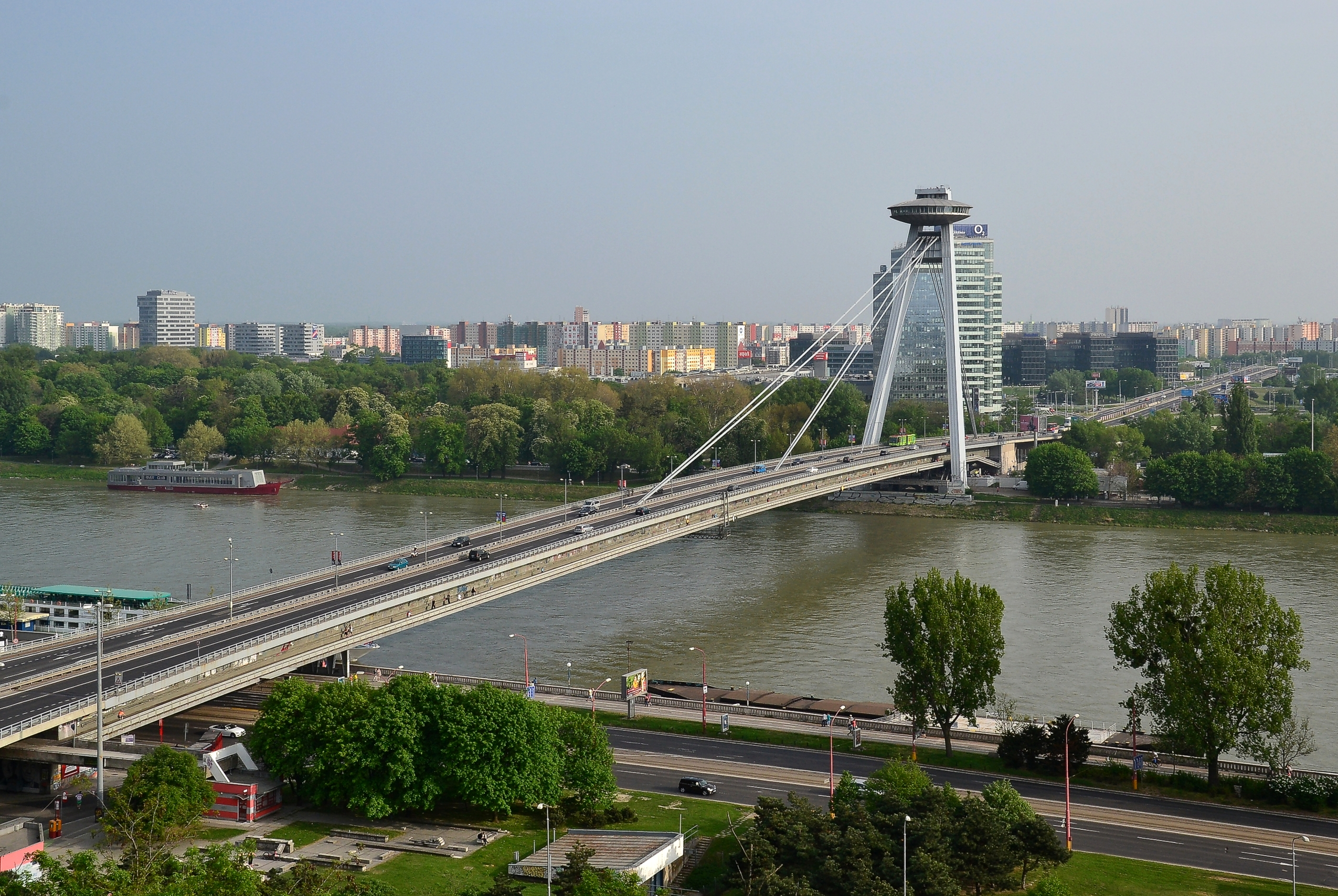
Brücke des Slowakischen Nationalaufstandes (Most SNP) und Petržalka

Am Ende des Ersten Weltkriegs gelangte die Stadt durch Beschluss der Alliierten und gegen den Willen der Bevölkerung zu der 1918 neu gegründeten Tschechoslowakei. Um den Verbleib in Ungarn und die Eingliederung von Engerau, das 1919 in Petržalka slowakisiert wurde (siehe Bratislavaer Brückenkopf) entwickelten sich 1919 Kämpfe zwischen den Tschechoslowakischen Legionen, den Alliierten einerseits und einheimischen Aufständischen und der ungarischen Regierung andererseits, die zu Toten und Verletzten führten. Pressburg, das auf Slowakisch bisher Prešporok hieß, wurde in Bratislava umbenannt und statt Martin oder Nitra zur faktischen Hauptstadt des slowakischen Teils der Tschechoslowakei erklärt. Ausschlaggebend waren die wirtschaftliche Bedeutung, Größe und Lage in Bezug auf Böhmen. Viele ungarische Einwohner verließen daraufhin die Stadt. Im Jahr 1919 wurde anstelle der aufgegebenen Königlich-Ungarischen Elisabeth-Universität die Comenius-Universität gegründet.
Die erste Tschechoslowakische Republik führte eine staatlich gelenkte Slowakisierung der Stadt durch, die von der Zurückdrängung des Deutschen (siehe Pressburger Deutsch) und Ungarischen und vom Zuzug von Slowaken und Tschechen gekennzeichnet war (Näheres dazu siehe Bevölkerung).

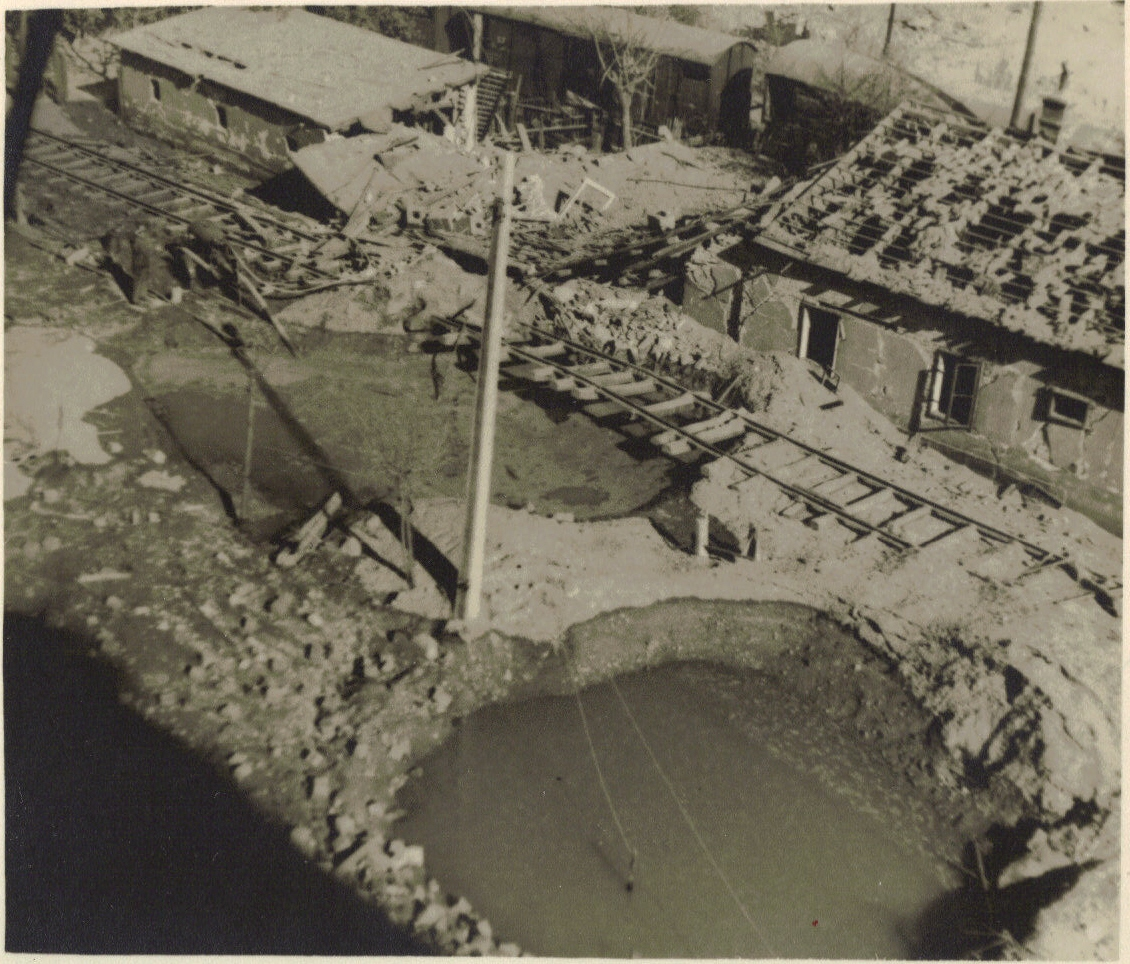
Zerstörte Apollo-Raffinerie nach Luftangriffen der Alliierten, September 1944

Infolge des Münchner Abkommens vom 30. September 1938 annektierte das Deutsche Reich die damals noch eigenständigen südlich und westlich angrenzenden Gemeinden Petržalka und Devín, die beide eine deutsche Bevölkerungsmehrheit von fast 90 Prozent hatten.
Seit Oktober 1938 war Bratislava Sitz der Regierung der autonomen Slowakei, seit 14. März 1939 Hauptstadt des Slowakischen Staates. 1940 wurde die Wirtschaftsuniversität und 1942 die „Slowakische Akademie der Wissenschaften“ gegründet. Die slowakische Regierung wies die meisten der in Bratislava lebenden Juden in das Deutsche Reich aus. Von Ende November 1944 bis Ende März 1945 bestand in Engerau – wie Petržalka nun wieder hieß – ein Lager für jüdische Zwangsarbeiter. Nachdem die Stadt nach Beginn des Zweiten Weltkriegs lange von Luftangriffen verschont geblieben war, wurde sie am 16. Juni 1944 zum ersten Mal von amerikanischen Luftstreitkräften bombardiert, mit schweren Schäden an der Apollo-Raffinerie, Winterhafen sowie Wohngebäuden und städtischen Einrichtungen. Bei diesem Angriff starben 187 Menschen, bis Kriegsende folgten noch fünf weitere amerikanische sowie vier sowjetische Luftangriffe. Trotz des späten Versuchs des NS-Regimes, die Stadt als „Festung Pressburg“ im Frühjahr 1945 gegen sowjetische Angriffe zu befestigen, wurde sie am 4. April 1945 von der Roten Armee erobert. Viele Einwohner der deutschen Volksgruppe waren vor Kriegsende von den deutschen Behörden aus der Stadt evakuiert worden, die verbliebenen Deutschen wurden nach Kriegsende aufgrund der Beneš-Dekrete aus ihrer Heimat vertrieben.

### 1945 bis heute
1946 vergrößerte sich das inzwischen fast nur noch von Slowaken bewohnte Bratislava nach den Eingemeindungen von 1944 durch weitere Eingemeindungen. Nach dem Februarumsturz 1948 entstanden unter der Diktatur der Kommunistischen Partei ausgedehnte Plattenbausiedlungen, insbesondere in Petržalka. Nach Kriegsende wurde die Stadt architektonisch sowie wirtschaftlich beträchtlich modernisiert, manchmal auf Kosten der historisch gewachsenen Bausubstanz. Am 1. Januar 1968 wurde Bratislava formell zur Hauptstadt der Slowakei erklärt, die ab 1969 als Slowakische Sozialistische Republik bezeichnet wurde und einer der beiden Teilstaaten innerhalb des föderativen tschechoslowakischen Staates war. 1972 erfolgten weitere Eingemeindungen auf beiden Seiten der Donau, ebenso wurde die Brücke des Slowakischen Nationalaufstandes als zweite Donaubrücke eröffnet.
Ende 1989 war Bratislava eines der Zentren der Samtenen Revolution, die zum Sturz der kommunistischen Diktatur führte. Seit dem 1. Januar 1993 ist Bratislava Hauptstadt der unabhängigen Slowakei. Seit der zweiten Hälfte des 20. Jahrhunderts erfährt die Stadt einen wirtschaftlichen Aufschwung, der seit den 1990ern durch ausländische Investitionen gefördert wird. Einerseits kommt es zum Ausbau von Dienstleistungen, andererseits büßte die Bedeutung der Industrie in der Stadtwirtschaft ein.
Im Zuge des Hochwassers in Mitteleuropa im Mai/Juni 2013 erreichte die Donau am Nachmittag des 6. Juni ihren Scheitelpunkt (Rekordpegelwert: 10,34 Meter); trotz höheren Pegelwerts als beim Donauhochwasser 2002 hat der zwischenzeitlich ausgebaute Hochwasserschutz die Stadt weitgehend geschützt.

### Namen

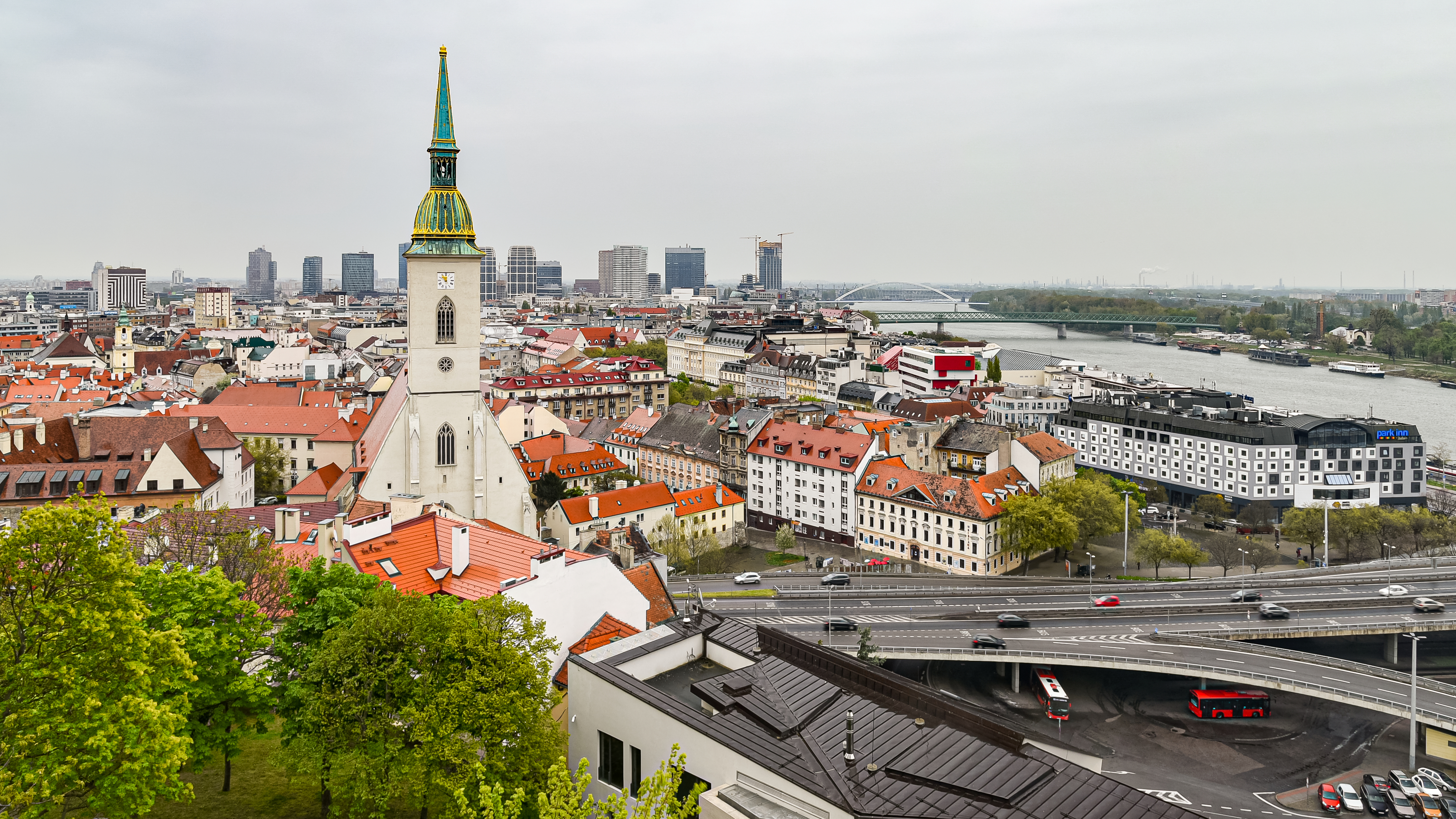
Altstadt mit Martinsdom

Nach der Bildung der ersten Tschechoslowakischen Republik erhielt die Stadt im Jahre 1919 den amtlichen slowakischen Namen Bratislava. Der deutsche Name Pressburg, bzw. nach alter Rechtschreibung Preßburg, existiert parallel dazu. In der deutschen und der österreichischen Diplomatie wird die Stadt amtlich als Pressburg bezeichnet.

#### Preßburg
Die erste urkundliche Erwähnung der Stadt als „Brezalauspurc“ erfolgte in den Salzburger Annalen (Annales Juvavenses maximi) im Zusammenhang mit der Schlacht von Pressburg im Jahr 907 zwischen Bayern und Magyaren unweit der heute Bratislava genannten Burg. Gemeint dürfte die Burg eines Brezeslaus sein. Ende des 9. Jahrhunderts errichtete auf dem Schlossberg ein karolingischer Grenzgraf (confinii comes), der Kroate Brazlav aus Sissak, hier an der Grenze des fränkischen Reiches eine Wehranlage, deren Name dann auf den darunterliegenden Markt überging – eine These, die von slowakischen Slawisten inzwischen geteilt wird. Gegen Ende des 20. Jahrhunderts tauchten Münzfunde aus der Zeit um 1000 mit der Inschrift „Preslav(v)a Civitas“ auf.
Der deutsche Name entwickelte sich weiter zu Preßburg und davon abgeleitet die slowakische Bezeichnung Prešporok/Prešpurek. Bis 1919 verwendeten die meisten englischsprachigen Autoren die Bezeichnung Pressburg, während im französischen Sprachraum Presbourg üblich war. Tschechisch hießen Burg und Stadt Prešpurk.

#### Pozsony

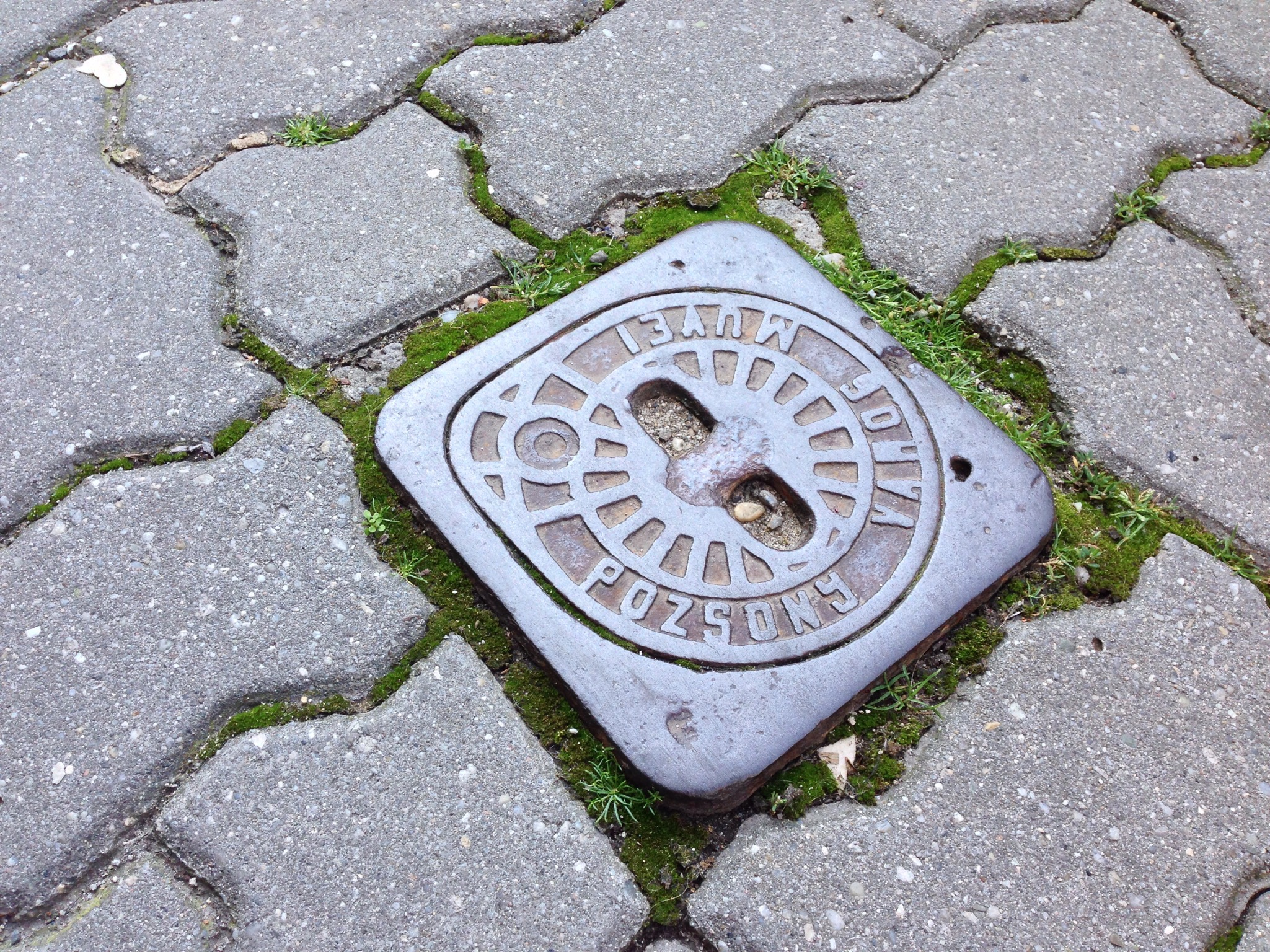
Straßenkappe mit ungarischer Inschrift

Für die Herkunft des ungarischen Namens Pozsony (in dieser Form erstmals 1773 nachgewiesen) gibt es unterschiedliche Thesen. Laut Eberhard Kranzmayer stammt der Name von einem Franken oder Baiern namens Boso oder Puoso, der in frühkarolingischer Zeit an der Furt über die Donau unter dem Burgberg ein Wehrdorf gründete. Von diesem Bosendorf berichtete später Otto von Freising als castra Bosani, das in Urkunden latinisiert auch 1146 und 1277 als Bosonium sowie 1271 als Bozonium erscheint. Davon entwickelte sich auch die allerdings im allgemeinen Sprachgebrauch nicht verwendete slowakische Form Požúň und das lateinische Posonium (sowie das dazugehörige Adjektiv posoniensis). Johannes Aventinus machte daraus ein Pisonium und schrieb die Gründung einem legendären römischen Fürsten Piso zu. Die jüngere Burg des karolingischen Grenzgrafen Brazlav auf dem Burgberg und die demnach ältere Zivilsiedlung des fränkischen oder bairischen Boso entstanden zeitlich unabhängig voneinander, was erklärt, warum später von den Deutschen und Ungarn zwar Burg und Ort jeweils gleich, aber in den beiden Sprachen unterschiedlich benannt wurden. Von den Deutschen wurde der Burgname auf den Markt und von den Ungarn der Marktname auf die Burg übertragen.
Ján Stanislav vermutet, den Namen von einem slowakischen Božan ableiten zu können, der im 11. Jahrhundert Burgherr in Preßburg gewesen sein soll, historisch aber nicht greifbar ist (*Božänjь). Da der Personenname im Slowakischen nicht vorkommt, müsste es sich um einen Südslawen gehandelt haben. Besonders in der Renaissance wurden in Gelehrtenkreisen die latinisierte Form Posonium und die gräzisierte Form Istropolis (Donaustadt) gebräuchlich. Die Form Istropolis stammt aus der Christianisierungszeit im 9. Jahrhundert (Byzanz).

#### Bratislava
Johannes Aventinus schrieb im 16. Jahrhundert, dass die Stadt Anfang des 9. Jahrhunderts vom mährischen Fürsten Vratislav (Wratislaus) aus einer römischen Festung wieder erbaut worden sei und nach diesem Fürsten Vratislaburgium/Vratissolaoburgium/Wratisslaburgium genannt wurde. Er nennt auch den lateinischen Namen Pisonium. Die Verlässlichkeit dieser Angaben wird heute in Abrede gestellt. Pressburg war nie eine römische Festung und ein mährischer Fürst namens Vratislav ist zu jener Zeit nicht nachweisbar. Der böhmische Herzog Vratislav I. gründete zwar zu einem späteren Zeitpunkt Breslau in Schlesien (daher der Name), steht aber in keinem Zusammenhang mit Pressburg.
Einige slowakische Autoren verwendeten in den 1830er Jahren in Anlehnung an die Angaben des Aventinus die Form „(Tatranská) Vratislava“ (zum Beispiel Ján Kollár, 1830). Bratislava, der heutige Stadtname, hat seinen Ursprung wohl im Jahr 1837, als der Wissenschaftler Pavel Jozef Šafárik (Slovanské starožitnosti, 1837) in der Form Brecisburg (1042) die slowakische Form *Bracislaw/*Brecislaw sah und irrtümlich annahm, dass die Stadt vom böhmischen König Břetislav gegründet worden sei. Danach verwendeten Anhänger der slowakischen Nationalbewegung auf der Suche nach einem „slawischeren“ Namen und zur Ablegung der historischen deutschen und ungarischen Ortsnamen die Formen Břetislav (Jan Kollár, 1838), Břetislava (Jan Kollár, Ľudovít Štúr, 1838), Breťislava (Martin Hamuljak, 1838). Nach der Einführung der neuen Sprachnorm tauchte 1843 die Variante Braťislava (nad Dunajom) (Ján Francisci-Rimavský) auf, wobei in der zweiten Hälfte des 19. Jahrhunderts auch wieder die Formen Břetislav und andere Varianten verwendet wurden. Diese Namen blieben jedoch auf kleine Zirkel der slowakischen Nationalbewegung beschränkt. Sie hatten weder amtliche Bedeutung noch fanden sie Eingang in den allgemeinen Sprachgebrauch der Slowaken, die am historischen slowakischen Namen Prešporok und entsprechende Varianten festhielten.
Nach Ende des Ersten Weltkriegs kam für kurze Zeit die Bezeichnung Wilsonovo mesto oder Wilsonovo (Wilson-Stadt) auf, nach dem amerikanischen Präsidenten Woodrow Wilson (nach manchen Quellen verwendeten diesen Namen jedoch ausschließlich tschechoslowakische Legionen in Italien Anfang 1919 auf militärischen Karten). Hintergrund war die Durchsetzung nationalslowakischer Ansprüche auf Pressburg auf der Friedenskonferenz in Paris mit Hilfe eines slawischklingenden Ortsnamens, da man durch den deutschen und ungarischen Ortsnamen die Glaubwürdigkeit slowakischer Forderungen gefährdet sah. Mit Prešporok hatten sich die Slowaken nämlich eine Stadt zur Kapitale ihres Landesteils erwählt, in der sie selbst deutlich in der Minderheit waren und in der der tonangebende Teil der mehrheitlich deutsch- und ungarischsprachigen Bevölkerung die Existenz der neugegründeten Tschechoslowakei ablehnte. Am 22. Februar 1919 legte die tschechoslowakische Regierung den Kunstnamen Bratislav amtlich fest, änderte dies jedoch am 16. März 1919 in Bratislava, da die Endung -av tschechisch sei. Die Verlautbarung, mit der „Bratislava“ als Name rechtswirksam wurde, erfolgte am 27. März 1919 in einem Amtsblatt, das selbst noch den Namen „Prešporok“ als Ortsangabe auf der Titelseite hatte. Gleichzeitig wurde der neue Name für „unübersetzbar“ erklärt und der Gebrauch der historischen Namen unter Strafe gestellt.

#### Heutige Namenssituation
Die Bezeichnung der Stadt in anderen Sprachen ist in der Slowakei heute kein großes Thema mehr. Allerdings wird der 1919 eingeführte (Kunst-)Name Bratislava von slowakischen Stellen auch in fremdsprachigen Publikationen ausschließlich verwendet und nicht die in verschiedenen Sprachen vorhandenen historischen Exonyme. In der österreichischen Presse gerät die Bezeichnung Pressburg zunehmend und in den deutschen Medien mittlerweile fast völlig in den Hintergrund. Beide Botschaften in der Stadt firmieren aber weiterhin unter dem deutschen Namen Pressburg. Im Gegensatz dazu verwenden die ungarische Presse und der Staat Ungarn auch in offiziellen Dokumenten weiterhin konsequent den ungarischen Namen Pozsony, während auf Schildern auf Ungarns Straßen die Doppelbezeichnung Pozsony-Bratislava zu lesen ist.
In der Stadt selbst sind die historischen Namen durchaus präsent, sowohl Firmen, vor allem im Gastronomie- und Tourismusbereich, wie kulturelle Institutionen oder Ensembles nutzen sie gern als lokalhistorisches Kolorit. Besonders häufig sind Benennungen mit Bezug auf Prešporok und Pressburg, die Bezeichnung Pozsony dagegen findet sich kaum, ist jedoch noch vereinzelt auf Kanaldeckeln aus der Vorkriegszeit zu lesen. Das gräzisierende Istropolis ist zum Beispiel im Namen des ehemaligen Gewerkschaftshauses Istropolis und des Kammerorchesters Cappella Istropolitana zu finden. Auch der Name Wilsonovo/Wilsonstadt wurde gelegentlich referenziert, so bspw. in einer Erzählung des Schriftstellers Michal Hvorecký und der Benennung des von ihm mitgegründeten Wilsonic-Festivals.
Ein gebräuchlicher umgangssprachlicher Name für die Stadt ist Blava, eine Verkürzung von Bratislava, zugleich aber auch der Name eines westslowakischen Flusses und dementsprechende mehr abwertende Bezeichnung für die Einwohner Blaváci, anstelle des schriftsprachlichen Demonyms Bratislavčania.

## Stadtbild und Architektur

### Zentrum
Die meisten historischen Gebäude konzentrieren sich in der Altstadt (Staré Mesto).

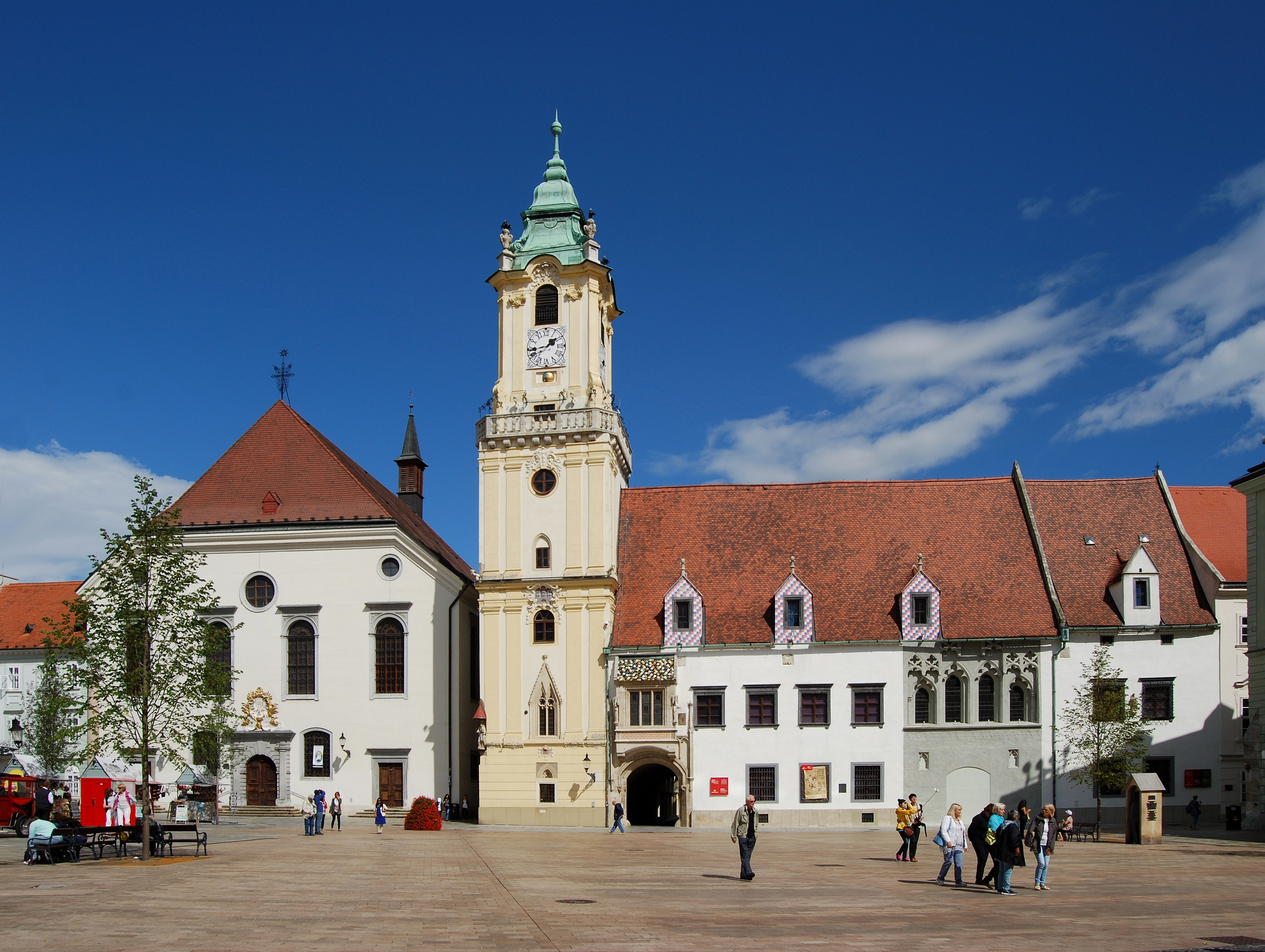
Altes Rathaus am Hauptplatz

Das aus drei Gebäuden gebildete Alte Rathaus (Stará radnica) aus dem 14./15. Jahrhundert ist eines der ältesten erhaltenen Häuser der Stadt. Ursprünglich als Wohnsitz des Richters im 14. Jahrhundert angelegt, erstreckt sich der ganze Komplex heute über ehemals nebenstehende Häuser und Palais.
Das barocke Michaelertor (Michalská brána) ist das einzig noch erhaltene von einst vier Toren der mittelalterlichen Stadtbefestigung, die im 18. Jahrhundert per Verordnung Maria Theresias größtenteils abgerissen wurde. Ein Abschnitt ist nördlich des Martinsdoms noch zu sehen. Unmittelbar neben dem Michaelertor steht eines der schmalsten Häuser Europas (vgl. Kirchstraße 29 (Bregenz)) mit einer Breite von 1,30 Meter.
In dem 1756 erbauten Palais der Ungarischen Königlichen Kammer war von 1802 bis 1848 der Landtag des Königreichs Ungarn untergebracht. Seit 1953 ist das Haus Sitz der Universitätsbibliothek.

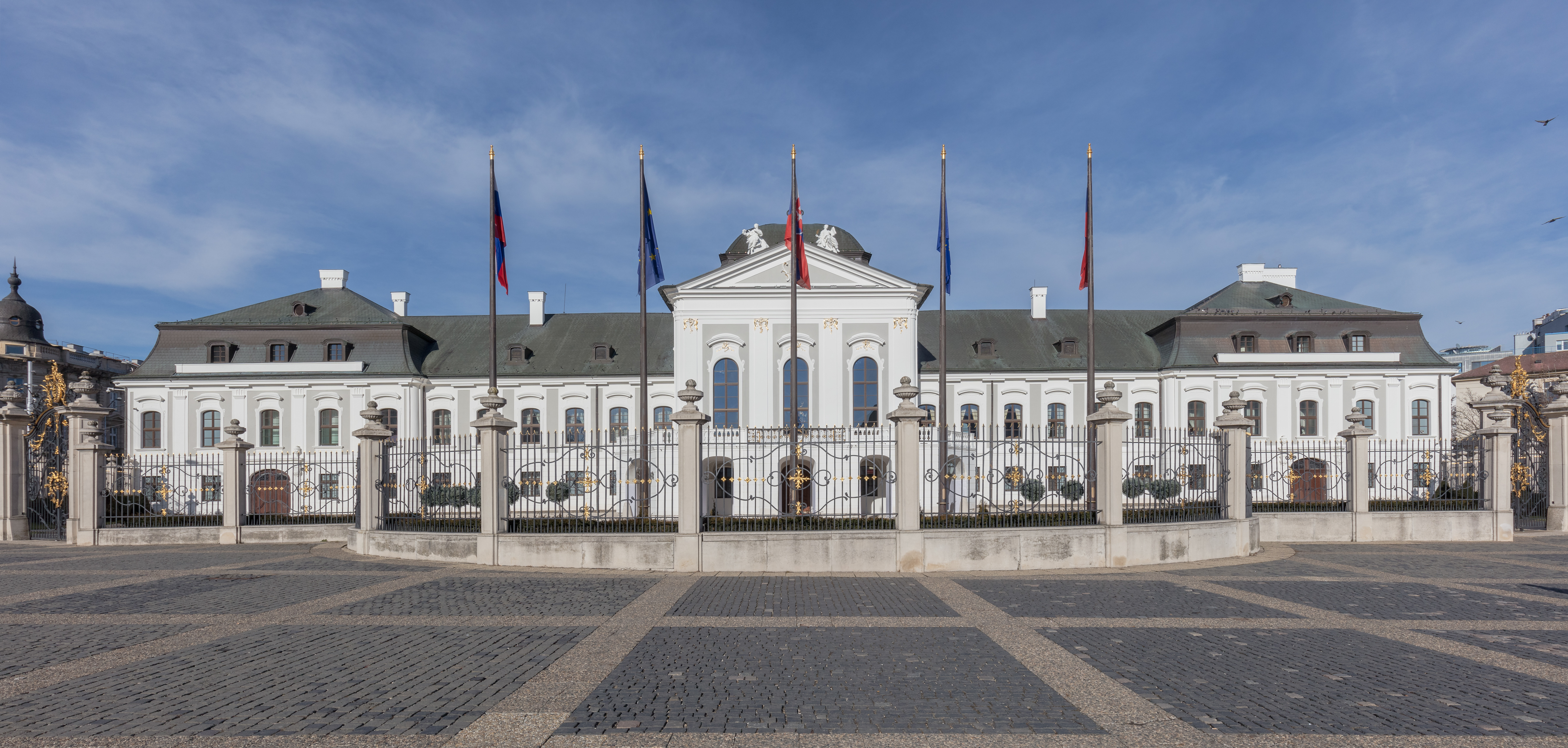
Palais Grassalkovich, Residenz des Präsidenten

Charakteristisch für das Stadtzentrum sind die zahlreichen Palais im barocken Stil, ein Kulturerbe des 18. Jahrhunderts. Das um 1760 erbaute Palais Grassalkovich (Grasalkovičov palác) ist die Residenz des Präsidenten der Slowakei und diente in der Vergangenheit dem Grafen Antal Grassalkovich I. für verschiedene Bälle. In der sozialistischen Zeit war es der Pionierpalast.
Das benachbarte, wenige Jahre später entstandene Erzbischöfliche Sommerpalais (Letný arcibiskupský palác), das als Sommerresidenz der im 17. und 18. Jahrhundert in Pressburg ansässigen Erzbischöfe von Gran diente, ist seit 1991 der offizielle Sitz der slowakischen Regierung.
Im 1781 erbauten Primatialpalais (Primaciálny palác), dem heutigen Sitz des Bürgermeisters, wurde 1805 der vierte Frieden von Pressburg unterzeichnet. In der dortigen Galerie sind unter anderem sechs englische Gobelins aus dem 17. Jahrhundert ausgestellt, die die Geschichte von Hero und Leander aus der griechischen Mythologie erzählen.
Im 1747 erbauten Palais Pálffy (Pálfiho palác) gab der damals noch sechsjährige Wolfgang Amadeus Mozart ein Konzert. Von 1995 bis 2012 beherbergte das Gebäude die österreichische Botschaft.

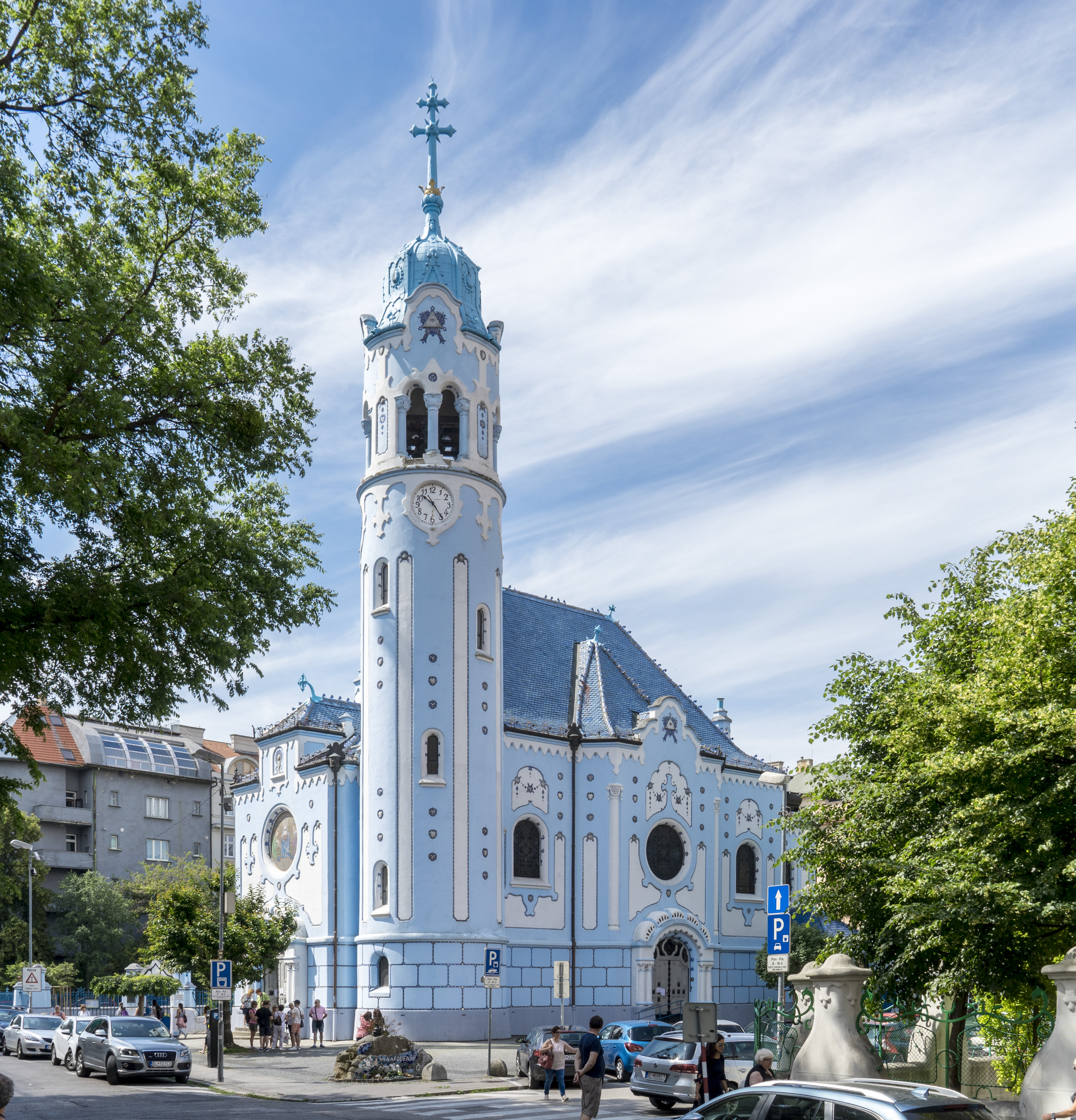
Elisabeth-Kirche, (auch „Blaue Kirche“ genannt) Jugendstil von Ödön Lechner

Zu den bekanntesten Sakralbauten gehört der Martinsdom (Katedrála svätého Martina) aus dem 13. bis 16. Jahrhundert, in dem von 1563 bis 1830 die Könige des Königreichs Ungarn aus dem Hause Habsburg gekrönt wurden. Ihr heutiges gotisches Aussehen erhielt die Kathedrale 1869–1877. In den Katakomben sind zahlreiche hochrangige Persönlichkeiten wie Mitglieder des Geschlechts Pálffy oder Gespane des Komitats Pressburg bestattet sowie der Autor des ersten slowakischen Romans Jozef Ignác Bajza. Auf der Spitze des 85 Meter hohen Turms, der einmal Teil der Stadtbefestigung war, steht eine Kopie der Stephanskrone. Die Sankt-Elisabeth-Kirche (Kostol svätej Alžbety), aufgrund der Farbgebung der Außenfassade auch als „Blaue Kirche“ bekannt, wurde 1907/1908 gänzlich im Jugendstil erbaut und ist der Elisabeth von Thüringen geweiht. In der Franziskanerkirche (Františkánsky kostol) aus dem späten 13. Jahrhundert wurden im Rahmen der Krönungsfeierlichkeiten ausgewählte Personen zum Ritter geschlagen. Weitere Sakralbauten im Zentrum sind die gotische Klarissenkirche (Kostol klarisiek) aus dem 14. Jahrhundert mit einem fünfseitigen Turm (heute Konzert- und Theatersaal), die barocke Trinitarierkirche (Kostol trinitárov) aus dem 18. Jahrhundert mit der Rokoko-Innendekoration und eine Synagoge im Moderne-Stil aus den Jahren 1923–1926, die als einzige von ehemals drei Synagogen noch erhalten ist.
Im inneren Stadtzentrum gibt es zwei prominente Plätze: den zentral gelegenen Hauptplatz (Hlavné námestie), der von zahlreichen Palais’ und Bürgerhäusern sowie dem Alten Rathaus umgeben wird. Bekannt sind das Palais Kutscherfeld (Kutscherfeldov palác) sowie das Statthalterpalais (Miestodržiteľský palác). In der Mitte des Platzes steht der Maximiliansbrunnen, der nach einem großen Brand während der Krönung von Maximilian II. (HRR) im Jahr 1563 entstand. Der Platz ist inzwischen Standort verschiedener Märkte, wie zu Ostern oder vor Weihnachten, sowie Austragungsort der Silvesterfeier, die als „Partyslava“ propagiert wird. Der Hviezdoslav-Platz (Hviezdoslavovo námestie) liegt weiter nach Süden und wird meist einfach Promenade genannt. Nennenswerte Bauwerke sind das Gebäude des Slowakischen Nationaltheaters, die Reduta, Sitz der Slowakischen Philharmonie sowie das klassizistisch aussehende Gebäude des ehemaligen Hotel Savoy, heute Hotel Carlton. Des Weiteren haben die Botschaften der USA und Deutschlands hier ihren Sitz. Der Platz wird von der Statue des Namensgebers, des slowakischen Dichters Pavol Országh Hviezdoslav dominiert. Neben anderen kleinen Bronzestatuen findet sich auch jene von Hans Christian Andersen.
Zu den meistfotografierten Attraktionen Bratislavas gehören einige Skulpturen, die im letzten Jahrzehnt des 20. Jh. geschaffen wurden: in der Straße Rybárska brána, an der Ecke mit der Straße Hlavné námestie, von Karol Krcmar die Statue Ignác Lamárs (1997), dem als Schöner Náci bekannten Stadtoriginal von Bratislava, an der Kreuzung Rybárska brána/Laurinská von Viktor Hulík der ebenfalls 1997 geschaffene Čumil (auf Deutsch: Gucker), ein aus einem Kanaldeckel „guckender“ Arbeiter unterhalb einer Warnungstafel „Man at work“, und die Skulptur Paparazzi (2001) von Radko Mačuha an der Ecke Laurinská/Radničná, die sich seit 2018 im Turmrestaurant UFO befindet.

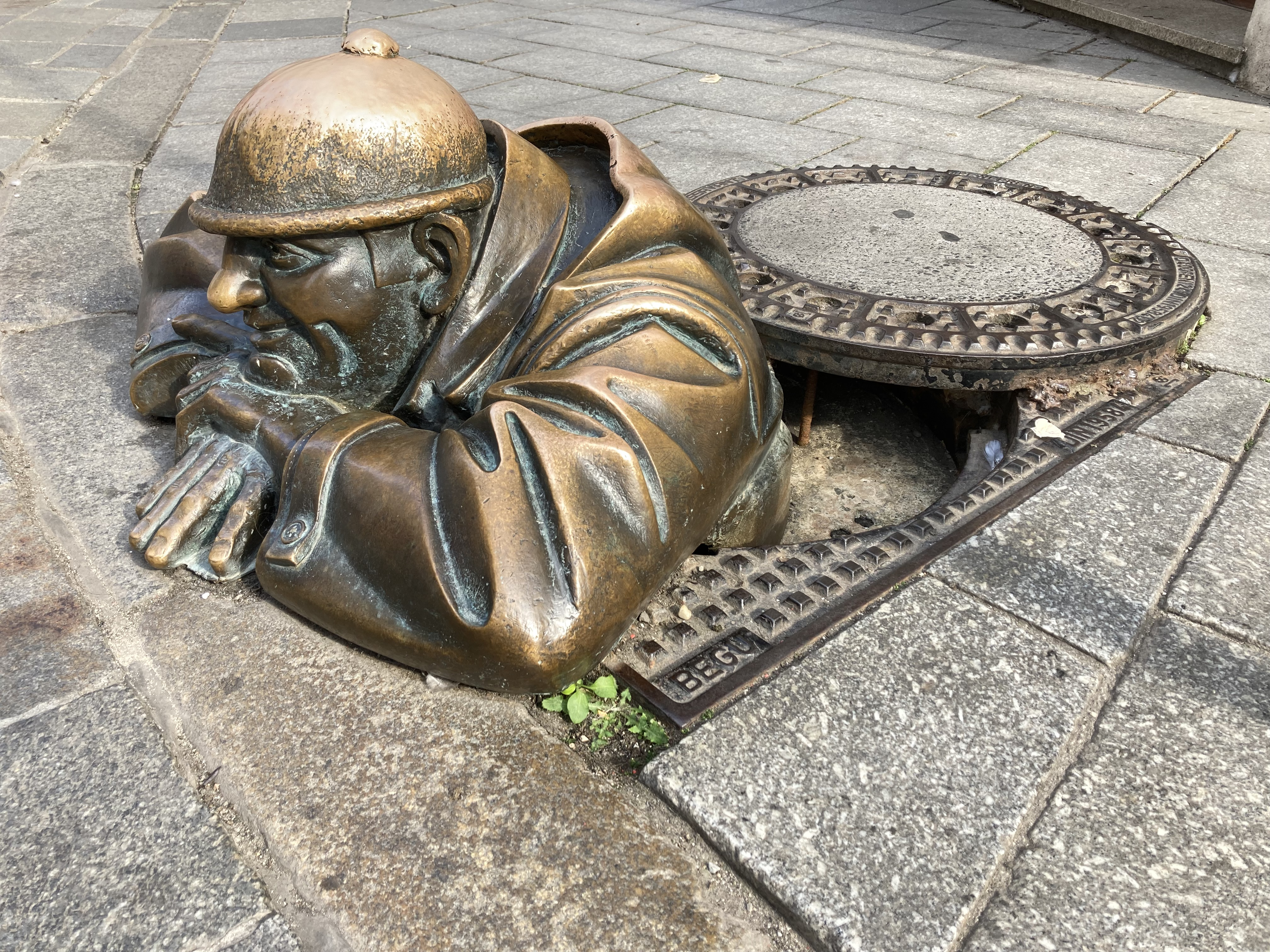
Čumil

Ein Kuriosum ist der restaurierte Teil des unterirdischen, ursprünglich ebenerdigen jüdischen Friedhofs. Dieser befindet sich am Fuße des Burghügels nahe dem Portal des Straßenbahntunnels. Heute beherbergt er das Mausoleum von Moses Sofer, ein Wallfahrtsort für Juden aus der ganzen Welt. Einziger Militärfriedhof ist der westlich der Altstadt auf einem Hügel gelegene Slavín. Er wurde 1960 zu Ehren der Soldaten der Roten Armee eingeweiht und verfügt über einen 39,5 Meter hohen Obelisken. Dieser Friedhof ist auch ein guter Aussichtspunkt.
Im westlichen Teil des Stadtteils Staré Mesto liegt ein großes Villenviertel und bedeckt einen großen Teil der Anhöhen oberhalb der Straße Palisády, rund um den Horský park und Slavín bis zum Viertel Patrónka.

### Moderne Architektur

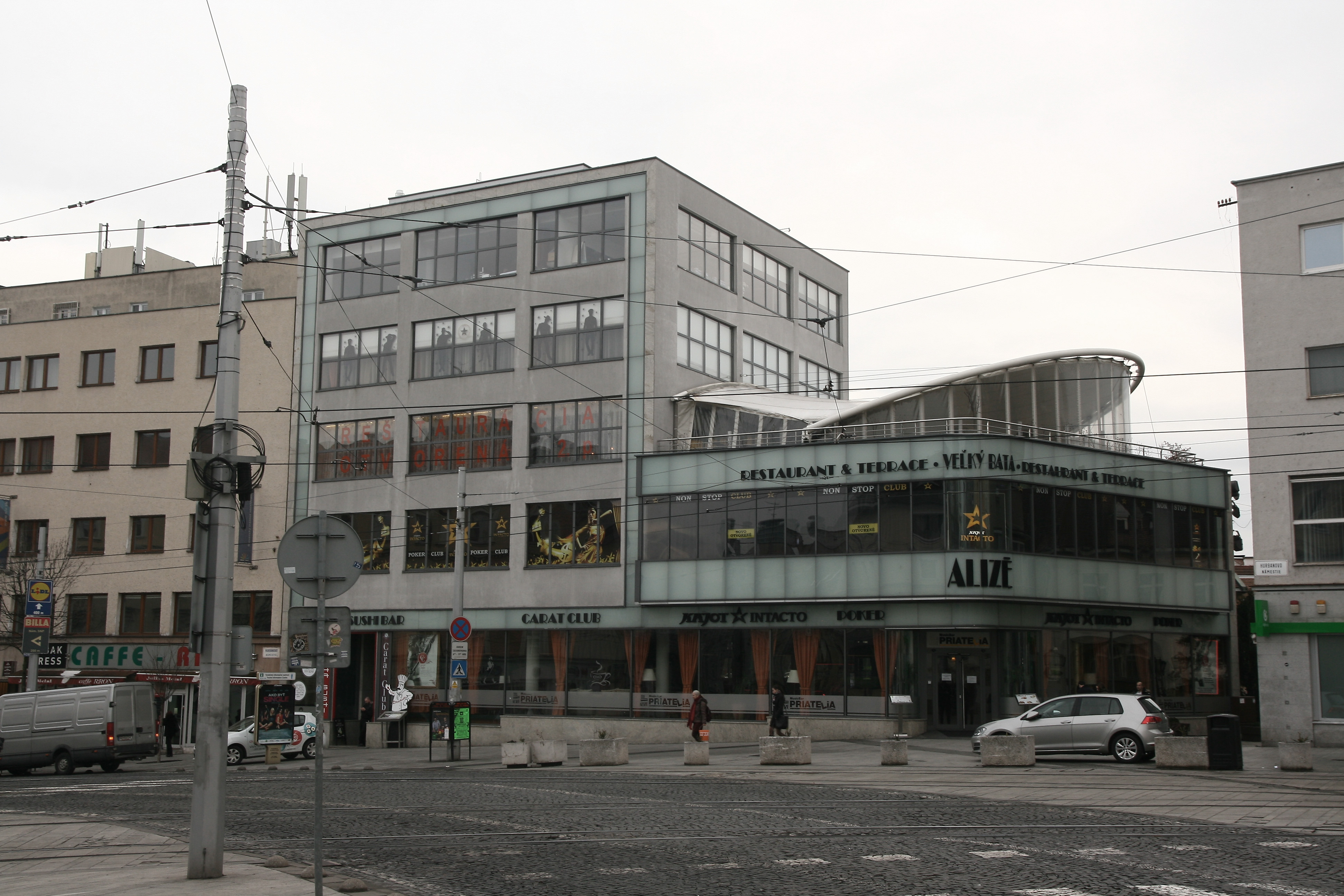
Funktionalistisches Kaufhaus Veľký Baťa

In der Stadt kann man Architektur der funktionalistische Richtungen, die in der ersten tschechoslowakischen Republik vorherrschend waren, finden. Als eines der ersten Gebäude in diesem Stil kann das Gebäude von Umelecká beseda slovenská aus dem Jahr 1925 an der Straße Dostojevského rad genannt werden sowie das Studentenheim Lafranconi am Donauufer. Vermehrt konnte sich moderne Architektur aber erst ab 1930 durchsetzen. Der Schwerpunkt auf Wohnen spiegelte sich in Projekten wie Unitas an der Straße Šancová und Nová doba an der Straße Vajnorská wider. Entlang des Platzes des Slowakischen Nationalaufstandes befinden sich gute Beispiele modernistischer Architektur, wie die Družstevné domy, ehemaliges Kaufhaus Dunaj sowie das Baťa-Kaufhaus (auch Veľký Baťa, heute als Alizé bekannt). Unweit davon liegt das erste Hochhaus Bratislavas, das nach dem Bauherr, Rudolf Manderla, umgangssprachlich als Manderlák bekannt ist und zur zeitgenössischen Dominante wurde. Als Beispiel sakraler Architektur aus dieser Zeit ist die Kreuzerhöhungskirche am Daliborovo námestie im damals selbstständigen Ort Petržalka zu nennen. Prominente Architekten waren Milan Michal Harminc, Emil Belluš, Friedrich Weinwurm und Ignác Vécsei.

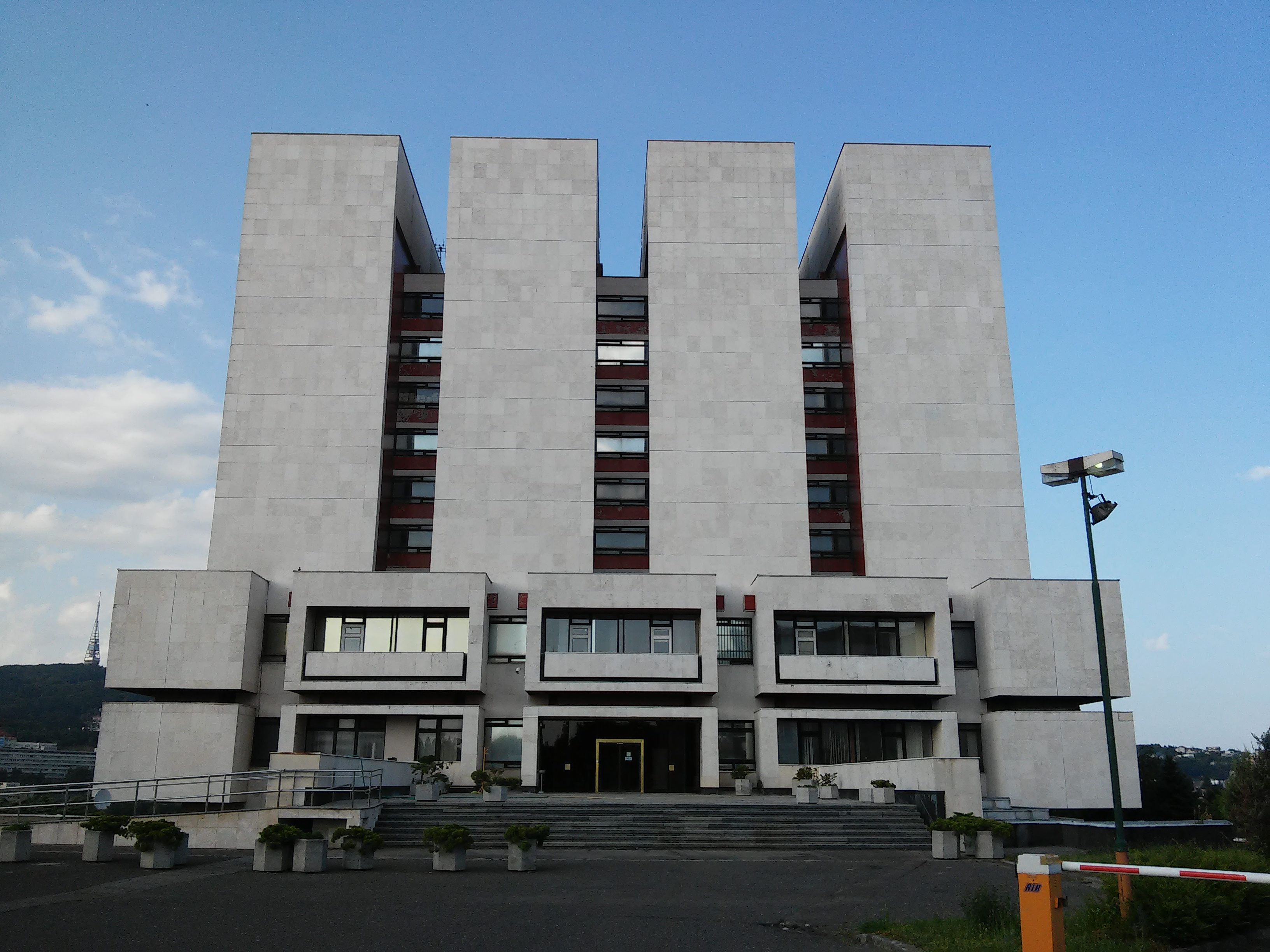
Slowakisches Nationalarchiv

Aus der unmittelbaren Nachkriegszeit stammt das Neue Rathaus am Platz Primaciálne námestie gegenüber dem historischen Primatialpalais. Ein gutes Beispiel des Sozialistischen Realismus ist das Studentenheim Mladá garda an der Straße Račianska. In der Stadtmitte steht das in den 1960er und 1970er Jahren gebaute Kaufhaus Prior mit dem Hotel Kyjev am Platz Kamenné námestie. Das Krematorium mit Urnenhain zwischen Lamač und Záhorská Bystrica wird als eines der besten Beispiele slowakischer Nachkriegsarchitektur gewertet.
Die 430,8 Meter lange Brücke des Slowakischen Nationalaufstandes (Most SNP), eine von fünf Donaubrücken der Stadt, wurde 1972 eröffnet. Ihr südlicher Pylon trägt auf 85 Metern Höhe ein scheibenförmiges Aussichtsrestaurant.

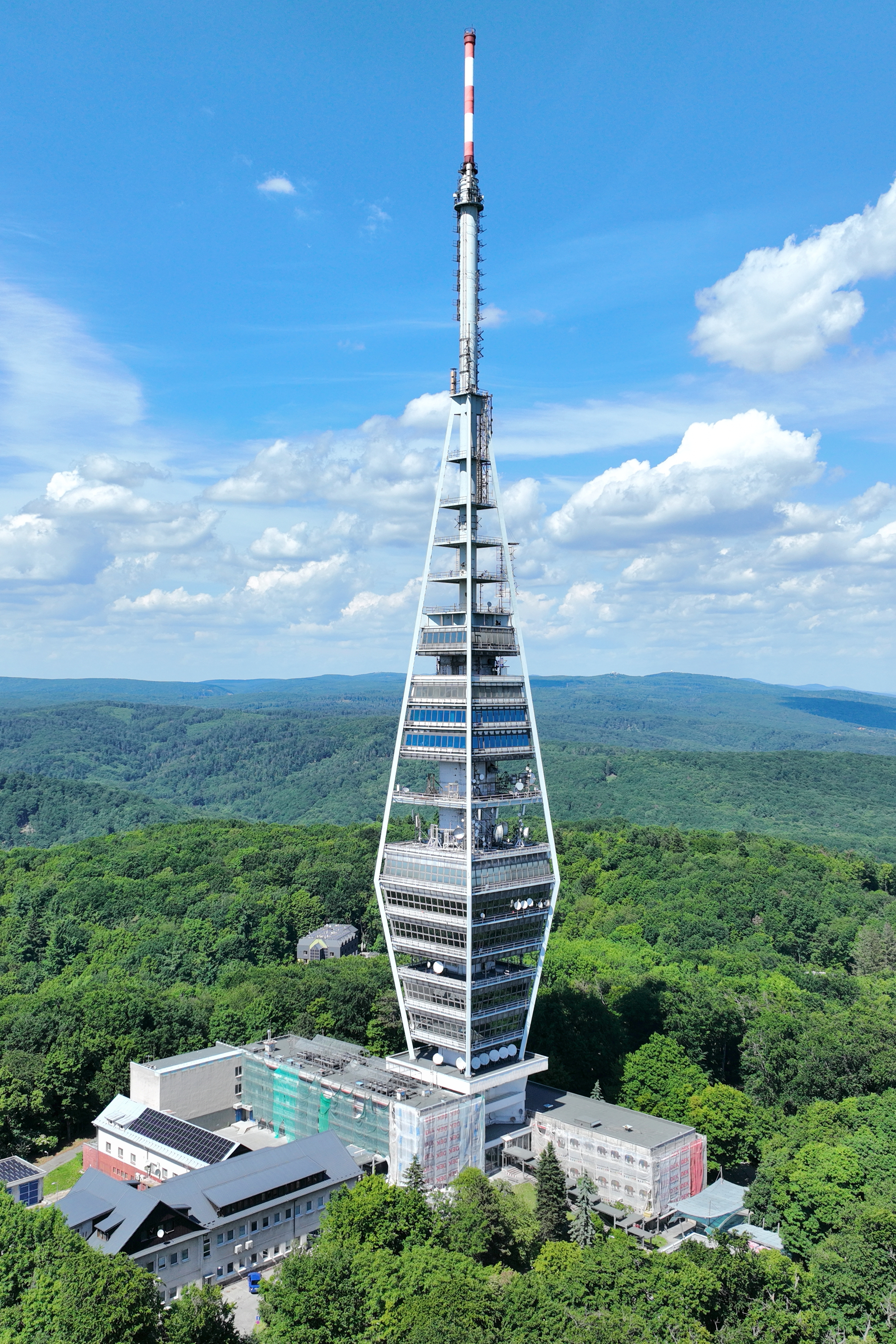
Kamzík-Fernsehturm

Weitere bedeutende Bauwerke des 20. Jahrhunderts sind der einer Doppelpyramide ähnelnde Hauptsitz des slowakischen Rundfunks, der 200 Meter hohe Kamzík-Fernsehturm mit Aussichtsplattform, die Neue Markthalle am Platz Trnavské mýto und das 1975 errichtete Hochhaus des Slowakischen Fernsehens, das seinerzeit das höchste Gebäude der Tschechoslowakei war.
Der Architekt Vladimír Dedeček hatte seinen Tätigkeitsschwerpunkt in Bratislava und verwirklichte Projekte wie das Studentenheim in Mlynská dolina, den modernen Zubau der Slowakischen Nationalgalerie, das Messegelände Incheba sowie die Gebäude des Obersten Gerichts der Slowakischen Republik sowie des Slowakischen Nationalarchivs.
Wohnbauten wurden in den 1930er bis 1950er Jahren vornehmlich in den Stadtteilen Staré Mesto, Nové Mesto und Ružinov gebaut. Von den 1960er bis zu den 1980er Jahren wurde in Bratislava eine große Anzahl von Wohnplattenbauten errichtet: In den 1960er Jahren waren dies die Stadtteile Ružinov, Rača, Karlova Ves und Nové Mesto, in den 1970er Jahren Dúbravka, Rača, Lamač, Podunajské Biskupice und Petržalka und in den 1980er Jahren Rača, Ružinov, Karlova Ves (im Viertel Dlhé diely), Vrakuňa, Devínska Nová Ves und Petržalka. Seither wurden vor allem kleinere Wohnhausprojekte und Dachausbauten in den bestehenden Siedlungen durchgeführt. Familienhäuser befinden sich vor allem in den weiter vom Stadtzentrum gelegenen Stadtteilen wie Vajnory, Záhorská Bystrica, Jarovce, Rusovce, Čunovo, Devín sowie teilweise Podunajské Biskupice, Vrakuňa und Devínska Nová Ves.

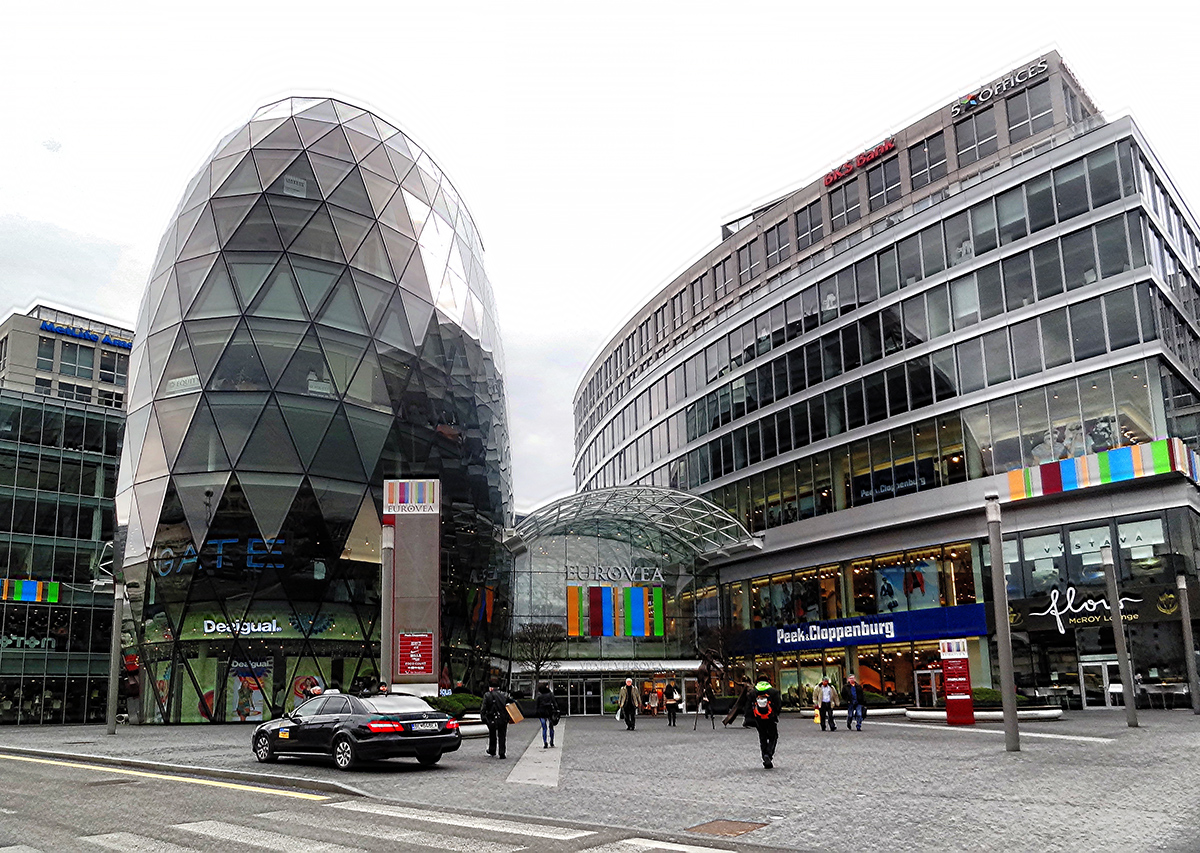
Modernes Einkaufszentrum Eurovea

Seit der Samtenen Revolution haben Bauwerke wie die Apollo-Brücke und das neue Gebäude des Slowakischen Nationaltheaters das Stadtbild verändert. Seit der Unabhängigkeit ist es zu reger Bautätigkeit gekommen, die das Stadtbild verändert. Als eines der ersten Projekte wurde 1997 der neue Sitz der slowakischen Bank VÚB fertiggestellt, gefolgt 2002 vom neuen Gebäude der Nationalbank der Slowakei, die mit 111 Metern bis 2019 das höchste Gebäude Bratislavas war. Als bemerkenswertes Beispiel der modernen Entwicklung im weiteren Zentrum gilt die Umwandlung des alten Industrieviertels (Brownfield) entlang der Straße Mlynské nivy und im Stadtviertel Nivy östlich des Stadtzentrums in ein von Hochhäusern geprägtes Stadtviertel mit Projekten wie Eurovea, Twin City, Panorama City, Sky Park und Tower 115. Dort steht mit 125 Metern seit 2019 das höchste Gebäude Bratislavas, der Nivy Tower. Unweit von Nivy Tower am Donauufer läuft bis 2023 der Bau des ersten „echten“ Wolkenkratzers der Slowakei, Eurovea Tower, der eine Höhe von 168 Metern aufweisen soll.
Ebenfalls am Donauufer entstand das Mehrzweckprojekt River Park auf dem Areal des ehemaligen Park kultúry a oddychu (PKO, deutsch etwa Kultur- und Erholungspark). Das zwischen den 1940er und 1970er Jahren abgerissene Stadtviertel Vydrica (deutsch Weidritz) soll bis 2024 in einem modern gestalteten Projekt wieder aufgebaut werden, nachdem das westlich anschließende Zuckermandel ebenfalls in einer modernen Reinkarnation im Jahr 2018 fertiggestellt wurde. Andere neue Stadtviertel entstehen „auf der grünen Wiese“, wie Južné mesto und Slnečnice am Südrand Petržalkas oder Bory am Rand von Dúbravka und Lamač. Allerdings wird die rege Bautätigkeit von einem Teil der Einwohner und von Architekten als „unkoordiniert oder aggressiv“ wahrgenommen. Dies betraf im Besonderen Industriebauten, die nach dem Rückgang von Industrie in innerstädtischen Teilen in den 2000er und teilweise in den 2010er Jahren bis auf wenige Ausnahmen den Neubauten weichen mussten. Als Gründe für die Entwicklung werden ökonomische Interessen und schwach ausgeprägtes Bewusstsein zum Schutz der Industriearchitektur genannt. Inzwischen gibt es aber auch Beispiele, die Industriebauten verwenden, wie das Spinnereigebäude der alten Zwirnfabrik, oder das ehemalige Heizkraftwerk des Architekten Dušan Jurkovič.

### Burg Bratislava

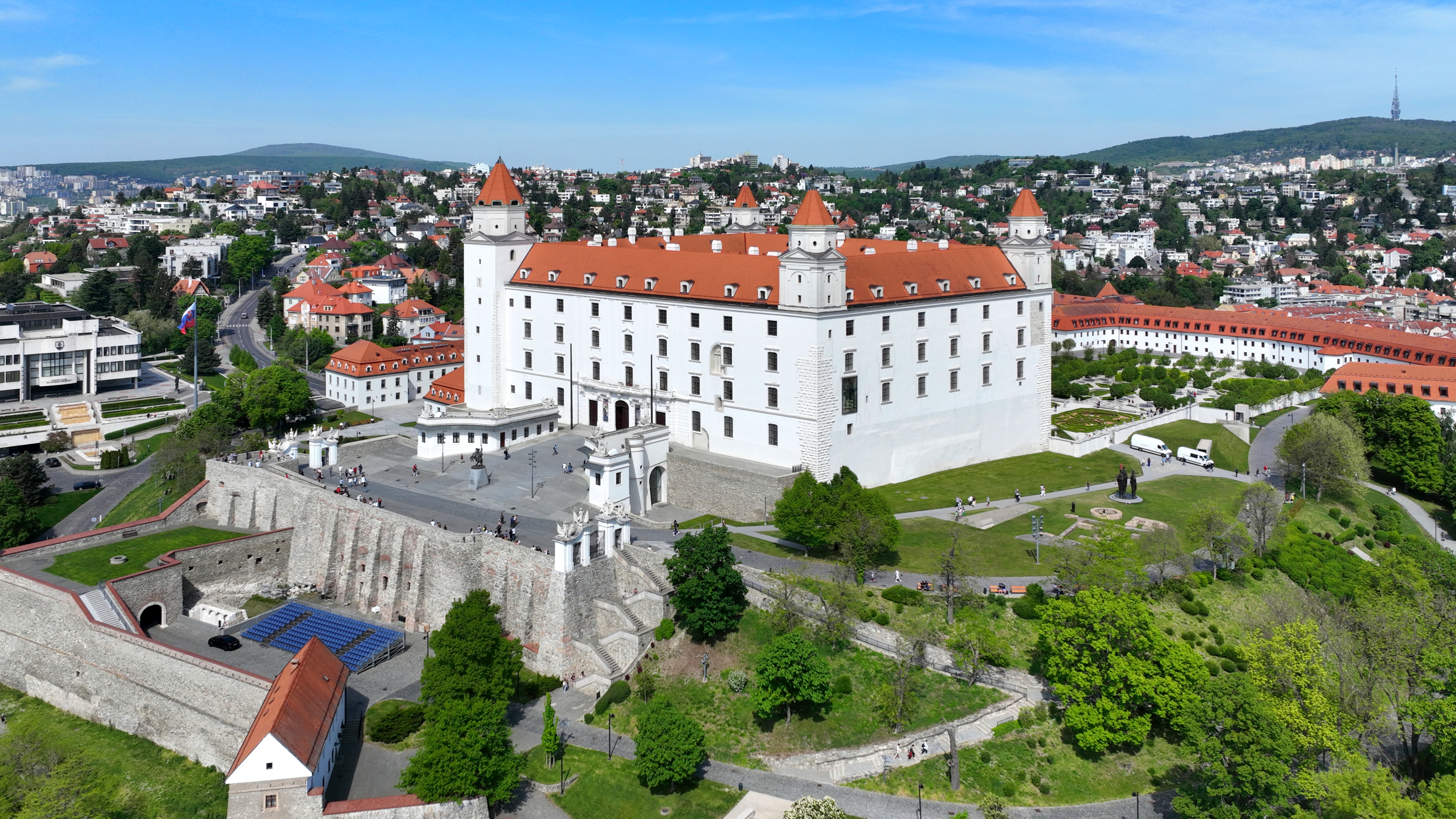
Burg von Bratislava

Ein Wahrzeichen der Stadt ist die Bratislavaer Burg (Bratislavský hrad) westlich der Altstadt auf einem Felsen 85 Meter über der Donau. Der Burghügel war bereits während der Kupfersteinzeit von Angehörigen der Badener Kultur besiedelt. Später diente er als Standort eines Oppidum der keltischen Boier und anschließend als Teil des römischen Donaulimes. Er war Kern einer befestigten Siedlung der Slawen sowie später ein bedeutendes Zentrum des Mährerreiches. Eine erste steinerne Burg gab es hier bereits im 10. Jahrhundert. Kaiser Sigismund von Luxemburg ließ die Burg um 1430 zu einer Festung im gotischen Stil ausbauen. Kaiser Ferdinand I. ordnete den Umbau im Renaissance-Stil an. Um 1650 erhielt die Burg ihr heutiges barockes Aussehen. Kaiserin Maria Theresia erhob die Burg 1740 zu ihrer ungarischen Residenz. Im Mai 1811 brannte die Burg bis auf die Grundmauern nieder. In den folgenden mehr als 140 Jahren standen die Ruinen über der Stadt. Von 1953 bis 1968 wurde die Burg originalgetreu wiederaufgebaut. Seit dem Ende des 20. Jahrhunderts dient sie als Museum und für repräsentative Zwecke.

### Burg Devín

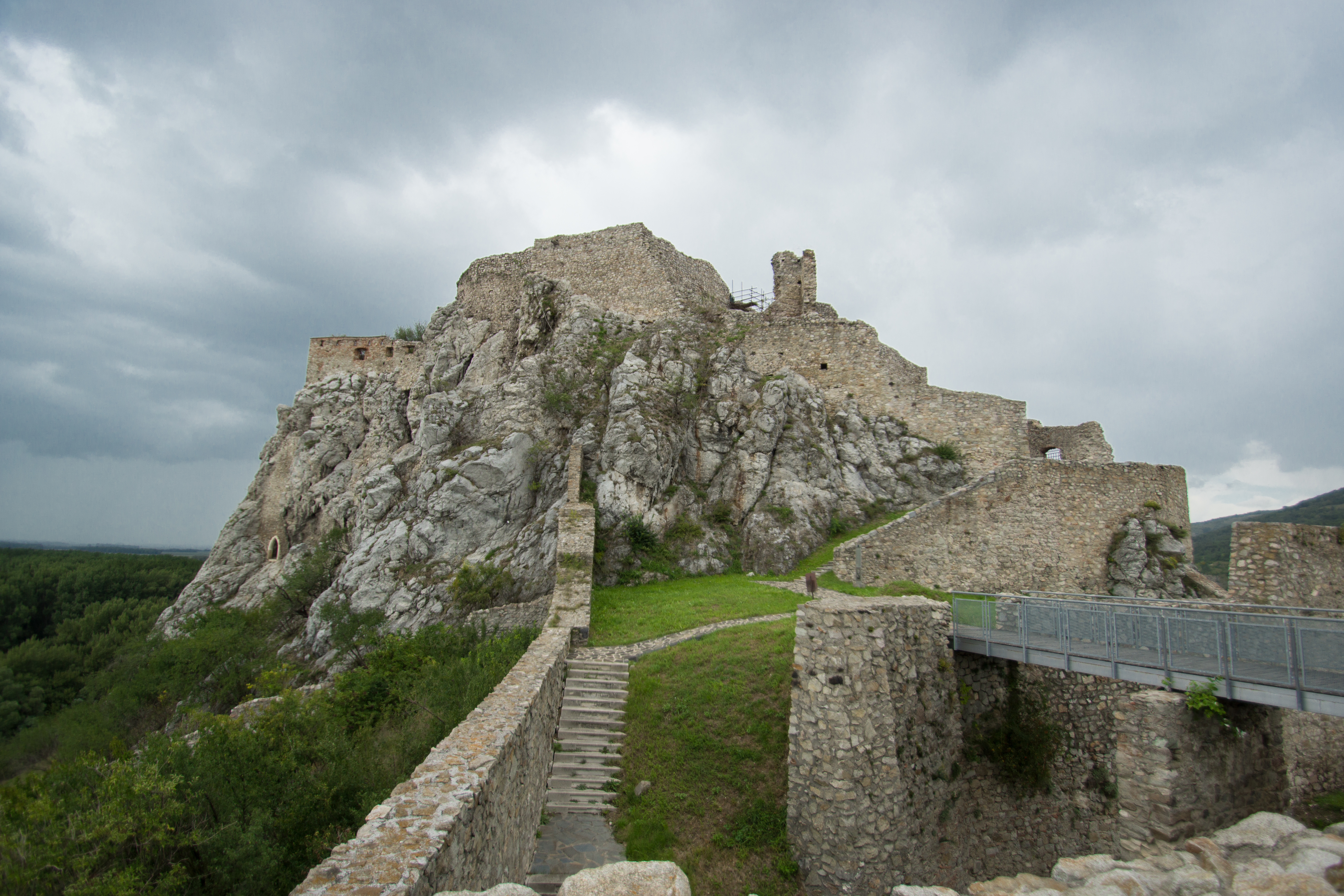
Burg Devín

Die Ruine der Burg Devín (Devínsky hrad) befindet sich im Stadtteil Devín auf einem Felsen oberhalb der Mündung der March in die Donau an der slowakisch-österreichischen Grenze. Aufgrund ihrer strategischen Lage war Devín eine bedeutende Grenzbefestigung des Mährerreiches und des frühen ungarischen Staates. Die Burg wurde 1809 durch napoleonische Truppen gesprengt, entwickelte sich in der Folge jedoch zu einem bedeutenden Symbol des slowakischen Nationalbewusstseins. Heute ist sie eine der bedeutendsten archäologischen Stätten des Landes und Bestandteil eines Freilichtmuseums.

### Rusovce

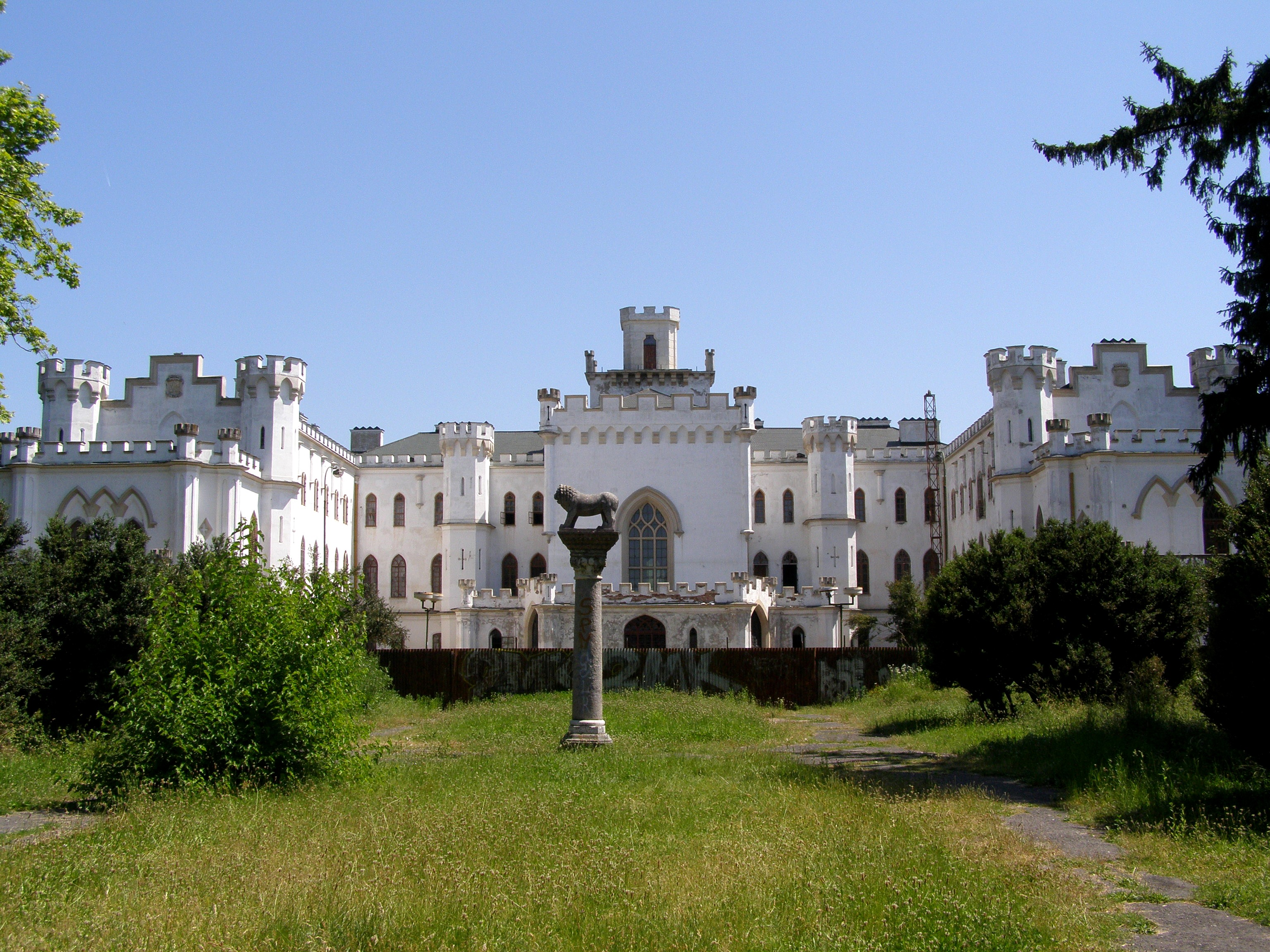
Schloss Karlburg

Das Schloss Karlburg (Rusovský kaštieľ) mit seinem englischen Landschaftspark befindet sich im südlich des Zentrums gelegenen Stadtteil Rusovce. Das Gebäude war im 16. Jahrhundert entstanden und wurde 1841–1844 zu einem neugotischen Landsitz im englischen Stil umgebaut. Rusovce ist außerdem Standort der Ruinen des römischen Kastells Gerulata, das vom 1. bis 4. Jahrhundert besetzt war und einen Teil des Donaulimes bildete.

### Parkanlagen und Seen

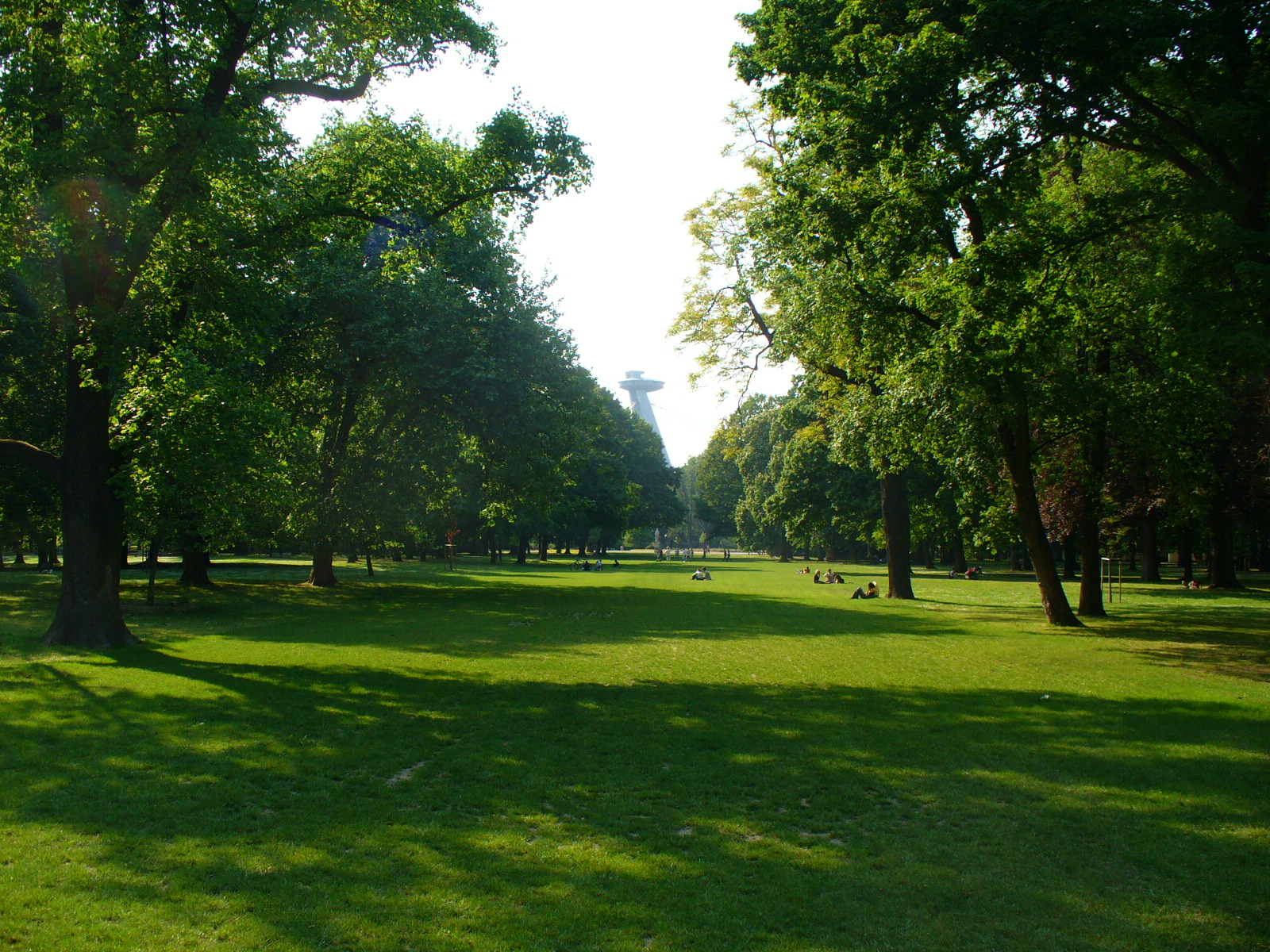
Janko-Kráľ-Park in Petržalka, eine der ältesten öffentlichen Parkanlagen Europas

Aufgrund der Lage am Fuße der Kleinen Karpaten und der Nähe zur Auenlandschaft an der Donau besitzt Bratislava Wälder, die fast bis ins Stadtzentrum reichen. Größter Stadtpark ist der Horský park (deutsch: Gebirgspark) in der Altstadt. Der Bratislavský lesný park (deutsch: Pressburger Waldpark) ist ein beliebtes Ausflugsziel in den Kleinen Karpaten. Er bedeckt eine Fläche von 27,3 km² (davon 96 Prozent bewaldet) und besitzt viel ursprüngliche Fauna und Flora wie Dachse, Rotfüchse und Europäische Mufflons. Am rechten Ufer der Donau, in Petržalka, befindet sich der 1774–1776 angelegte Janko-Kráľ-Park (Sad Janka Kráľa), einer der ältesten öffentlich zugänglichen Parks in Europa. Ein neuer Stadtpark ist in Petržalka zwischen den Seen Malý Draždiak und Veľký Draždiak geplant.
Der Zoologische Garten (Bratislavská zoologická záhrada) befindet sich in Mlynská dolina (Mühltal), in der Nähe des Hauptsitzes des Slowakischen Fernsehens. Der 1960 gegründete Zoo zeigt mehr als 150 Tierarten. Der von der Comenius-Universität betriebene Botanische Garten an der Mündung der Vydrica in die Donau besitzt fast 4000 Pflanzenarten.
Im Stadtgebiet liegen zahlreiche natürliche und künstlich angelegte Seen, von denen die meisten öffentlich zugängliche Naherholungsgebiete sind. Beispiele sind der Štrkovecké jazero (Stierau) in Ružinov, der Kuchajda (Kuhheide) in Nové Mesto, Zlaté piesky (wörtlich Goldene Sande) und die Vajnorské jazerá (wörtlich Vajnory-Seen) im Nordosten sowie mehrere Seen in Rusovce im Süden.
Ein Kuriosum ist der Sandberg in Devínska Nová Ves, der von Gesteinsresten des Tertiärmeers gebildet wird und eine Fundstelle verschiedener Versteinerungen von Meereslebewesen ist.

### Friedhöfe
Es gibt ungefähr 35 Friedhöfe in der Stadt, neben den schon oben erwähnten Friedhöfen Slavín und dem Mausoleum Chatam Sofer gehören dazu unter anderem der Andreas-Friedhof, Gaistor-Friedhof, Friedhof Slávičie údolie sowie das Krematorium und der Urnenhain zwischen Lamač und Záhorská Bystrica. Im Friedhof Vrakuňa befindet sich ein deutscher Soldatenfriedhof, auf dem etwa 980 deutsche Soldaten bestattet sind.

## Demographie
| Jahr | Einwohner | Anmerkungen |
| ---- | --------- | --- |
| 1815 | 34.403    | davon 26.663 Katholiken, 5.026 Evangelische, 15 Reformierte, ein griechisch-orthodoxer Katholik und 2.698 Juden |
| 1830 | 32.026    | (ohne die Vorstadt Blumenthal mit 6.360 Einwohnern) meist Deutsche, wenige Slowaken und Ungarn (2.710 Juden)    |
| 1852 | 36.742    | davon 30.682 Deutsche (84 %), 3.713 Slowaken (10 %), 2.266 Ungarn (6 %)                                         |
| 1880 | 48.006    | davon 31.492 Deutsche (66 %), 7.537 Ungarn (16 %), 5.521 Slowaken (11 %)                                        |
| 1901 | 65.867    | davon 33.202 Deutsche, 20.102 Ungarn und 10.715 Slowaken (Katholiken und Evangelische, 7.110 Israeliten)        |

| Jahr | Einwohner | Jahr | Einwohner |
| ---- | --------- | ---- | --------- |
| 1450 | (5.000)   | 1921 | 93.200    |
| 1720 | (11.000)  | 1930 | 123.800   |
| 1786 | 31.700    | 1939 | 138.500   |
| 1802 | 29.600    | 1950 | 184.400   |
| 1820 | 34.400    | 1961 | 241.800   |
| 1846 | 40.200    | 1970 | 291.100   |
| 1869 | 46.500    | 1980 | 380.300   |
| 1890 | 52.400    | 1991 | 442.197   |
| 1900 | 61.500    | 1996 | 452.288   |
| 1910 | 78.200    | 2001 | 428.672   |

Laut der Volkszählung 2011 hatte die Stadt 411.228 Einwohner (Volkszählung 2001: 428.672 Einwohner). Die durchschnittliche Bevölkerungsdichte betrug 1.118,5 Einw./km². Der bevölkerungsreichste der fünf Bezirke ist Bratislava V mit 111.135 Einwohnern (2001: 121.259), gefolgt von Bratislava II mit 108.362 (2001: 108.139), Bratislava IV mit 92.030 (2001: 93.058), Bratislava III mit 61.046 (2001: 61.418) und Bratislava I mit 38.655 (2001: 44.798).

### Ethnien
Die größte Ethnie sind die Slowaken mit 373.568 Einwohnern (90,84 Prozent, 2001: 391.767), gefolgt von Magyaren mit 14.119 (3,43 Prozent, 2001: 16.541), Tschechen mit 5.445 (1,32 Prozent, 2001: 7.972) und Deutschen mit 963 (0,23 Prozent, 2001: 1.200). Weitere ethnische Gruppen sind Mährer (783 Einw., 2001: 635 Einw.), Russinen (747 Einw., 2001: 461 Einw.), Kroaten (649 Einw., 2001: 614 Einw.), Ukrainer (454 Einw., 2001: 452 Einw.), Russen (446 Einw., 2001: 399 Einw.) Polen (404 Einw., 2001: 339 Einw.), Roma (370 Einw., 2001: 417 Einw.) und Bulgaren (368 Einw., 2001: 475 Einw.). Bei 10.016 Einwohnern konnte die Ethnie nicht festgestellt werden (2001: 5.680).

### Konfessionen
Laut der Volkszählung 2011 waren 214.341 Einwohner (52,12 Prozent, 2001: 243.048) römisch-katholisch, 21.744 (5,29 Prozent, 2001: 24.810) Lutheraner, 3.736 (0,91 Prozent, 2001: 3.163) griechisch-katholisch, 1.863 Orthodoxe (2001: 1.616), 1.828 Calvinisten (2001: 1.918), 1.413 Zeugen Jehovas (2001: 1.827), 597 Juden (2001: 748), 1.046 Methodisten (2001: 737) und 572 Baptisten (2001: 613); 5.054 Einwohner waren anderer, nicht in Statistiken geführten Konfession (2001: 1.488). 126.799 Einwohner (30,83 Prozent, 2001: 125.712) bezeichneten sich als Atheisten und bei 28.891 Einwohnern (7,03 Prozent) liegen keine Angaben vor (2001: 20.174).
Die Stadt ist Sitz des römisch-katholischen Erzbistums Bratislava (bis 2008 Bratislava-Trnava), von dessen zehn Dekanaten drei im Stadtbereich liegen. Als Kathedrale dient der Martinsdom; der gegenwärtige Erzbischof ist Stanislav Zvolenský. Zudem besteht das Slowakische Militärordinariat mit Sitz in der Kathedrale des heiligen Sebastian in Rača. Insgesamt 42 Kirchen stehen den römisch-katholischen Gläubigen zur Verfügung.
Die Evangelische Kirche A. B. ist die am zweithäufigsten vertretene Kirche in der Stadt. Sieben Kirchen sind für die fast 22.000 Gläubigen bestimmt.
siehe auch Artikel → Deutsche Evangelische Kirchengemeinde A.B. zu Preßburg
Die griechisch-katholische Kirche ist mit der Eparchie Bratislava vertreten, obwohl die geschätzte Anzahl von Gläubigen in der West- und Mittelslowakei (die Fläche der Eparchie) nur 25.000 beträgt. Die Kathedrale ist die Kirche der Heiligen Kreuzerhöhung in der Altstadt.

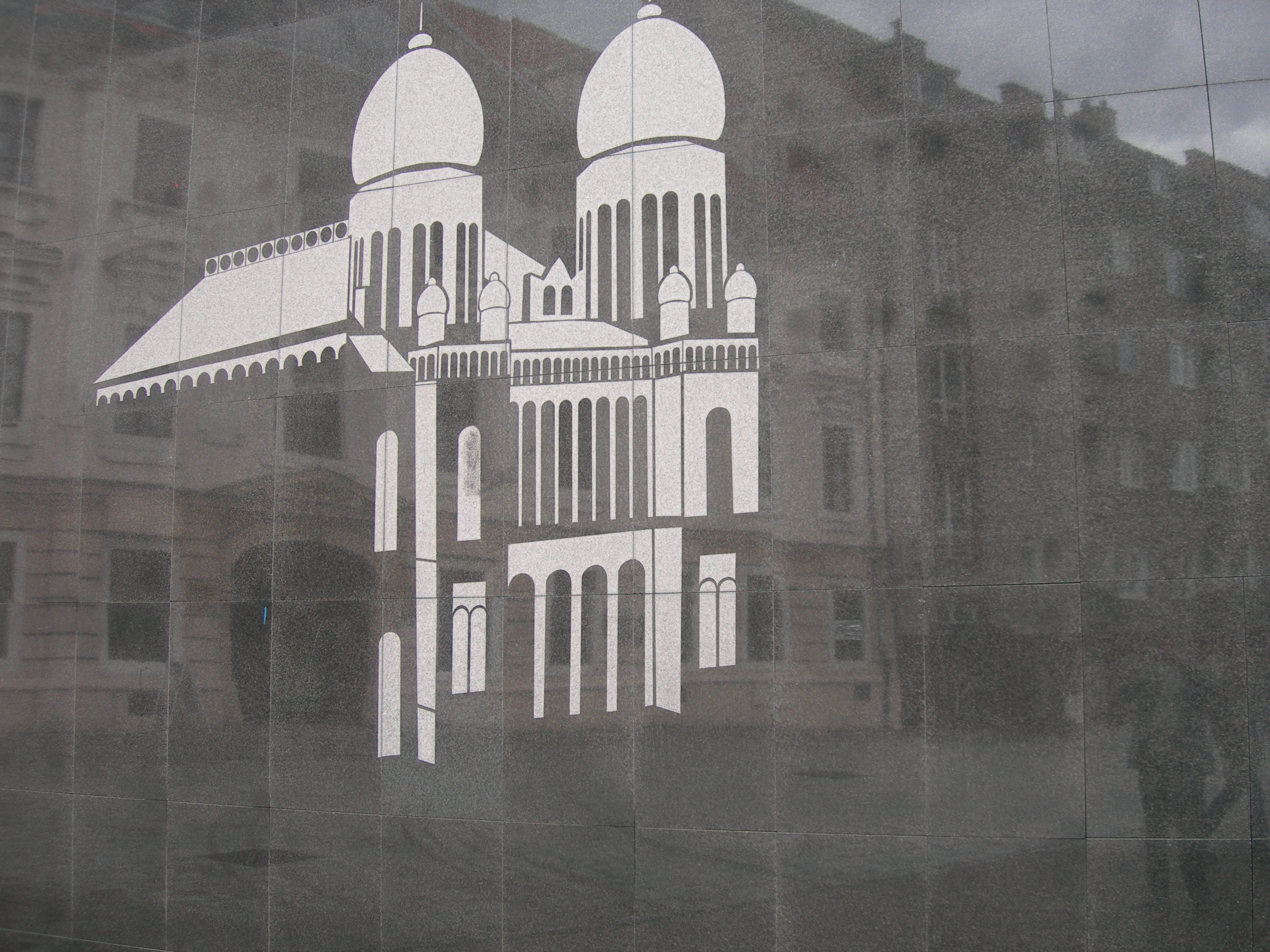
Die symbolische Darstellung der demolierten Neologen Synagoge von Peter Zalman und Lucia Zalmanova, 1996, auf dem Fischplatz (Rybné námestie) in Bratislava

Das Judentum war im 18. und 19. Jahrhundert in Bratislava und Umgebung weit verbreitet, wovon beispielsweise die Jeschiwa von Pressburg zeugte. Seit ca. 1940 ist das Judentum stark zurückgegangen, insbesondere durch die Verfolgung unter dem Nationalsozialismus. Von den fast 15.000 Angehörigen im Jahr 1938 sind heute nur ungefähr 750 verblieben. Die einzige erhaltene Synagoge ist eine im Moderne-Stil (1926) an der Straße Heydukova. Die orthodoxen und neologen Synagogen wurden 1961 bzw. 1969 abgerissen. Heute befindet sich ein Holocaust-Denkmal von Peter Zalman und Lucia Zalmanova (1996) an der Stelle der nach dem Krieg abgerissenen Neologen Synagoge (slowakisch Neologická synagóga) nahe dem Martinsdom, auf dem Fischplatz (Rybné námestie). Die Gedenkstätte besteht aus einer Skulptur und einer symbolischen Abbildung der Synagoge auf einer spiegelnden Marmorwand.
Im Gegensatz zu den westeuropäischen Hauptstädten ist der Islam wenig erkennbar verbreitet. Wie im übrigen Staatsgebiet der Slowakei gibt es auch in Bratislava keine Moschee, lediglich inoffizielle Beträume, wie das Islamische Zentrum Córdoba an der Straße Obchodná.

### Geschichte der Einwohner
Im Frühmittelalter war an der Stelle des heutigen Bratislava ein von Slawen besiedeltes Dorf. Ab dem 10. Jahrhundert kamen magyarische Bewohner und vor allem eine magyarische adelige Oberschicht hinzu und der Ort entwickelte sich zu einer Stadt. Nach der Zerstörung durch den Mongolensturm musste die Stadt neu besiedelt werden. Dazu wurden aus Österreich, Böhmen und Süddeutschland deutschsprachige Kolonisten angesiedelt, wodurch die Deutschen in der Stadt die dominierende ethnische Gruppe wurden und in der gesamten Neuzeit, bis weit ins 19. Jahrhundert hinein, blieben. Nach der Schlacht von Mohács im Jahr 1526 kamen weitere magyarische Bewohner hinzu, die vor den Türken in den sicheren Nordwesten Ungarns flüchteten. Gleichzeitig wurde den Juden der Aufenthalt in der Stadt verboten, weshalb sich diese in umliegenden Dörfern niederließen oder weiter in den Osten zogen.
Gesicherte Daten über die ethnische Zusammensetzung der Stadtbürger stammen jedoch erst aus dem 19. Jahrhundert, als weniger der soziale Stand oder die Konfession, sondern nationale Gefühle wichtig wurden. Gemäß der Volkszählung von 1850/51 hatte Bratislava 42.238 Einwohner. Davon waren 31.509 (74,59 Prozent) Deutsche, 7.586 (17,9 Prozent) Slowaken und 3.154 (7,4 Prozent) Magyaren. Nach dem Österreichisch-Ungarischen Ausgleich von 1867 setzte eine intensive, von der ungarischen Regierung geförderte Magyarisierung ein. 1890 wurden 52.441 Einwohner gezählt, davon 31.404 (59,9 Prozent) Deutsche, 10.433 (19,9 Prozent) Magyaren und 8.709 (16,6 Prozent) Slowaken. Unmittelbar nach der Gründung der Tschechoslowakei wurden im August 1919 36 Prozent Deutsche, 33 Prozent Slowaken, 29 Prozent Magyaren und 1,7 Prozent andere gezählt. Im Jahr 1930 waren 25 Prozent Deutsche, 33 Prozent Slowaken, 23 Prozent Tschechen, 16 Prozent Magyaren und 3,833 Prozent Juden in der Stadt ansässig. Die Bevölkerungsstruktur hatte sich vor allem durch Zuzug von Tschechen verändert; außerdem wurden nun Juden separat erfasst, die sich zuvor aufgrund ihrer Sprache entweder als Deutsche oder als Magyaren deklariert hatten. Nach der Gründung des slowakischen Vasallenstaates im Jahr 1939 wurden viele Tschechen ausgewiesen. Die slowakischen Juden wurden zwischen 1942 und 1944 deportiert und ermordet. Vor Kriegsende wurden die meisten deutschen Einwohner von den deutschen Behörden evakuiert. Die wenigen verbliebenen deutschen Einwohner, teilweise auch ungarische, wurden später auf Grundlage der Beneš-Dekrete vertrieben. Dadurch verlor die Stadt ihren vielsprachigen und -kulturellen Charakter. Seit den 1950er Jahren bilden die Slowaken die dominierende ethnische Gruppe mit einem Anteil von über 90 Prozent. Nach der Samtenen Revolution 1989/90 und dem Fall des Eisernen Vorhangs gewann die deutsche Sprache aufgrund der Lage der Stadt an der Sprachgrenze, aber auch aus wirtschaftlichen und touristischen Gründen wieder an Bedeutung.

### Einwohnerzahl
| Jahr                | 1994    | 2004    | 2014    | 2024     |
| ------------------- | ------- | ------- | ------- | -------- |
| Anzahl der Personen | 450.776 | 425.155 | 419.678 | 479.389  |
| Unterschied         |         | −5,68 % | −1,28 % | +14,22 % |

| Jahr                | 2023    | 2024    |
| ------------------- | ------- | ------- |
| Anzahl der Personen | 478.040 | 479.389 |
| Unterschied         |         | +0,28 % |

Nach Angaben der Statistischen Amts der Slowakischen Republik wohnten zum 31. Dezember 2024 479.389 Einwohner in der Stadt. Allerdings bezieht sich diese Zahl auf angemeldeten Dauerwohnsitz, der vom tatsächlichen Wohnsitz abweichen kann.
Nach einer Analyse der Gesellschaft Market Locator in der Zusammenarbeit mit der naturwissenschaftlichen Fakultät der Comenius-Universität aus dem Jahr 2018 waren ungefähr 754.000 SIM-Karten tagsüber im Stadtgebiet, verglichen mit fast 537.000 SIM-Karten in der Nacht. Die Ergebnisse müssen jedoch mit Vorsicht genossen werden, da nicht alle Einwohner (zum Beispiel Kinder, Senioren) ein Mobiltelefon besitzen müssen, umgekehrt können einige Einwohner mehr als eine SIM-Karte besitzen.
Im Jahr 2019 gab das Statistische Amt der Slowakischen Republik die Einwohnerzahl mit ungefähr 432.000 an, andere Datenquellen zeigen ein abweichendes Bild. Das Register natürlicher Personen im selben Jahr gab die Zahl mit 491.000 Einwohnern an, das Institut der Finanzpolitik des slowakischen Finanzministeriums errechnete 557.000 Einwohner nach gewöhnlichem Wohnsitz. Nach Angaben der städtischen Gesellschaft OLO für Nutzer der Müllabfuhrdienste gab es 653.000 Einwohner, eine andere Analyse von SIM-Karten kam zur Zahl von 633.000 Einwohnern.

## Politik und Verwaltung

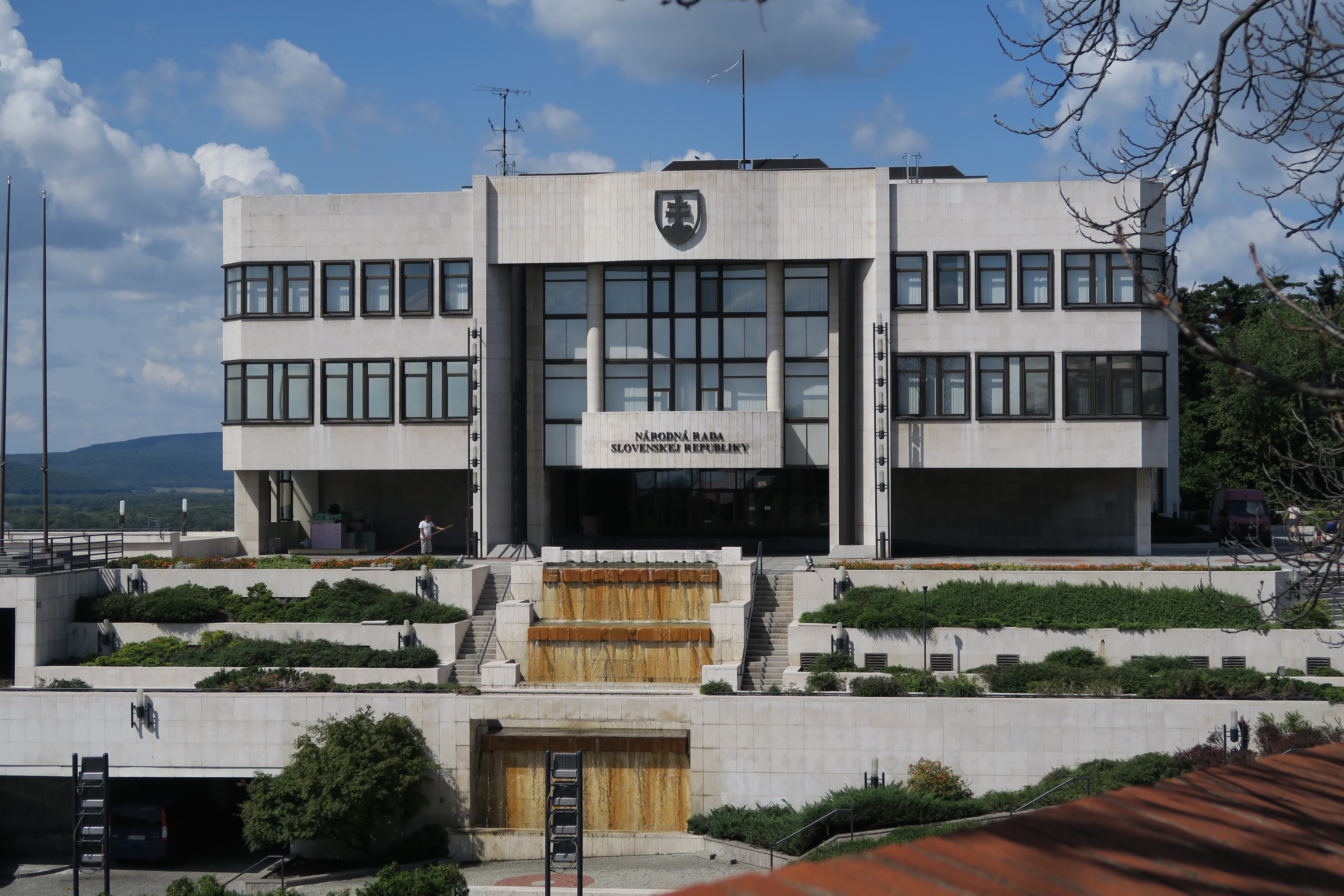
Sitz des Nationalrats der Slowakischen Republik bei der Burg von Bratislava

### Staatliche und supranationale Einrichtungen
Die Stadt ist Sitz des Nationalrates der Slowakischen Republik (Národná rada Slovenskej republiky), des Präsidenten, der Ministerien, des Obersten Gerichts (Najvyšší súd) und der Nationalbank der Slowakei (Národná banka Slovenska). Bratislava ist Hauptstadt des Landschaftsverbandes Bratislavský kraj mit 736.385 Einwohnern sowie Sitz zahlreicher diplomatischer Vertretungen.
Seit dem 16. September 2021 befindet sich in Bratislava der Sitz der Europäischen Arbeitsbehörde und ist somit die erste Agentur der Europäischen Union mit dem Sitz in der Slowakei.

### Stadtverwaltung
Die gegenwärtige Struktur der Stadtverwaltung existiert seit 1990. Sie besteht aus dem Bürgermeister (primátor), dem Stadtrat (Mestská rada), der Stadtvertretung (Mestské zastupiteľstvo), den Kommissionen der Stadtvertretung (Komisie mestského zastupiteľstva) und dem Magistraten (Magistrát).
Der Bürgermeister ist das oberste Organ der Exekutive, residiert im Primatialpalais und wird für eine vierjährige Amtszeit gewählt. Amtierender Bürgermeister ist Matúš Vallo, der im Oktober 2022 als Kandidat der Koalition Team Bratislava, Progresívne Slovensko, SaS die Wahl zum zweiten Mal in Folge gewann und sich gegen Rudolf Kusý durchsetzte.
Die Stadtvertretung ist die Legislative der Stadt. Sie tritt üblicherweise einmal im Monat zusammen und besteht aus 45 Abgeordneten, die für vier Jahre gewählt werden. Zahlreiche Aufgaben der Legislative werden in ihrem Auftrag von den Kommissionen der Stadtvertretung wahrgenommen. Der 28-köpfige Stadtrat besteht aus dem Bürgermeister und seinen Stellvertretern, den Vorstehern der einzelnen Bezirke und bis zu zehn Mitgliedern der Stadtvertretung. Der Stadtrat ist einerseits Aufsichtsorgan der Stadtvertretung, andererseits Beratungsorgan des Bürgermeisters.

### Sitzverteilung in der Stadtvertretung

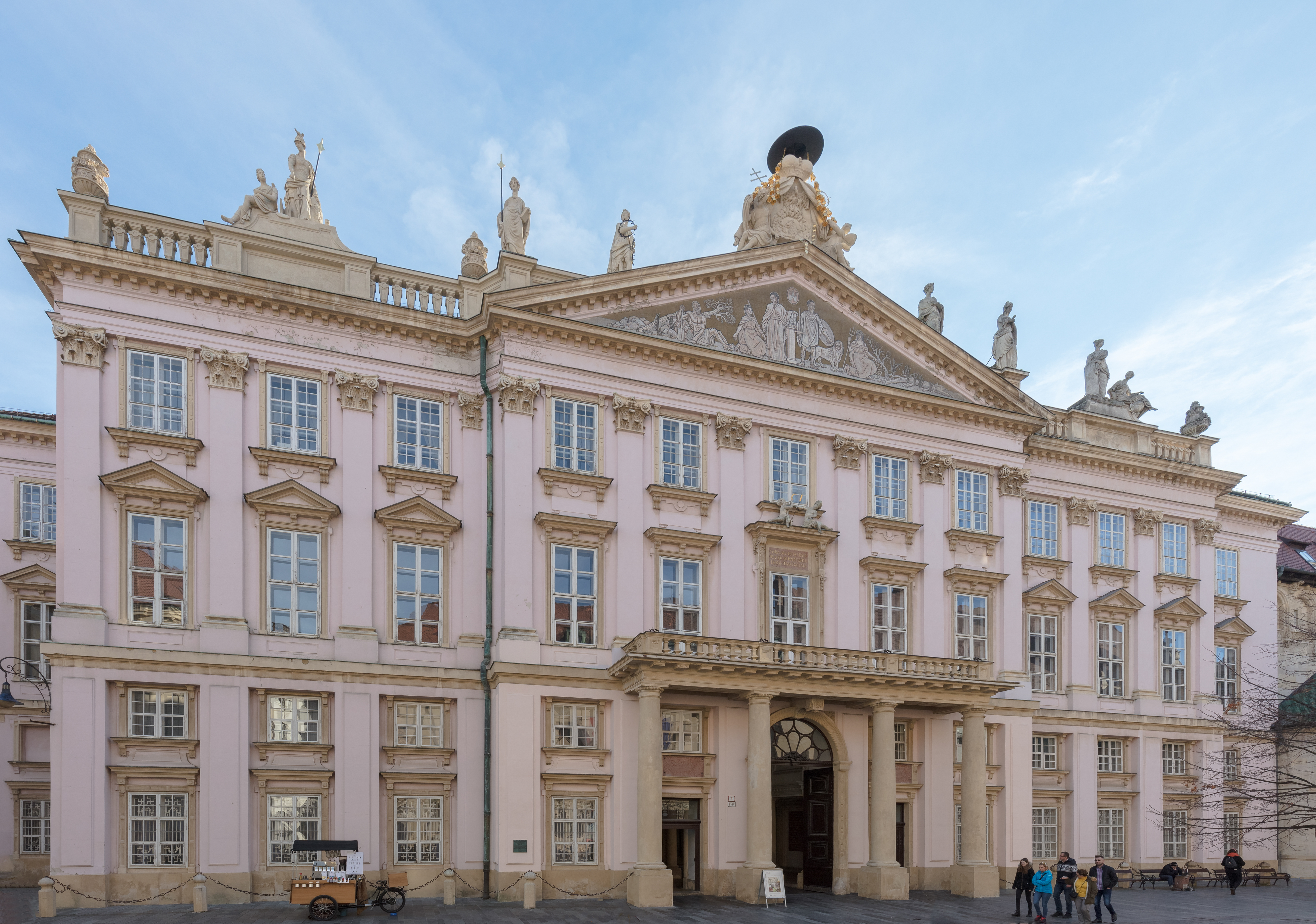
Das Primatialpalais, Sitz des Oberbürgermeisters

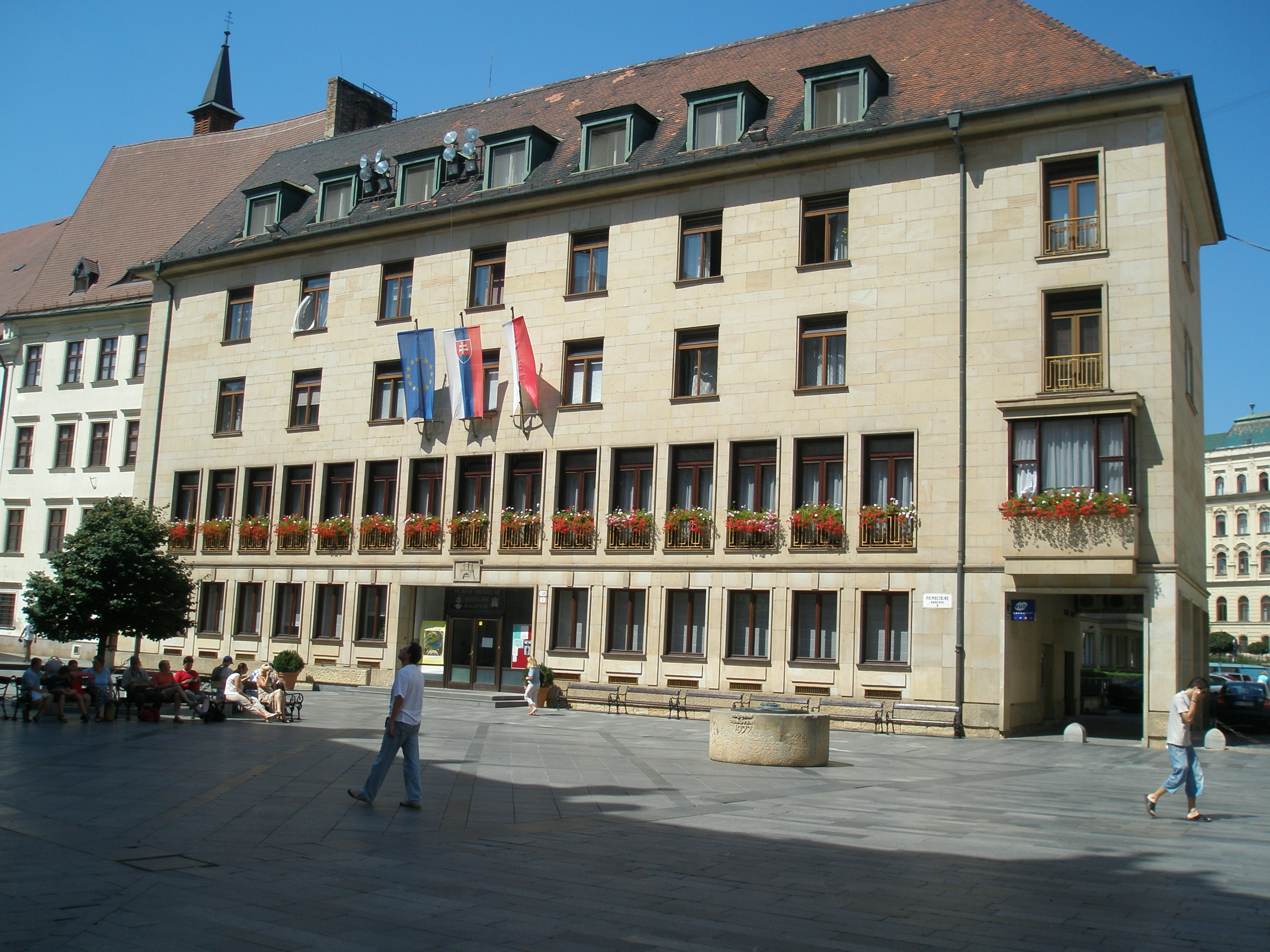
Gebäude des Magistrats (Neues Rathaus)

Bei der Kommunalwahl am 29. Oktober 2022 waren 45 Sitze zu vergeben, am erfolgreichsten war dabei die liberale Koalition der Parteien Progresívne Slovensko, Sloboda a Solidarita und der Stadtpartei Team Bratislava mit 29 Sitzen.
Wahlergebnisse von 2010, 2014, 2018 und 2022:
| Partei / Koalition                    | 2022 | Partei / Koalition                        | 2018 | Partei / Koalition                             | 2014 | Partei / Koalition           | 2010 |
| ------------------------------------- | ---- | ----------------------------------------- | ---- | ---------------------------------------------- | ---- | ---------------------------- | ---- |
| PS, SaS, Team Bratislava              | 29   | Unabhängige                               | 17   | Most–Híd-Sieť-SaS-SDKÚ–DS                      | 14   | KDH-Most–Híd-OKS–SaS-SDKÚ–DS | 30   |
| SOM Slovensko                         | 5    | OĽaNO-SaS-SR-KDH-OKS-NOVA-Zmena zdola, DÚ | 15   | Unabhängige                                    | 12   | HZD-SF-SNS-SF-SMER-SZS       | 8    |
| Unabhängige                           | 5    | PS-Spolu                                  | 13   | KDS-KDH-NOVA-OKS-OĽaNO-SMK–MKP-Zmena zdola, DÚ | 11   | Unabhängige                  | 3    |
| Starostovia a nezávislí kandidáti     | 3    | —                                         | —    | SNS-Smer-SZS                                   | 6    | SZ (Die Grünen)              | 2    |
| Tím Ružinov                           | 2    | —                                         | —    | EDS                                            | 1    | DS-DÚS                       | 1    |
| DV a Umiernení-KDH-SR-Allianz-Za ľudí | 1    | —                                         | —    | NF                                             | 1    | NF                           | 1    |

### Stadtgliederung
Administrativ wird Bratislava in fünf Bezirke (okresy) unterteilt: Bratislava I im Stadtzentrum, Bratislava II im Osten, Bratislava III im Nordosten, Bratislava IV im Westen und Norden sowie das von Plattenbauten dominierte Bratislava V im Süden auf der rechten Seite der Donau. Die Selbstverwaltung ist in 17 Stadtteile (mestské časti) unterteilt, die alle über einen eigenen Bürgermeister und eine eigene Lokalvertretung (miestne zastupiteľstvo) verfügen. Die Größe der Lokalvertretung hängt jeweils von der Größe und der Bevölkerungszahl des Stadtteils ab. Jeder der Stadtteile entspricht einer der 20 Katastralgemeinden (katastrálne územie), es gibt allerdings zwei Ausnahmen: Nové Mesto ist weiter unterteilt in die Katastralgemeinden Nové Mesto und Vinohrady, während Ružinov weiter in Ružinov, Nivy und Trnávka unterteilt ist.
Nachfolgend eine Aufstellung der fünf Bezirke und 17 Stadtteile (Deutsche Bezeichnung in Klammern, soweit vorhanden bzw. bekannt):
| Okres          | Stadtteil                                     | Weitere Unterteilung | Karte                                              |
| -------------- | --------------------------------------------- | --- | -------------------------------------------------- |
| Bratislava I   | Staré Mesto (Altstadt)                        | – | Karte mit den Bezirken und Stadtteilen Bratislavas |
| Bratislava II  | Ružinov (Rosenheim)                           | Nivy (Mühlau), Ostredky, Pošeň (Poschen), Prievoz (Oberufer), Trávniky, Štrkovec (Stierau), Vlčie hrdlo (Wolfsdrüssel), Trnávka (Dornkappel)                          | Karte mit den Bezirken und Stadtteilen Bratislavas |
| Bratislava II  | Vrakuňa (Fragendorf)                          | Dolné hony | Karte mit den Bezirken und Stadtteilen Bratislavas |
| Bratislava II  | Podunajské Biskupice (Bischdorf)              | Dolné hony, Ketelec, Komárov (Muckendorf), Lieskovec, Medzi jarkami                                                                                                   | Karte mit den Bezirken und Stadtteilen Bratislavas |
| Bratislava III | Nové Mesto (Neustadt)                         | Ahoj (Rössler), Jurajov dvor (Georgshof), Koliba (Strohhütte), Kramáre (Kramer Berg), Mierová kolónia, Pasienky/Kuchajda (Kuhweiden, Kuhhaide), Vinohrady (Weinberge) | Karte mit den Bezirken und Stadtteilen Bratislavas |
| Bratislava III | Rača (Ratzersdorf)                            | Krasňany, Rača (Ratzersdorf), Východné | Karte mit den Bezirken und Stadtteilen Bratislavas |
| Bratislava III | Vajnory (Weinern)                             | – | Karte mit den Bezirken und Stadtteilen Bratislavas |
| Bratislava IV  | Karlova Ves (Karlsdorf)                       | Dlhé diely (Langetheile), Kútiky, Mlynská dolina (Mühltal), Rovnice                                                                                                   | Karte mit den Bezirken und Stadtteilen Bratislavas |
| Bratislava IV  | Dúbravka (Kaltenbrunn, Kaltendörfl)           | Podvornice, Záluhy, Krčace | Karte mit den Bezirken und Stadtteilen Bratislavas |
| Bratislava IV  | Lamač (Blumenau, Lamatsch)                    | Podháj (Hay, Raagers Hauffen), Rázsochy | Karte mit den Bezirken und Stadtteilen Bratislavas |
| Bratislava IV  | Devín (Theben)                                | – | Karte mit den Bezirken und Stadtteilen Bratislavas |
| Bratislava IV  | Devínska Nová Ves (Theben-Neudorf)            | Devínske Jazero (Thebensee), Kostolné, Podhorské, Paulinské, Sídlisko Stred, Vápenka                                                                                  | Karte mit den Bezirken und Stadtteilen Bratislavas |
| Bratislava IV  | Záhorská Bystrica (Bisternitz)                | – | Karte mit den Bezirken und Stadtteilen Bratislavas |
| Bratislava V   | Petržalka (Engerau)                           | Dvory, Háje, Janíkov dvor (Antonienhof), Lúky, Ovsište (Habern), Kopčany (Kittsee), Zrkadlový háj (Spiegelhagen), Starý háj (Alte Au)                                 | Karte mit den Bezirken und Stadtteilen Bratislavas |
| Bratislava V   | Jarovce (Kroatisch-Jahrndorf, Horvát-Járfalu) | – | Karte mit den Bezirken und Stadtteilen Bratislavas |
| Bratislava V   | Rusovce (Karlburg, Oroszvár)                  | – | Karte mit den Bezirken und Stadtteilen Bratislavas |
| Bratislava V   | Čunovo (Sarndorf, Dunacsún)                   | – | Karte mit den Bezirken und Stadtteilen Bratislavas |

### Symbole
Die Symbole Bratislavas sind das Wappen, die Flagge und das Siegel. Das Wappen ist seit 1436 in Gebrauch, als Kaiser Sigismund von Luxemburg der Stadt das Recht gewährte, ein eigenes Wappen zu führen.
Wappenbeschreibung
„Im roten Schild eine silberne Burg mit drei rotbedachten Türmen mit je zwei oben spitz zulaufenden goldenen Knäufen, das Tor mit halb geöffnetem goldenem Fallgitter.“
Bedeutung
Das Wappen zeigt entgegen einer weitverbreiteten Meinung weder die Bratislavaer Burg noch eines der ehemals vier mittelalterlichen Stadttore. Vielmehr ist es einfach eine symbolische Abbildung einer mittelalterlichen Stadt.
Flaggenbeschreibung
Die Flagge ist ein Doppelstander, dessen Einschnitt bis zu einem Drittel der Länge greift, bestehend aus zwei gleich breiten, waagerechten Streifen, oben weiß, unten rot. Das Verhältnis der Höhe zur Länge ist 2:3.
Siegelbeschreibung
Das Siegel zeigt das Stadtwappen und die Umschrift „pečať mesta Bratislavy“ (Siegel der Stadt Bratislava) auf Slowakisch und Lateinisch.
Logo
Neben dem Stadtwappen wird für Marketingzwecke auch das 2004 eingeführte Logo benutzt, das stilisiert die Burg Bratislava und die Donau darstellt.

Das Stadtwappen
Die Flagge Bratislavas
Eine Variante des Stadtlogos

### Partnerstädte
Bratislava unterzeichnete am 18. Juli 1962 mit Perugia, der Hauptstadt der italienischen Provinz Umbrien, ein erstes internationales bilaterales Partnerschaftsabkommen.
Im Jahr 2015 listete die Stadtverwaltung auf ihrer Website 31 Partnerstädte auf. Weitere Kooperationen werden in einer 2009 veröffentlichten Broschüre beschrieben.
| Stadt             | Land               | Vertragsgrundlage                                                          | seit | aktiv                   |
| ----------------- | ------------------ | -------------------------------------------------------------------------- | ---- | ----------------------- |
| Alexandria        | Ägypten            | Abkommen über Freundschaft und Zusammenarbeit                              | 1974 | nein                    |
| Bremen            | Deutschland        | Partnerschaftsrahmenvertrag                                                | 1989 | nein                    |
| Brno              | Tschechien         | Kooperationsabkommen                                                       | 2012 | ja                      |
| Budapest          | Ungarn             | keine                                                                      |      | ja                      |
| Cleveland         | Vereinigte Staaten | Erklärung des Respekts, „Sister Cities“                                    | 1990 | ja                      |
| Dublin            | Irland             | Protokoll der Freundschaft                                                 | 2005 | nein                    |
| Jerewan           | Armenien           | Kooperationsabkommen                                                       | 2000 | nein                    |
| Ho-Chi-Minh-Stadt | Vietnam            | Abkommen über den Aufbau und die Entwicklung von Partnerschaftsbeziehungen | 1984 | nein                    |
| Jerusalem         | Israel             | Protokoll über Kulturaustausch                                             | 1995 | nein                    |
| Karlsruhe         | Deutschland        | keine                                                                      |      | ja                      |
| Kiew              | Ukraine            | Družobná Abkommen über die Zusammenarbeit und Freundschaft                 | 1969 | nein                    |
| Kopenhagen        | Dänemark           | keine                                                                      |      | ja                      |
| Kraków            | Polen              | Kooperationsabkommen                                                       | 1974 | ja, erneuert 2003       |
| Larnaka           | Zypern             | Abkommen über Follow-up-Partnerschaftsbeziehungen                          | 1989 | nein                    |
| Ljubljana         | Slowenien          | Abkommen über Freundschaft                                                 | 1967 | ja, erneuert 2002       |
| Maribor           | Slowenien          | Protokoll über die Ziele der Zusammenarbeit                                | 1992 | nein                    |
| Moskau            | Russland           | Memorandum über freundschaftliche Beziehungen und Zusammenarbeit           | 1999 | ja                      |
| Namur             | Belgien            | Kooperationsvertrag                                                        | 1992 | nein                    |
| Perugia           | Italien            | Protokoll über Freundschaft und Zusammenarbeit                             | 1962 | ja                      |
| Portland          | Vereinigte Staaten | Erklärung über die Zusammenarbeit                                          | 1992 | nein                    |
| Prag              | Tschechien         | keine                                                                      |      | ja                      |
| Riga              | Lettland           | keine                                                                      | 2004 | nein, nach EU-Beitritt  |
| Rotterdam         | Niederlande        | Kooperationsabkommen                                                       | 1993 | nein                    |
| Russe             | Bulgarien          | Kooperationsabkommen                                                       | 1971 | nein                    |
| Straßburg         | Frankreich         | keine                                                                      | 2004 | nein, nach EU-Beitritt  |
| Székesfehérvár    | Ungarn             | Übereinkommen                                                              | 1989 | nein                    |
| Tallinn           | Estland            | keine                                                                      |      | ja                      |
| Thessaloniki      | Griechenland       | Kooperationsabkommen                                                       | 1986 | ja                      |
| Turku             | Finnland           | Kooperationsabkommen                                                       | 1976 | nein                    |
| Ulm               | Deutschland        | Kooperationsabkommen, Donau-Partnerschaft                                  | 2003 | ja                      |
| Vilnius           | Litauen            | keine                                                                      | 2004 | nein, nach EU-Beitritt  |
| Warschau          | Polen              | keine                                                                      |      | ja                      |
| Wien              | Österreich         | Abkommen über die Zusammenarbeit zwischen den Twin City Städten            | 1993 | ja, erneuert 2003, 2010 |
| Zagreb            | Kroatien           | keine                                                                      |      | ja                      |

## Wirtschaft

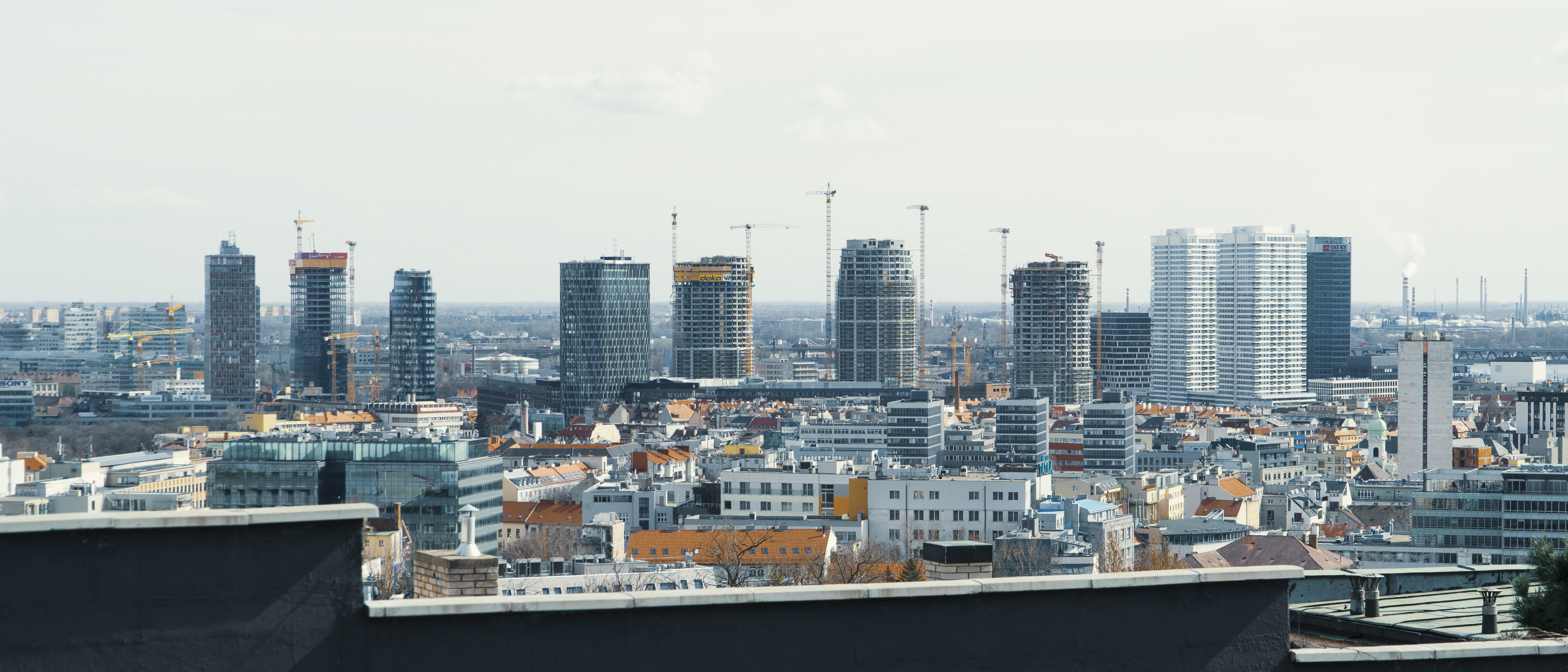
Hochhäuser im Stadtviertel Nivy

Der Bratislavský kraj ist die wohlhabendste und wirtschaftlich prosperierendste Region der Slowakei. Obschon sie die kleinste aller acht Regionen ist und am zweitwenigsten Einwohner hat, erwirtschaftete sie im Jahr 2018 mehr als 28 Prozent des slowakischen Bruttoinlandsprodukts (BIP). Das BIP pro Kopf (Kaufkraftparität) lag 2018 bei 52300 € und betrug damit 173 Prozent des EU-27-Durchschnitts.
Im Dezember 2019 betrug die erfasste Arbeitslosenquote in Bratislava und Umgebung 2,83 Prozent, und der durchschnittliche Bruttolohn lag 2018 bei 1445 € (slowakischer Durchschnitt: 1092 €). Viele Regierungsinstitutionen und Privatunternehmen haben ihren Hauptsitz in Bratislava.
Mehr als 85 Prozent der Erwerbstätigen sind im Dienstleistungssektor (inklusive Bauwesen) beschäftigt, der sich hauptsächlich aus Handel, Banken, Informationstechnik, Telekommunikation und Tourismus zusammensetzt. Auch die nationale Wertpapierbörse – die Börse Bratislava – hat hier ihren Sitz. Der Sekundärsektor bildet rund 14 Prozent. Die wichtigsten Zweige sind die Automobil- und Chemieindustrie, gefolgt von der Maschinenbau-, Lebensmittel- und elektrotechnischen Industrie. Der Primärsektor hatte mit Stand von 2018 nur einen Anteil von 0,5 Prozent.
Volkswagen Slovakia, eine Tochtergesellschaft des Automobilherstellers Volkswagen, betreibt seit 1991 in Bratislava das Volkswagenwerk Bratislava. Das Gelände liegt nordöstlich von Devínska Nová Ves unweit der Autobahn Richtung Prag. Die Produktion konzentriert sich auf die Herstellung von Sport Utility Vehicles und Getrieben. In Bratislava werden der VW Touareg, der Audi Q7 und der Audi Q8 hergestellt, teilweise auch der Porsche Cayenne (Karosserie). Daneben werden auch der VW up!, der VW e-up!, der Škoda Citigo und der Seat Mii in der Fabrik gefertigt. Seit der Inbetriebnahme im Jahr 1991 wurden mehr als 5,5 Millionen Fahrzeuge gefertigt, im Jahr 2019 wurden 377.750 Fahrzeuge hergestellt.

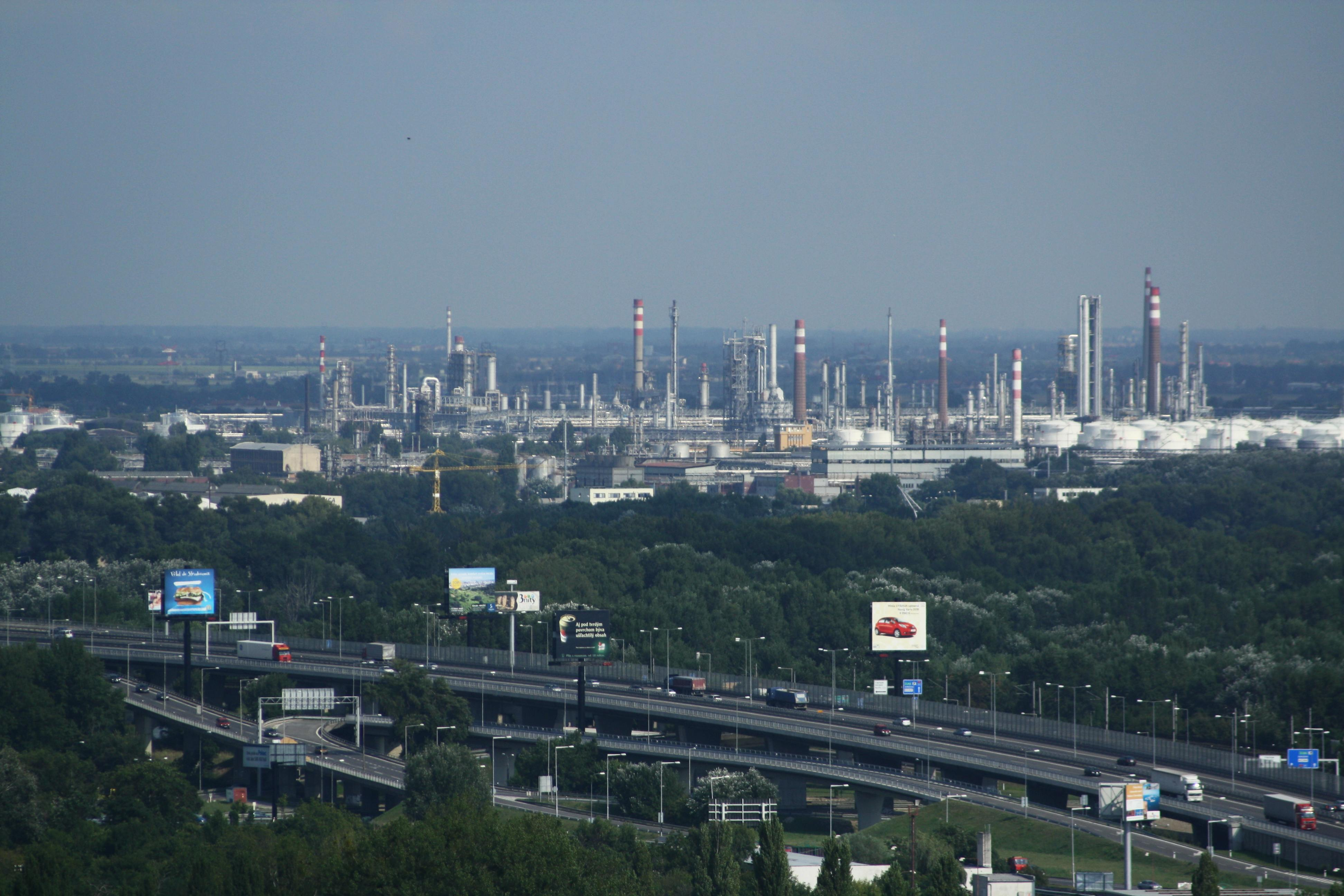
Erdölraffinerie Slovnaft

Das Unternehmen Slovnaft, eine Tochtergesellschaft des ungarischen Konzerns MOL, betreibt im Stadtteil Ružinov im Stadtviertel Vlčie hrdlo eine große Erdölraffinerie und produziert dazu Kunststoffe und seit 2018 auch Dünger. Die Raffinerie verarbeitet nach Unternehmensangaben jährlich rund 5,5 bis 6 Millionen Tonnen Erdöl, das per Druschba-Pipeline aus Russland und Adria-Pipeline aus Kroatien geliefert wird. Im Areal der einst bedeutenden Chemiefabrik Istrochem (vorher Dynamit-Nobel oder Dynamitka, später Dimitrovka) im Stadtviertel Trnávka wurde mit Stand 2016 nur noch Sulfenax, ein Vulkanisationsbeschleuniger, hergestellt. Vorher stellte die Fabrik Explosionsstoffe, Kunstfaser, Kunstdünger, Munition und Chemikalien für die Gummiindustrie her. Die Süßwarenfabrik Figaro an der Straße Račianska entstand 1895 als Filiale des deutschen Herstellers Stollwerck und ist seit 2012 Teil des Konzerns Mondelez International. Andere Industriezweige, wie die Textilindustrie (Zwirnfabrik, Baumwollefabrik Danubius) oder individuelle Fabriken wie die Kabelfabrik Kablo, die Brauerei Stein, die elektrotechnische Fabrik BEZ oder die Gummifabrik Matador stellten ihre Arbeit in den 1990er und 2000er Jahren ein.
Zu Beginn des 21. Jahrhunderts erleben besonders Dienstleistungs- und Hightech-Unternehmen einen Aufschwung. Zahlreiche Weltkonzerne, darunter Accenture, AT&T, Dell, HP, IBM, Lenovo und SAP haben in Bratislava Servicezentren eröffnet oder planen dies in naher Zukunft. Gründe für den vermehrten Zuzug multinationaler Unternehmen sind unter anderem die Nähe zu den westeuropäischen Märkten, gut ausgebildete Mitarbeiter und die hohe Dichte an Universitäten und Forschungseinrichtungen. Beispiele weiterer Großunternehmen mit Sitz in Bratislava sind Amazon, Doprastav, Henkel Slovensko, Hewlett-Packard Slovakia, Orange Slovensko, Slovak Telekom, Slovenská sporiteľňa, Slovenský plynárenský priemysel, Tatra Banka, Tesco Slovakia, Telefónica O2 Slovakia, Whirlpool Slovakia und Železnice Slovenskej republiky. Die weltweit agierenden slowakischen IT-Unternehmen ESET und Sygic haben ihren Hauptsitz in Bratislava.
In einer Rangliste der Städte nach ihrer Lebensqualität belegte Bratislava im Jahre 2019 den 80. Platz unter 231 untersuchten Städten weltweit. Allerdings steigen die Lebenshaltungskosten, insbesondere Mieten, so dass viele Beschäftigte ins Umland zum Wohnen ausweichen müssen. Die von der Suburbanisierung am meisten betroffenen Gebiete sind unter anderem angrenzende Gemeinden in Österreich und Ungarn, Stadt Stupava nördlich sowie der Raum zwischen Chorvátsky Grob und Dunajská Lužná östlich der Stadtgrenze. Aber auch in Städten wie Pezinok und Senec entstand eine größere Anzahl Wohneinheiten für Pendler.

### Tourismus

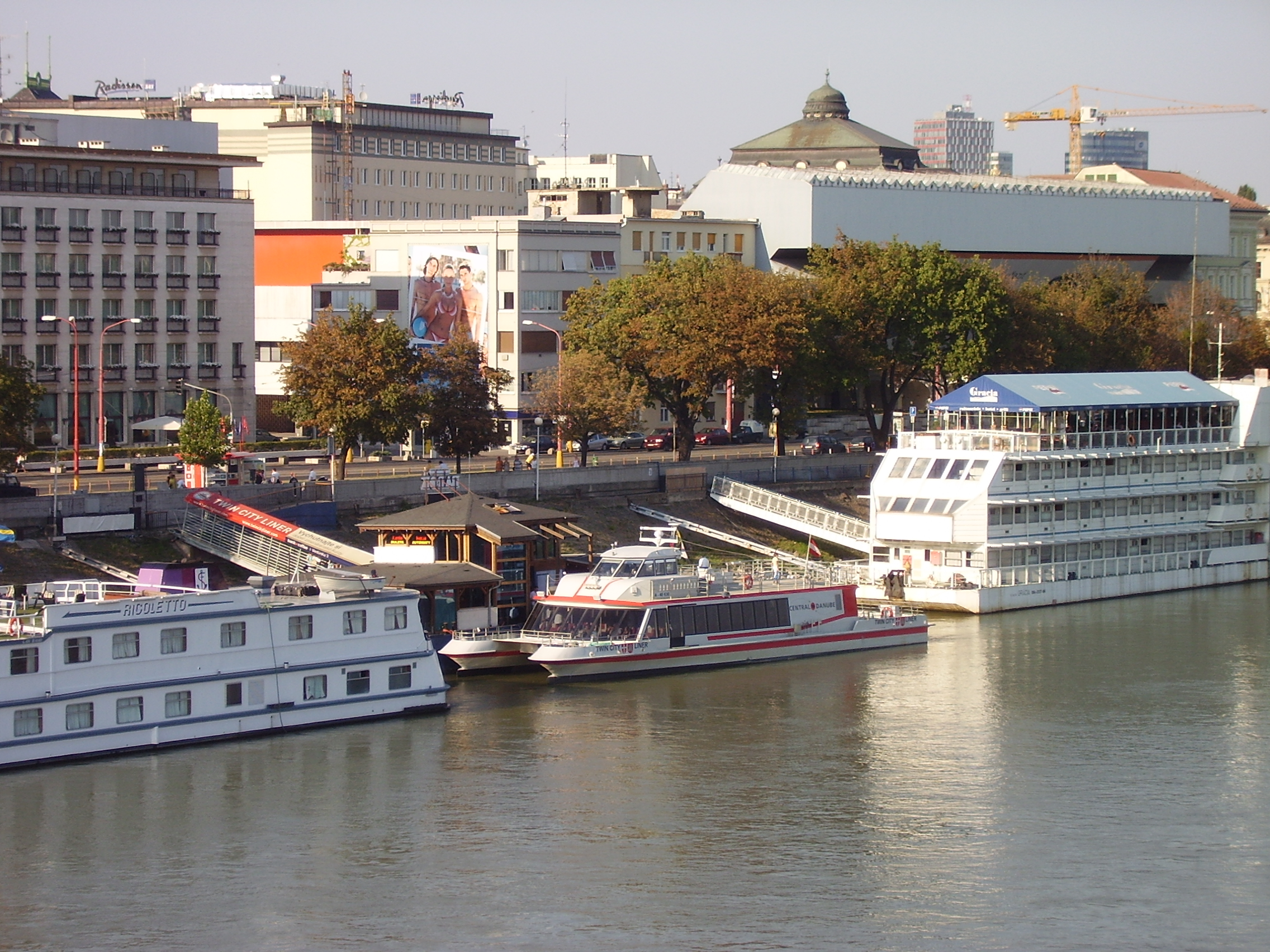
Anlegestelle des Twin City Liners an der Donau

Ein wichtiger Wirtschaftszweig ist der Tourismus. Im Jahr 2017 verfügte Bratislava über 153 kommerzielle Übernachtungsmöglichkeiten mit einer Kapazität von 16.737 Betten. 2019 wurden ca. 2,85 Mio. Nächtigungen verzeichnet und die Stadt wurde im selben Jahr von fast 1,4 Mio. Besuchern besucht. Weitere ca. 435.000 Nächtigungen kamen über Plattformen wie Airbnb. Ein bedeutender, nicht näher bezifferbarer Anteil der Besucher sind Tagestouristen, meist im Zusammenhang mit einer Bus- oder Schiffsreise entlang der Donau. Den größten Anteil ausländischer Besucher stellten im Jahr 2018 nacheinander Tschechien, Deutschland, Österreich, Vereinigtes Königreich, Volksrepublik China, Polen, Italien, die USA, Frankreich, die Ukraine und Russland.
Neben anderen Faktoren trägt die Ansiedlung von Billigfluggesellschaften (allen voran Ryanair) in Bratislava dazu bei, dass Besucher aus Großbritannien hier immer öfter Stag Partys abhalten. Diese machen einen spürbaren Anteil der Tourismusbranche aus, doch stoßen kulturelle Differenzen und im Alkoholrausch verübter Vandalismus bisweilen auf wenig Verständnis.

### Medizintourismus
Der Medizintourismus spielt in Bratislava eine bedeutende Rolle. Über 3000 Patienten pro Jahr kommen allein nur für Augenoperationen. Bratislava ist besonders durch seine Nähe zu Wien für Patienten aus Österreich ein attraktives Ziel. Aber auch aus anderen Ländern ist Bratislava über den Flughafen Wien-Schwechat gut zu erreichen und daher zum Zweck des Medizintourismus gut besucht.

## Infrastruktur

### Verkehr
Bratislava entstand an jener Stelle, an der sich einst die Bernsteinstraße und die Donau, zwei der wichtigsten Verkehrswege Mitteleuropas, kreuzten, sowie in einem Gebiet, das einen Durchgang zwischen den höheren Bereichen der Alpen und der Karpaten ermöglicht. Heute ist die Stadt ein bedeutender Knotenpunkt für den Straßen-, Eisenbahn- und Luftverkehr sowie für die Schifffahrt.

#### Straßenverkehr

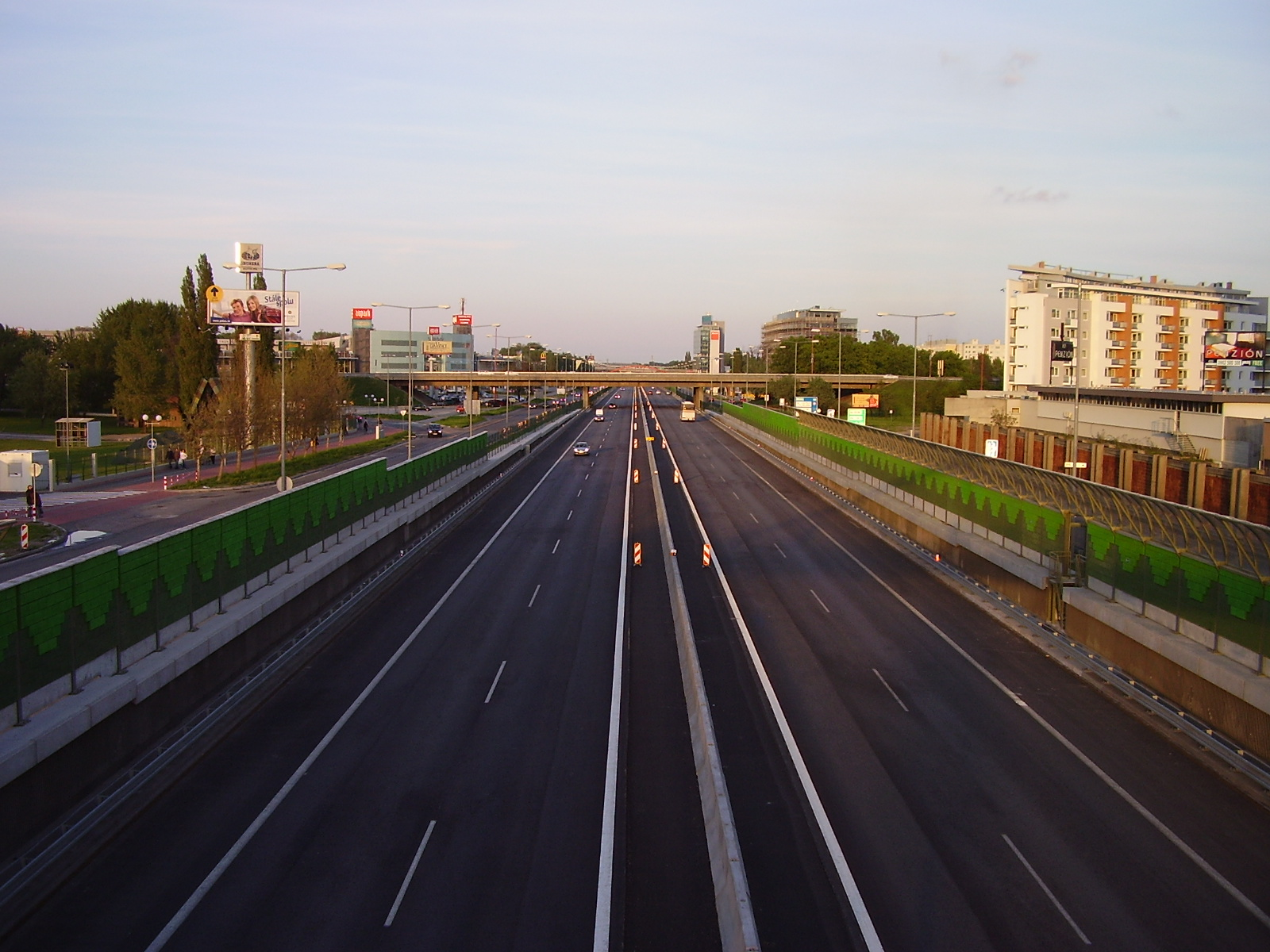
Die Autobahn D1 in Petržalka

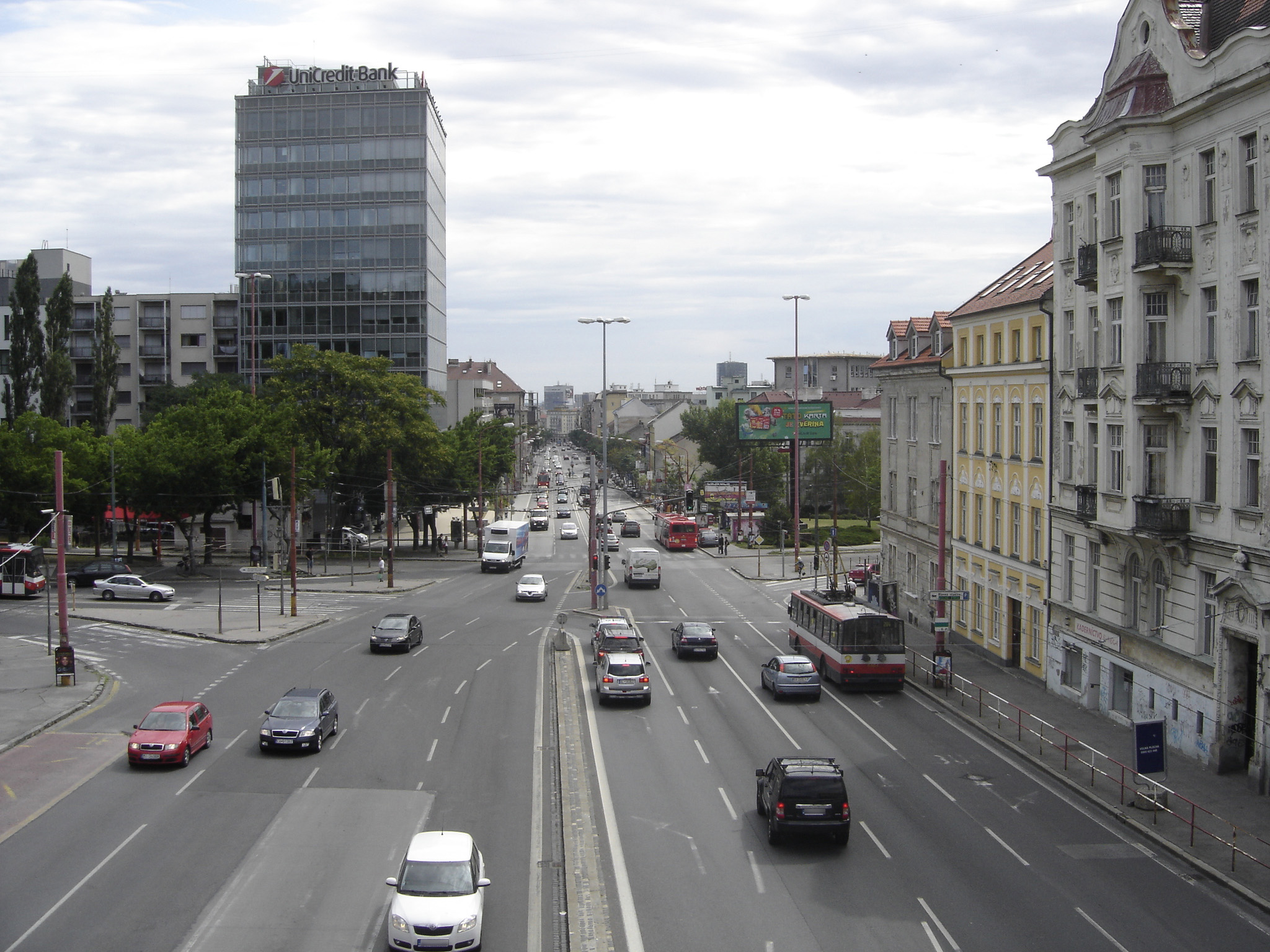
Straße Šancová in der Innenstadt

Die Stadt ist Ausgangspunkt mehrerer Autobahnen. Die D1 (E 58, E 75) führt ostwärts nach Trnava und Žilina (Verlängerung nach Košice teilweise fertiggestellt), während die D2 (E 65) Bratislava mit Prag, Brno und Budapest verbindet. Beide sind am Autobahndreieck Pečňa südwestlich des Stadtzentrums und nahe der österreichischen Grenze miteinander verknüpft. Zusammen bilden die Teilstrecken Bratislava-Lamač bis Bratislava-Petržalka der D2 und Bratislava-Petržalka bis Bratislava-Vajnory der D1 die ungefähr 24 km lange innere Ortsumgehung. Am Autobahnknoten Nivy mit der D1 beginnt ein 32 km langes Teilstück der Schnellstraße R7 (E 575) Richtung Holice bei Dunajská Streda. Sie ist im Autobahnkreuz Bratislava-juh mit der Ringautobahn D4 verbunden, die bisher eine Länge von 32 km aufweist und aus Teilstrecken Grenzübergang Jarovce–Rača sowie Záhorská Bystrica–Devínska Nová Ves (letzte nur zweispurig) besteht. Die D4 hat zwei Autobahnkreuze mit der D2, Bratislava-Jarovce und Stupava, die Verknüfnung mit der D1 am Autobahnknoten Bratislava-východ ist seit Juni 2025 für den Transitverkehr in beiden Richtungen befahrbar. Die Schließung der Ringautobahn durch den fast 12 km langen Karpaty-Tunnel durch die Kleinen Karpaten sowie die Weiterführung Richtung Marchfeld über die anschließende österreichische S8 sind noch in der Planungsphase. In ferner Zukunft ist ein Neubau der R1 Richtung Nitra vorgesehen. Autobahnverbindungen jenseits der Staatsgrenze sind die österreichische A6 in Richtung Wien, die am 19. November 2007 eröffnet wurde, und die ungarische M15, die schon 1998 als einbahnige Schnellstraße freigegeben und Ende 2019 zur Autobahn ausgebaut wurde.
Die Benutzung der Ringautobahn D4 sowie von Teilstücken der D1, D2 und R7 innerhalb der D4 ist von der slowakischen Vignettenmaut befreit. Die Autobahnanschlüsse Richtung Österreich (auf der D4) und Ungarn (auf der D2) sind jedoch mautpflichtig.
Das Straßensystem Bratislavas besteht aus dem inneren und mittleren Verkehrsring, einem äußeren Halbring im Osten der Stadt und sechs Radialen. Diese sind, beginnend im Norden und im Uhrzeigersinn: Straße 1. Ordnung 2 Richtung Malacky, Straße 2. Ordnung 502 Richtung Pezinok, Straße 1. Ordnung 61 Richtung Senec, Straße 1. Ordnung 63 Richtung Šamorín, Straße 1. Ordnung 2 Richtung Mosonmagyaróvár/Ungarn und Straße 1. Ordnung 61 Richtung Wien/Österreich. In der Stadt befinden sich 55 km Autobahnen, 65 km Straßen 1. Ordnung, 33 km Straßen 2. Ordnung, 15 km Straßen 3. Ordnung sowie fast 700 km Lokalstraßen (Stand 2015). Der Motorisierungsgrad hatte im Jahr 2018 den Wert von 695 Pkw je 1000 Einwohner, was den slowakischen Durchschnitt von 414 um etwa 68 Prozent übersteigt, auch im Umland (Okresy Malacky, Pezinok und Senec) ist Motorisierungsgrad (zwischen 450 und 500) überdurchschnittlich. Der Anteil des Automobilverkehrs beträgt bei Pendlern mehr als 50 Prozent, somit kämpft die Stadt mit dem Umland mit überlasteten Straßenzügen und einem Parkplatzmangel. Die verkehrsreichste Straße ist die Hafenbrücke mit mehr als 100.000 Fahrzeugen pro Tag, zudem sind andere Donaubrücken, Autobahnen im Stadtgebiet sowie Innerortstraßen im Zentrum und in östlichen Stadtteilen stark belastet. Eine einheitliche Parkplatzpolitik wurde im Jahr 2019 vom Stadtparlament gutgeheißen und ihre schrittweise Einführung begann am 1. Januar 2022.
Der Hauptbusbahnhof (Stanica Nivy) befindet sich östlich der Altstadt an der Straße Mlynské nivy und wurde am 30. September 2021 nach fast vierjähriger Bauzeit eröffnet, nachdem der ursprüngliche Termin im Jahr 2020 wegen der Auswirkungen der COVID-19-Pandemie fallengelassen wurde. Der Busbahnhof bietet Regional-, Fern- und internationale Busverbindungen an. Das Areal von Stanica Nivy umfasst auch ein großes Einkaufszentrum und eine Markthalle. Der neue Busbahnhof ersetzte den 1983 eröffneten Busbahnhof Mlynské nivy an der gleichen Stelle.

#### Brücken

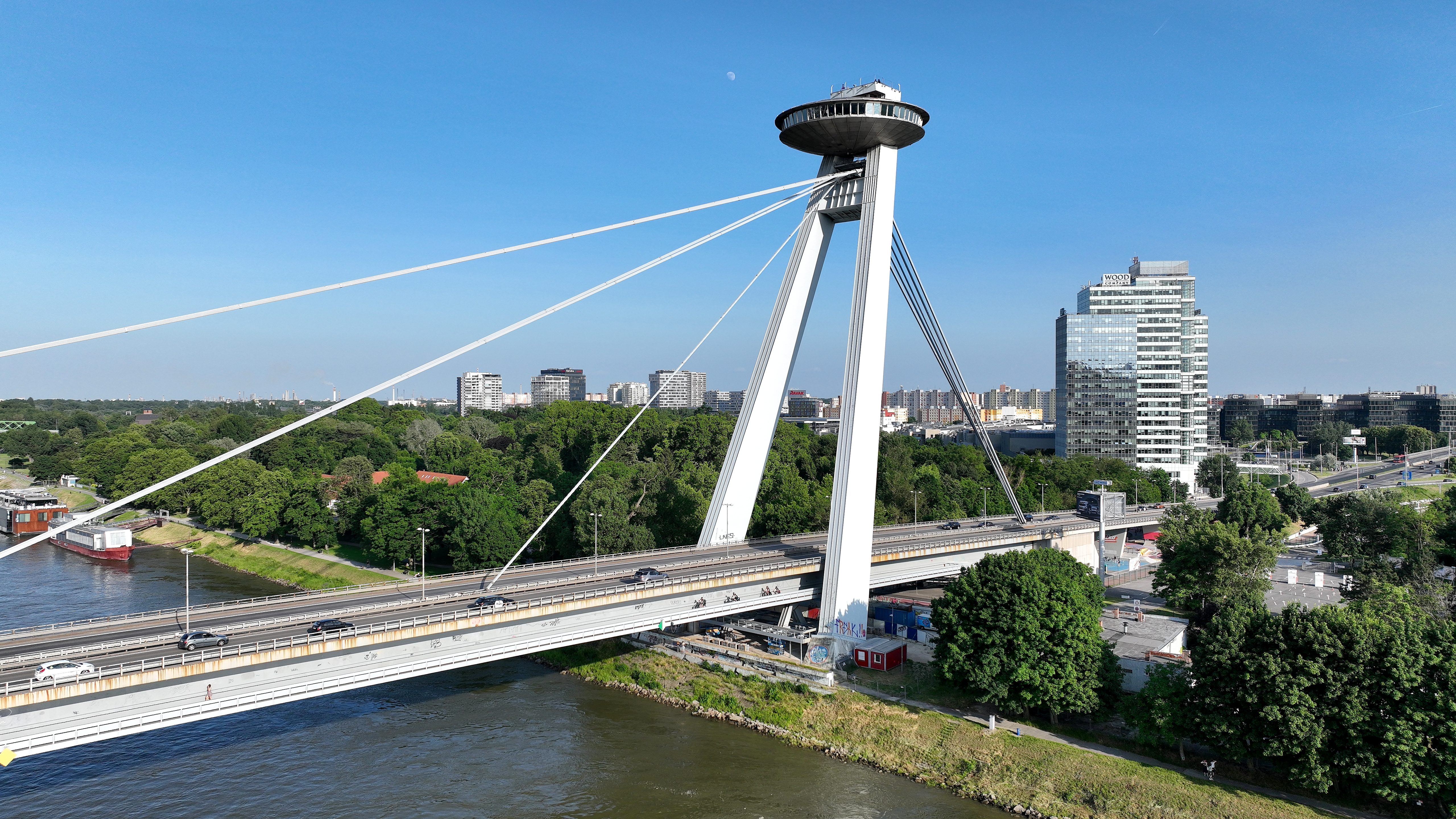
Die asymmetrische Hängebrücke Most SNP, eines der Wahrzeichen von Bratislava

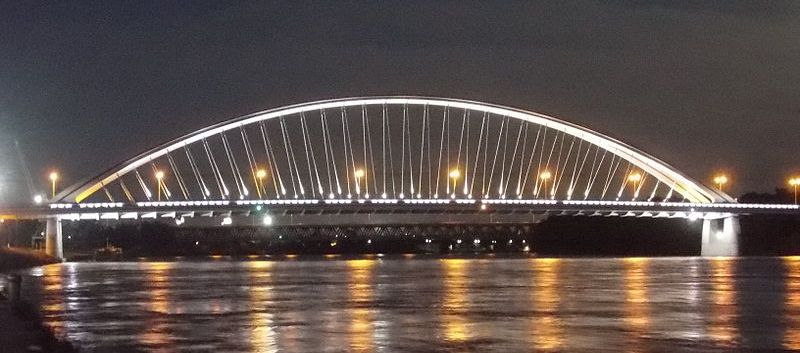
Nachtaufnahme der Apollo-Brücke

Sechs Brücken überqueren die Donau im Stadtgebiet, drei davon sind Autobahnbrücken. Diese sind (in Fließrichtung gesehen) die Lafranconi-Brücke (Most Lafranconi), die Brücke des Slowakischen Nationalaufstandes (Most SNP), Alte Brücke (Starý most), die Apollo-Brücke (Most Apollo), die Hafenbrücke (Prístavný most) und die Auenbrücke (Lužný most). Die Alte Brücke dient ausschließlich dem Straßenbahn- und Fußverkehr, während die Hafenbrücke als kombinierte Autobahn- und Eisenbahnbrücke ausgeführt ist. Alle Brücken verfügen über Wege für Fußgänger und Radfahrer.

#### Öffentlicher Nahverkehr

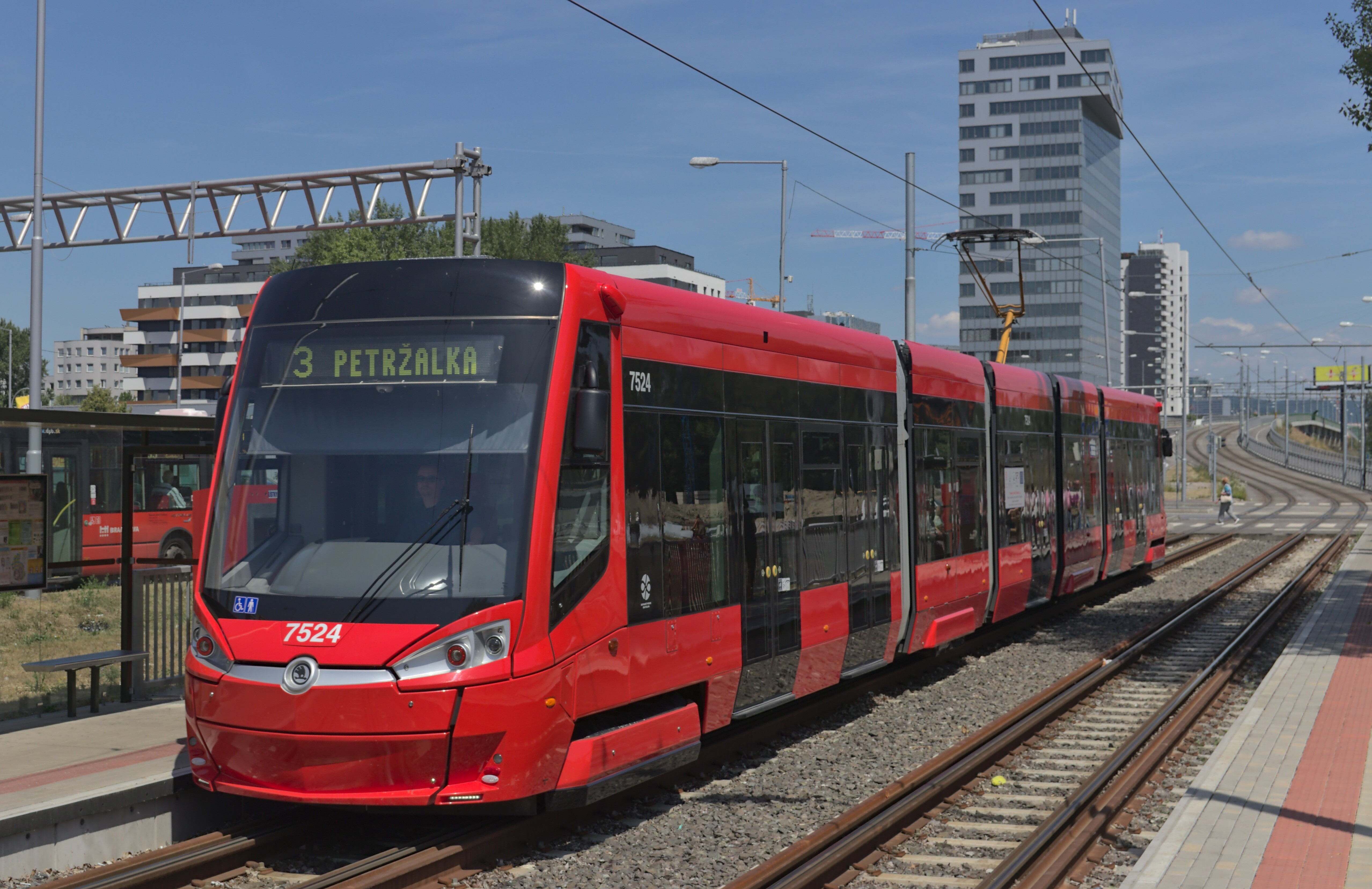
Straßenbahn der DPB

Der seit 1895 existierende öffentliche Personennahverkehr wird durch die städtische Verkehrsgesellschaft Dopravný podnik Bratislava (DPB) betrieben. Das Liniennetz besteht aus 78 Autobuslinien, 13 Oberleitungsbuslinien und 9 Straßenbahnlinien (Spurweite 1000 Millimeter, Netzlänge 42,7 Kilometer), das die ganze Stadt, die Gemeinde Chorvátsky Grob, das ungarische Rajka (derzeit außer Betrieb) sowie die österreichischen Gemeinden Wolfsthal und Hainburg an der Donau abdeckt. Den Nachtverkehr übernehmen 17 Buslinien und 3 Straßenbahnlinien (Stand 2017). Die Straßenbahnlinien verbinden das Stadtzentrum radial mit Stadtteilen Karlova Ves, Dúbravka, Nové Mesto, Rača, Ružinov und Petržalka. Die O-Bus-Linien sind vor allem in östlichen Stadtteilen sowie in hügeligen Teilen der Stadt vertreten, mit einem Inselbetrieb im Stadtteil Karlova Ves. Seit 1983 ist ein 792 Meter langer Straßenbahntunnel (ehemaliger Straßentunnel) unter dem Burghügel in Betrieb. 1988 wurde mit dem Bau einer U-Bahn-Linie begonnen, die vom Hauptbahnhof nach Petržalka südlich der Donau hätte führen sollen. Nach der „Wende“ 1989 wurde das Projekt jedoch aus finanziellen Gründen aufgegeben, allerdings soll demnächst größtenteils auf der gleichen Strecke das Straßenbahnnetz vom linken Donauufer nach Petržalka in Form einer „Schnellstraßenbahn“ verlängert werden. Das erste Teilstück wurde im Jahr 2016 freigegeben, eine Verlängerung bis zum Südrand Petržalkas war seit Spätjahr 2021 im Bau und nach mehreren Verzögerungen im Juli 2025 in Betrieb genommen.
Seit 2013 wird das Tarifsystem der städtischen Verkehrsgesellschaft DPB an das des Verkehrsverbundssystems namens Integrovaný dopravný systém v Bratislavskom kraji (kurz IDS BK, wörtlich Integriertes Verkehrssystem im Bratislavský kraj) angepasst. Dieser umfasst neben dem städtischen ÖPNV auch regionale Buslinien des Betreibers Arriva sowie Nahverkehrs- und REX-Züge der Bahngesellschaft Železničná spoločnosť Slovensko (ZSSK). Der Verkehrsverbund bedeckt vollständig das Gebiet von Bratislavský kraj sowie Teilgebiete von Trnavský kraj (Teile von Okresy Senica, Trnava, Galanta und Dunajská Streda), bis in die Gegenden von Kúty, Trnava, Galanta und Šamorín hinein (Stand ab dem 1. Juli 2021).

#### Eisenbahn

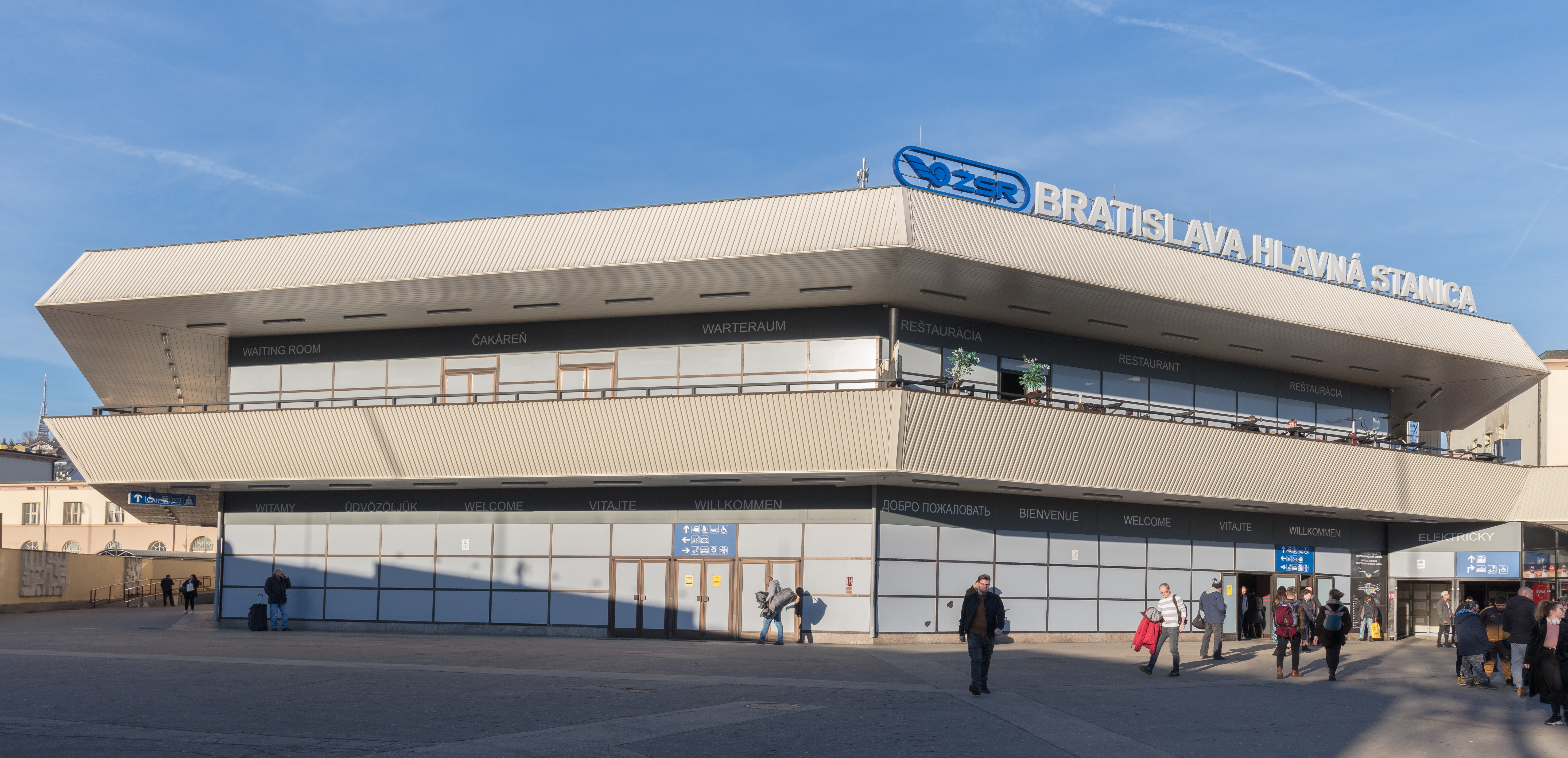
Eingang zum Hauptbahnhof

Bratislava ist Knotenpunkt von mehreren Eisenbahnhauptlinien. In die Stadt führen von Norden beginnend die Linien von Kúty und Tschechien, Žilina, Budapest, Komárno, Hegyeshalom, Wien (via Kittsee) und Wien (via Marchegg). Führte noch bis in die 1980er Jahre die Bahn von Petržalka her durch die Alte Brücke entlang der Altstadtgrenze, so macht sie seither eine große Schleife östlich des dichtbebauten Gebiets und kreuzt den Fluss erst flussabwärts beim Hafengelände. Vom Hauptbahnhof (Bratislava hlavná stanica) nördlich der Altstadt aus verkehren Züge in Richtung Košice, Prag, Budapest und Wien. Auch vom Bahnhof Bratislava-Petržalka südlich der Donau besteht eine Verbindung nach Wien sowie eine Regionalverbindung nach Ungarn. Die Haltestelle Bratislava-Vinohrady, Bratislava-Železná studienka und der Bahnhof Bratislava-Nové Mesto werden auch von einigen innerstaatlichen Verbindungen bedient. Die direkte Bahnverbindung in die österreichische Hauptstadt, die Pressburger Bahn, ist seit 1945 ab dem österreichischen Ort Wolfsthal unterbrochen. Eine Busverkehrslinie aus Bratislava reicht heute bis dorthin.
Seit 2013 sind Bahnstrecken im Bratislavský kraj in das S-Bahn-artige System IDS BK integriert. Neben den oben angegebenen Bahnhöfen bedienen Nahverkehrs- und Regional-Expresszüge auch die Bahnhöfe Devínska Nová Ves, Bratislava-Lamač, Bratislava predmestie, Bratislava-Rača, Bratislava východ, Bratislava-Vajnory, Bratislava-Podunajské Biskupice und Rusovce sowie die Haltestellen Devínske jazero, Železná studienka und Vrakuňa. Der Bahnhof Bratislava-ÚNS (kurz für ústredná nákladná stanica, deutsch Zentraler Güterbahnhof) wird nicht von Personenzügen bedient.
Die Zugstrecke von Paris über Stuttgart (siehe Stuttgart 21) und Bratislava nach Budapest ist ein Projekt der Magistrale für Europa.

#### Flugverkehr

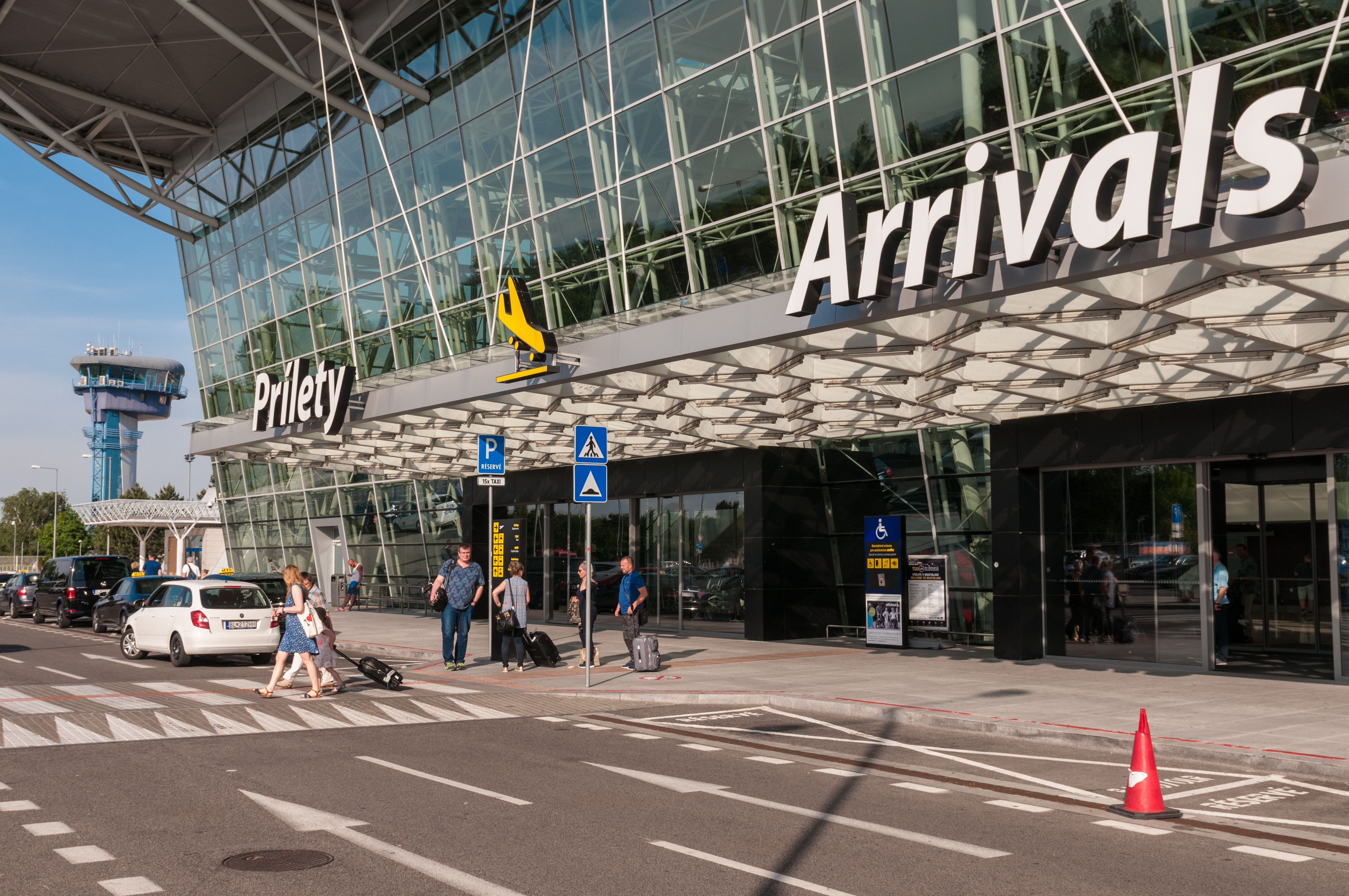
Terminal des Flughafens Bratislava

Der Flughafen Bratislava M. R. Štefánik, der größte Flughafen der Slowakei, befindet sich neun Kilometer nordöstlich des Stadtzentrums. Er ist ein wichtiger Drehpunkt im Netz der Diskontfluglinie Ryanair. Diese Bedeutung wird durch regelmäßige Busverbindungen nach Wien unterstrichen. Im Jahr 2018 wurden 2.292.712 Passagiere abgefertigt. Für Langstreckenflüge oder bei fehlenden Zielen wird der 50 Kilometer westlich liegende Flughafen Wien-Schwechat benutzt. Der in seinen letzten Jahren der Allgemeinen Luftfahrt dienende Flugplatz Vajnory ist seit 2007 geschlossen.

#### Schiffsverkehr
Für den Güterverkehr stellt der Flusshafen von Bratislava zusätzliche Verbindungen her, über die Donau zum Schwarzen Meer und über den Main-Donau-Kanal zur Nordsee. Darüber hinaus verkehren zahlreiche Kreuzfahrtschiffe und der Schnellkatamaran Twin City Liner nach Wien auf dem Fluss.

#### Fahrradverkehr, Radwege und Wanderwege

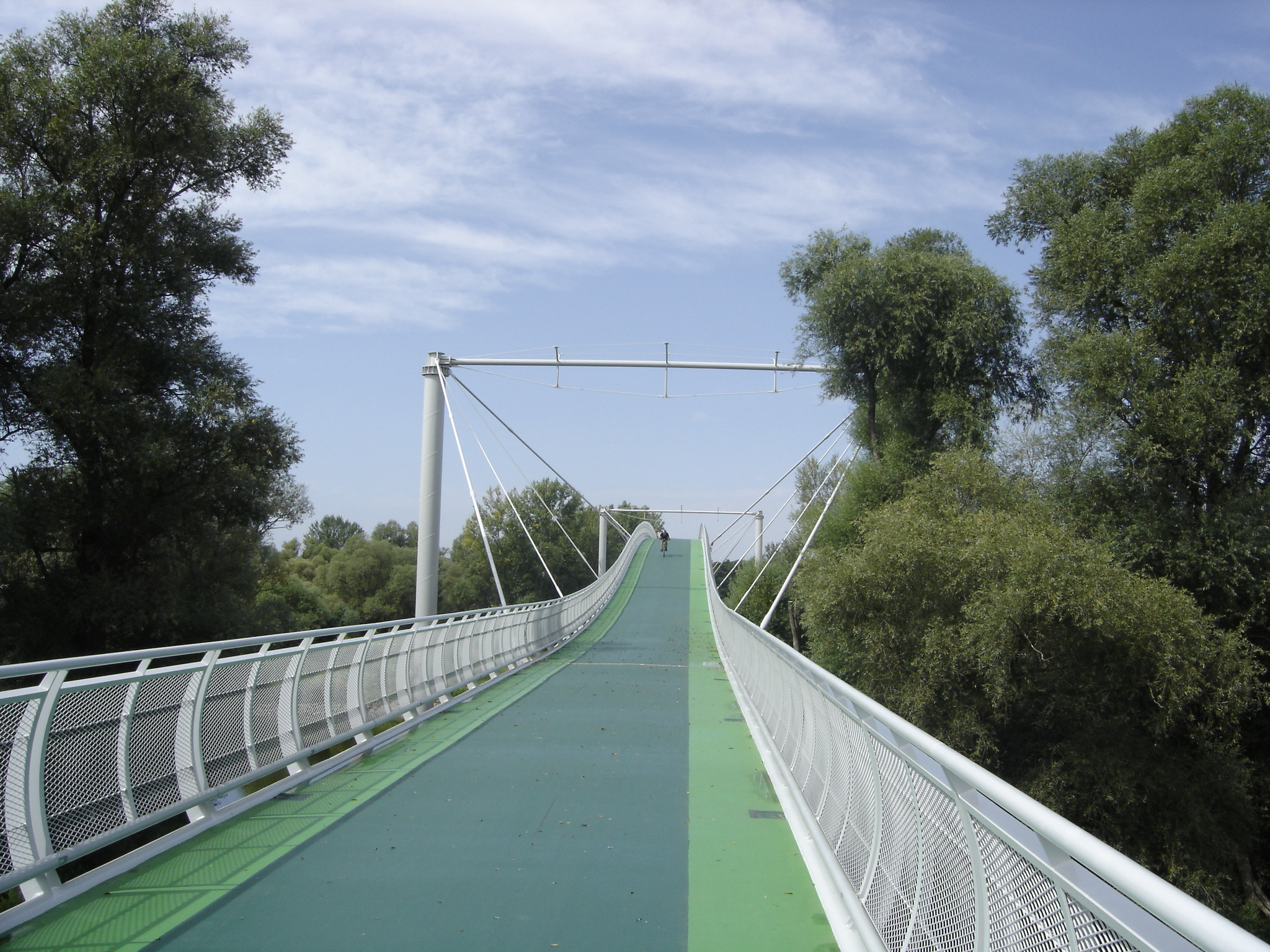
Fahrradbrücke der Freiheit zwischen Devínska Nová Ves und Schloss Hof

Bratislava ist an einige offizielle nationale und internationale Fernradwege angeschlossen, zum Beispiel an den Iron Curtain Trail, der entlang des ehemaligen Eisernen Vorhangs von Norwegen bis zum Schwarzen Meer verläuft, sowie an den Donauradweg, der die Donau vor ihrer Quelle bis zur Mündung in das Schwarze Meer begleitet. Im Berufsverkehr spielt der Fahrradverkehr eine untergeordnete Rolle (1,6 % im Jahr 2013). Die Stadt verfügt über ungefähr 110 Kilometer offiziell markierter Fahrradwege von unterschiedlicher Qualität. Entlang der Dämme an der March und der Donau sind gut ausgebaute und vom Automobilverkehr getrennte Fahrradwege vorhanden, während sie im bebauten Gebiet oft lückenhaft sind. Auch bei der Ausführung von neuen Bauprojekten wurde auf Fahrradverkehr wenig Rücksicht genommen. 2012 wurde die grenzüberschreitende Fahrradbrücke der Freiheit zwischen Devínska Nová Ves und Schloss Hof eröffnet. Um den Anteil des Fahrradverkehrs zu erhöhen, schuf die Stadt in Partnerschaft mit dem Unternehmen Slovnaft 2018 ein offizielles Bikesharing namens SlovnaftBAjk, das in auserwählten Stadtteilen verfügbar ist.
Durch die Stadt verläuft der europäische Fernwanderweg E8 von Irland bis zur polnisch-ukrainischen Grenze. Der längste slowakische Fernwanderweg, der Cesta hrdinov SNP, beginnt unterhalb der Burg Devín und endet nach 769 Kilometern am Duklapass an der polnisch-slowakischen Grenze. Überwiegend in den Kleinen Karpaten sind auch andere Wanderwege beschildert.

#### Sonstiges
Im Bratislavaer Waldpark im Stadtteil Nové Mesto gibt es eine knapp einen Kilometer lange Sesselbahn. Sie wurde 1972 eröffnet, 1989 stillgelegt und 2005 nach einem Umbau wieder in Betrieb genommen.

### Strom, Gas, Wasser und Abfallentsorgung
Für das energetische Verteilnetz ist das Unternehmen Západoslovenská energetika, a. s. (ZSE) zuständig. Das erste städtische Elektrizitätswerk wurde 1901 versuchsweise und 1902 in Dauerbetrieb genommen.
Bratislava war im Kaisertum Österreich eine der ersten Städte (nach Wien und Prag, aber vor Budapest) mit einem Gasnetz, als 1856 das erste Stadtgaswerk in Betrieb genommen wurde. Dieses stand nahe der Fürstenallee (heute Námestie slobody) und das produzierte Gasvolumen erreichte anfangs 350.000 m³ jährlich und kurz vor dem Ersten Weltkrieg 4,3 Mio. m³. 1936 wurde als Ersatz ein neues Gaswerk im Stadtviertel Mlynské nivy mit jährlicher Kapazität von 11 Mio. m³ gebaut, wo sich seit 1996 das Slowakische Gaswerksmuseum befindet. Nach dem Zweiten Weltkrieg wurde das Gaswerk nationalisiert und Stadtgas zunehmend durch Erdgas ersetzt, zuerst durch Lieferungen aus der Landschaft Záhorie, ab den 1970er Jahren durch den Bau der Transgas-Pipeline durch jenen aus sibirischen Gasfeldern. Die letzten Stadtgasverbraucher wurden 1978 vom Netz genommen. Heute gewährleistet das Staatsunternehmen Slovenský plynárenský priemysel die Gasdistribution.
Die Wasserversorgung wird durch das Unternehmen Bratislavská vodárenská spoločnosť, a. s. (BVS) bereitgestellt. Im Jahr 2017 gab es 1184 km von Wasserleitungen, mit ungefähr 36.700 Hausanschlüssen beträgt die Gesamtlänge des Verteilsystems 1441 km. Nahezu alle Haushalte (mehr als 99 %) haben Anschluss an das öffentliche Wasserdistributionsnetz. Das Trinkwasser wird aus sechs verschiedenen Quellen gezogen, die auf den Inseln Sihoť und Sedláčkov ostrov, im Wald Pečniansky les, in Rusovce-Ostrovné lúčky-Mokraď sowie in Rusovce und Čunovo liegen.
Für die Abwasserbehandlung waren im Jahr 2017 960 km Kanalisation (1173 km inklusive ca. 28.800 Hausanschlüsse) angelegt. Relativ gemessen haben mehr als 90 % der Haushalte Anschluss an die öffentliche Kanalisation. Es gibt drei große Kläranlagen: Vrakuňa für das Zentrum und die nördlichen und östlichen, Petržalka für die südlichen und Devínska Nová Ves für die nordwestlichen Stadtteile.
Für die Abfallentsorgung ist das städtische Unternehmen Odvoz a likvidácia odpadov (OLO) zuständig. Die Verbrennungsanlage der Stadt befindet sich im Viertel Vlčie hrdlo und ist seit 1978 in Betrieb. Die Kapazität der Verbrennungsanlage beträgt ungefähr 130.000 Tonnen Müll pro Jahr und liefert jährlich im Durchschnitt 33.000 MWh Elektrizität ins Netz. Im Jahr 2017 wurden 183.298 Tonnen Müll wiederverwertet, 43.109 Tonnen verbrannt und 286 Tonnen gelagert.

### Sicherheit

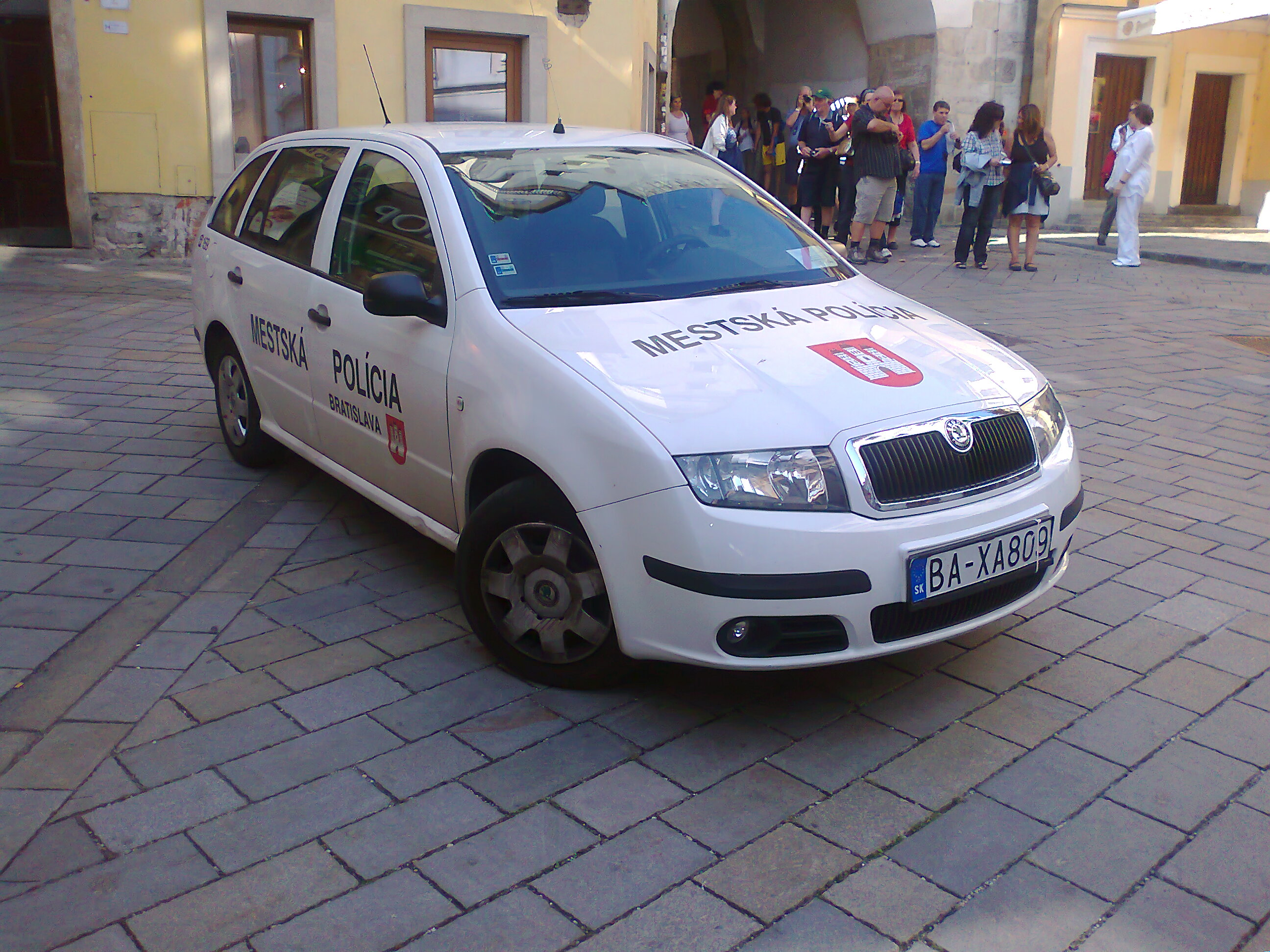
Ein Streifenwagen der Stadtpolizei

In Bratislava gibt es 18 Polizeidienststellen der staatlichen Polizei, die organisatorisch in fünf Bezirksdirektionen zusammengeführt sind, die wiederum der Regionaldirektion Bratislava gehören. Daneben hat die Stadt eine eigene Stadtpolizei (mestská polícia Bratislava), die hauptsächlich für Verkehrsüberwachung (Ordnungswidrigkeiten), Umsetzung von Gemeindeverordnungen und Aufrechterhaltung der öffentlichen Ordnung zuständig ist.
Das slowakische Ministerium des Innern betreibt in der Stadt einen professionellen Feuerwehrdienst mit vier Feuerwehrhäusern und etwa 260 Angestellten, dazu gibt es auch Freiwillige Feuerwehren.

### Bildung und Wissenschaft

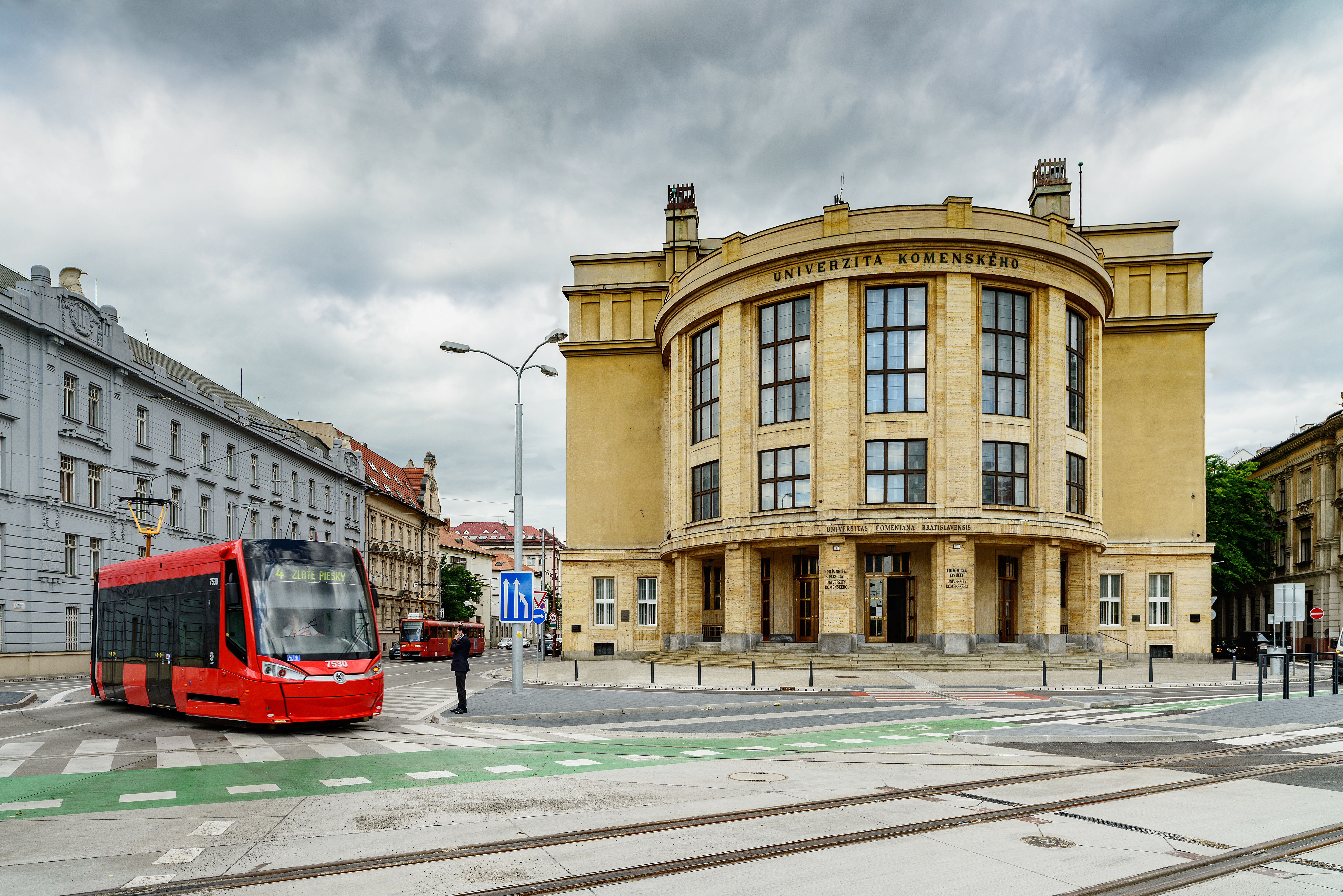
Hauptgebäude der Comenius-Universität

Die erste Universität Bratislavas und die erste auf dem Gebiet der heutigen Slowakei war die 1465 von Papst Paul II. auf Anfrage des ungarischen Königs Matthias Corvinus gegründete Universitas Istropolitana. Sie wurde etwa 1490 nach Corvinus’ Tod wieder geschlossen.
Bratislava ist Sitz mehrerer Universitäten und Hochschulen. Dazu gehören die 1919 gegründete Comenius-Universität (die größte Universität der Slowakei), die 1937 gegründete Slowakische Technische Universität (die größte technische Universität des Landes) sowie die beiden ältesten Kunsthochschulen des Landes, die Hochschule für Musische Künste und die Hochschule für Bildende Künste (beide 1949 gegründet). Weitere Einrichtungen für Hochschulbildung sind die Wirtschaftsuniversität Bratislava (1940), die Slowakische Medizinische Universität (2002), die private Paneuropäische Hochschule (2004) und eine Wirtschaftsfakultät der City University of Seattle (1993). Insgesamt gibt es in Bratislava rund 50.000 Studenten (Stand 2017).
Von 1928 bis zur politisch motivierten Schließung 1939 hatte die Stadt eine bedeutende Kunstgewerbeschule (Škola umeleckých remesiel), die erste öffentlichen Kunstschule der Slowakei.
2017 gab es im Stadtgebiet 149 Kindergärten, 87 Grundschulen, 37 Gymnasien, 48 Fachschulen, vier Konservatorien, 43 Sonderschulen und 29 Grundkunstschulen.
Die Slowakische Akademie der Wissenschaften hat ihren Sitz ebenfalls in Bratislava.

### Gesundheitswesen

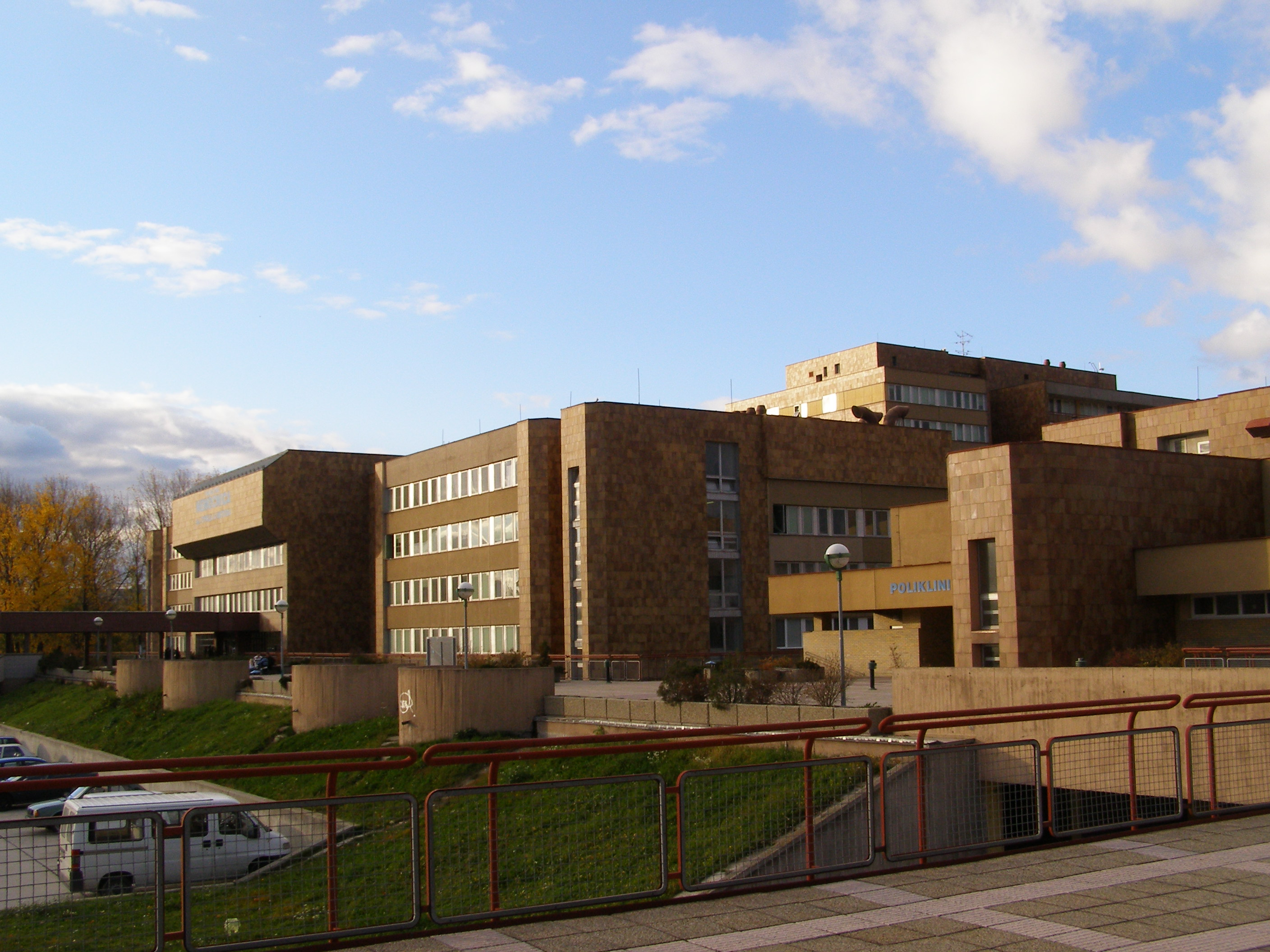
Krankenhaus in Petržalka

Nach Angaben des Statistischen Amts der Slowakischen Republik gab es im Jahr 2017 insgesamt 23 Gesundheitseinrichtungen jeglicher Art (Krankenhäuser/Kliniken, sowohl öffentlich als auch privat) mit Gesamtkapazität von 4224 Betten und 183 Apotheken im Stadtgebiet von Bratislava, dazu zahlreiche niedergelassene Ärzte in Ambulanzen. Das Universitätskrankenhaus Bratislava (Univerzitná nemocnica Bratislava) betreibt fünf Standorte. Diese heißen Nemocnica Ružinov in Ružinov (zugleich Hauptsitz), Nemocnica akademika Ladislava Dérera oder umgangssprachlich Nemocnica Kramáre im Stadtviertel Kramáre, Nemocnica Staré Mesto in Staré Mesto, Nemocnica svätého Cyrila a Metoda oder Nemocnica Antolská in Petržalka und Špecializovaná geriatrická nemocnica Podunajské Biskupice (geriatrisches Krankenhaus) in Podunajské Biskupice.
Der Bau des Krankenhauses Rázsochy in Lamač wurde schon in den 1980er Jahren begonnen, aber nie fertiggestellt. im Frühjahr 2020 wurde der Rohbau abgerissen, stattdessen soll dort bis 2024 ein neues Krankenhausprojekt verwirklicht werden.

### Medien

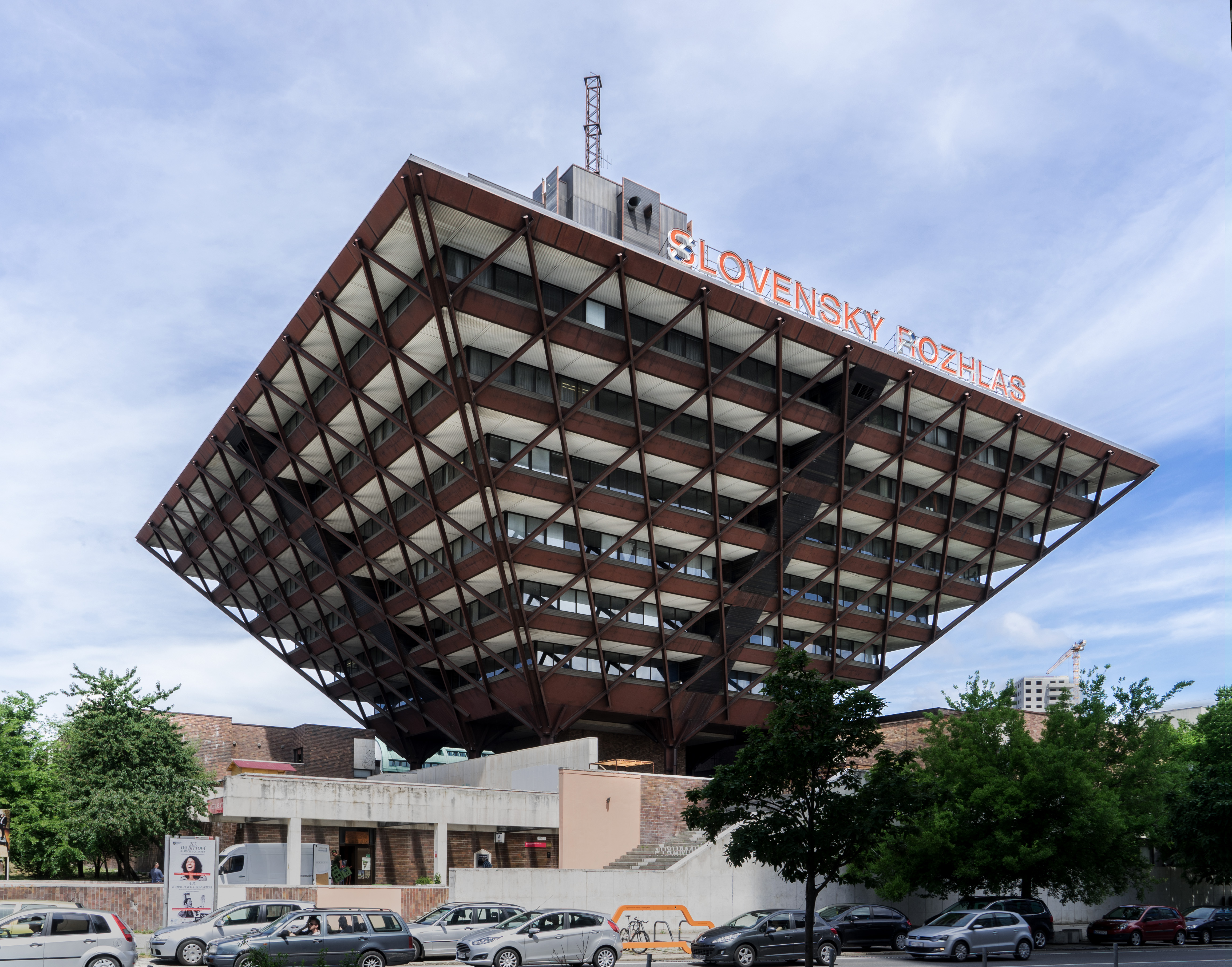
Hauptsitz der Rundfunkgesellschaft Slovenský rozhlas

Bratislava ist das Zentrum der slowakischen Medienlandschaft. Bedeutende Fernsehstationen mit Sitz in der Stadt sind die öffentlich-rechtliche Slovenská televízia sowie die Privatsender TV Markíza, TV JOJ und TA3. Die öffentlich-rechtliche Rundfunkgesellschaft Slovenský rozhlas hat ihren Sitz ebenfalls in Bratislava, ebenso wie kommerzielle Rundfunkgesellschaften wie Rádio Express, Fun rádio, Rádio Vlna oder das Rádio Európa 2. Daneben existieren auch Lokalhörfunkanstalten. Der wichtigste Rundfunksender ist am Fernsehturm Bratislava untergebracht. Wegen der Grenznähe zu Österreich und Ungarn ist auch terrestrischer Empfang von österreichischen (Sender Kahlenberg) und ungarischen Radioanstalten möglich.
Die wichtigsten Zeitungen sind SME, Pravda, Nový Čas, Hospodárske noviny (Wirtschaftszeitung), Denník N, Plus jeden deň, Šport (Sportzeitung), The Slovak Spectator (englischsprachige Zeitung) und Új Szó (ungarischsprachige Zeitung). Ferner sind hier zwei Nachrichtenagenturen vertreten, die staatliche Tlačová agentúra Slovenskej republiky (TASR) und die private Slovenská tlačová agentúra (SITA).
Alle zwei Wochen erscheint die Gratiszeitung Bratislavské noviny, die schwerpunktmäßig über das aktuelle Geschehen in Bratislava informiert.

## Kultur

### Theater

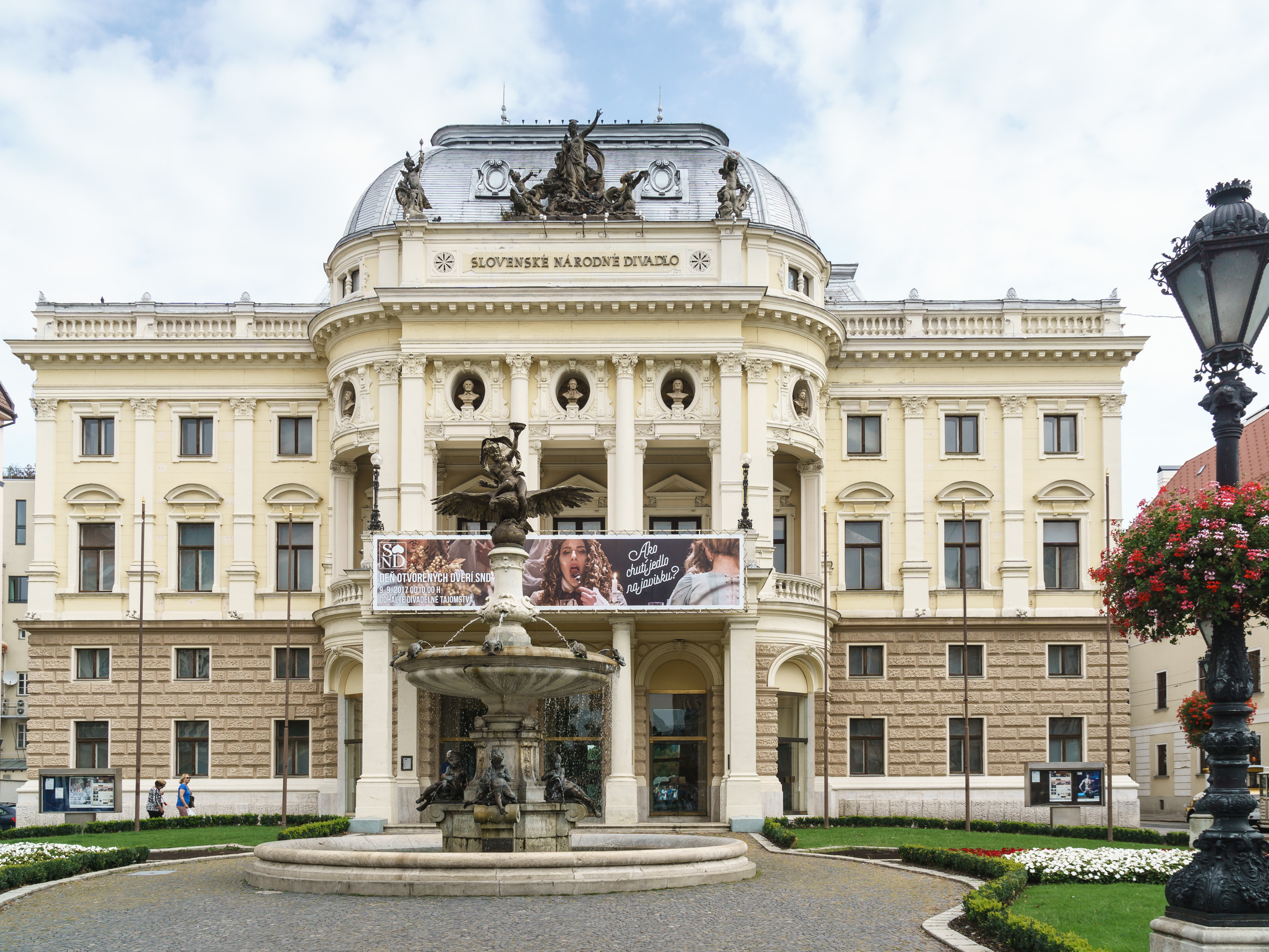
Historisches Gebäude des Slowakischen Nationaltheaters am Hviezdoslav-Platz

Die Theatertradition der Stadt lässt sich bis ins 17. Jahrhundert zurückführen, als die Stadt Hauptstadt des Königreichs Ungarn war und Aufführungen im Besonderen Krönungen, Tagungen sowie königliche Besuche begleiteten. Das erste ständige Theater wurde 1776 als Städtisches Theater eröffnet.
Heute ist Bratislava Sitz des Slowakischen Nationaltheaters (Slovenské národné divadlo), das auf zwei Gebäude verteilt ist. Das erste entstand 1885/1886 im Neorenaissance-Stil am Hviezdoslav-Platz in der Altstadt. Das neue Gebäude am Donauufer wurde 2007 nach 21-jähriger Bauzeit eröffnet. Das Nationaltheater ist ein Dreispartentheater für Schauspiel, Oper und Ballett. In Verwaltung der Stadt Bratislava befindet sich das Pavol-Országh-Hviezdoslav-Theater (divadlo Pavla Országha Hviezdoslava) an der Straße Laurinská.
Kleinere und alternative Theater sind unter anderem das Bratislavaer Puppentheater (Bratislavské bábkové divadlo), das Astorka Korzo '90, das Arena-Theater (Divadlo Aréna), das GUnaGU-Theater, das L+S Studio, das Ludus-Theater, das Naive Theater Radošina (Radošinské naivné divadlo) und die Neue Szene (Nová scéna).

### Musik

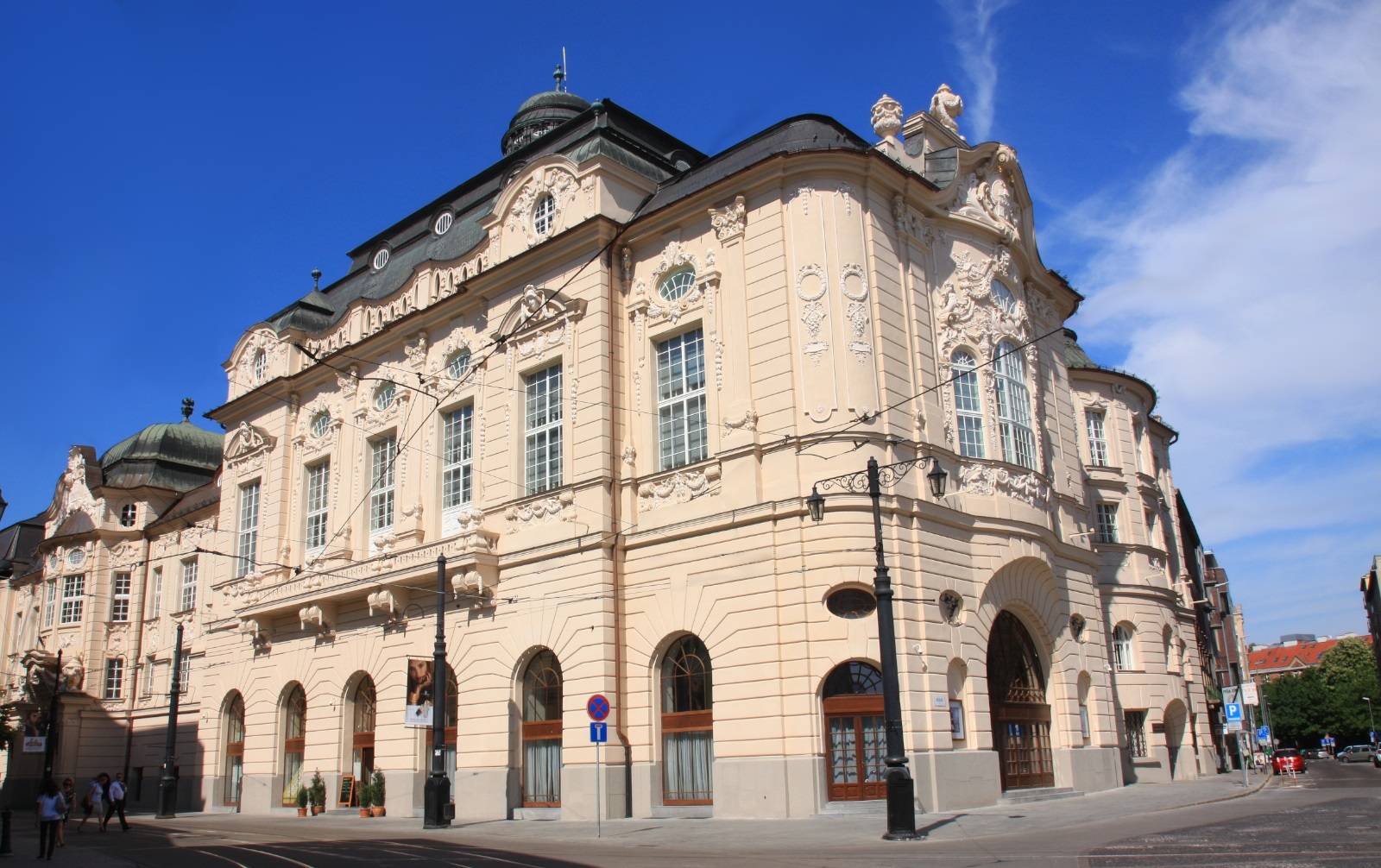
Sitz der Slowakischen Philharmonie, die Reduta

Das 18. Jahrhundert war in Bratislava die Blütezeit der Musik. Das Geschehen war eng mit jenem im nahen Wien verbunden. Wolfgang Amadeus Mozart besuchte Pressburg erstmals im Alter von sechs Jahren. Weitere bekannte Komponisten, die im damaligen Pressburg gastierten, waren Joseph Haydn, Ludwig van Beethoven, Franz Liszt und Béla Bartók. Geboren wurden hier die Komponisten Johann Nepomuk Hummel und Franz Schmidt sowie die zeitgenössischen Komponisten Ivan Parík, Ilja Zeljenka, Ladislav Kupkovič, Vladimir Godár, Peter Machajdík, Martin Burlas und Peter Zagar. Die Stadt ist Sitz der Slowakischen Philharmonie. In der Stadt befindet sich der Sitz des Bratislava Symphony Orchestra.
Von 1966 bis 1990 fand das Unterhaltungsmusikfestival Bratislavská lýra („Bratislavaer Lyra“) statt. In der Pop- und Rockmusik kommen einige namhafte Gruppen und Interpreten aus Bratislava, wie Dežo Ursíny (Big Beat, Gruppe The Beatmen), Pavol Hammel (Rock, Poprock), Miroslav Žbirka und Richard Müller (Pop) sowie die Gruppen Elán, Tublatanka (Rock), Collegium Musicum (Artrock), LOJZO (Volksmusik) und die New-Wave-Gruppe Banket.

### Film
Die erste Filmvorstellung in Bratislava fand am 25. Dezember 1896 statt, nur ein Jahr nach der ersten Vorführung durch die französischen Brüder Lumière. 1905 begannen Vorstellungen im ersten ständigen Kino, dem „Electro Bioscop“, das seit 1913 auf dem Hviezdoslav-Platz ansässig ist. Das Kino besteht bis heute und ist gegenwärtig als „Kino Mladosť“ bekannt. Die ersten Kurzfilme wurden schon während der Habsburgermonarchie produziert.
Heute ist Bratislava das Zentrum der slowakischen Filmindustrie, Sitz des Filmstudios Koliba und des Slowakischen Filminstituts. In der Stadt befinden sich vier Multiplex-Kinos, alle in Einkaufszentren (Eurovea, Aupark, VIVO! und Bory Mall) und 14 traditionelle Kinos und Filmklubs, dazu sieben Sommerkinos.

### Gastronomie

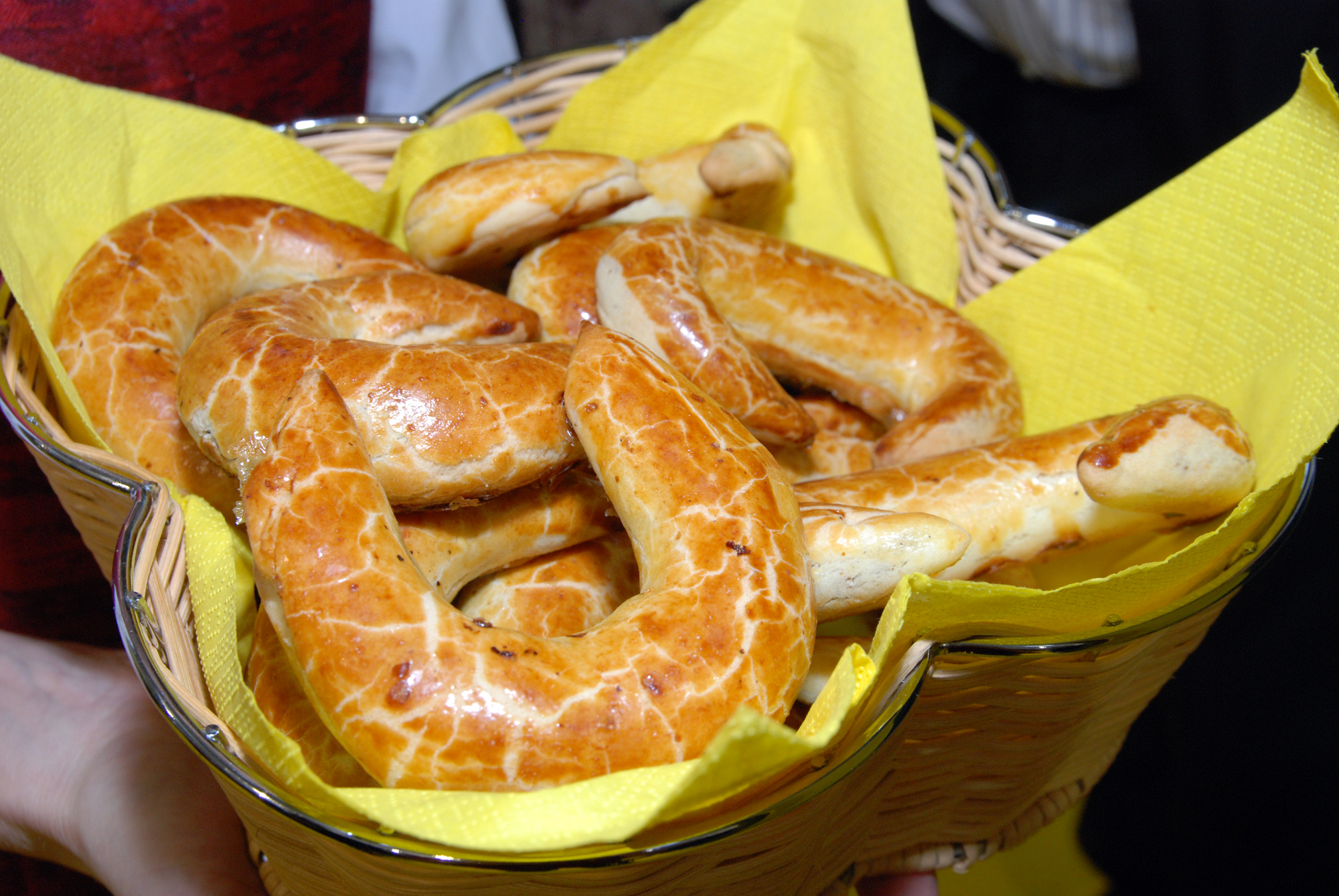
Pressburger Kipferln

Ähnlich wie in Wien hat sich in Bratislava eine rege Kaffeehauskultur entwickelt. Die ersten Betriebe wurden im 18. Jahrhundert eröffnet. Als einer der traditionellen Betriebe gilt das 1873 gegründete Café Mayer am Hauptplatz. Die alte Kaffeehauskultur erreichte ihren Höhepunkt in der ersten tschechoslowakischen Republik. In der Zeit der sozialistischen Tschechoslowakei kam es zu einem Untergang, aber seit den 2000er Jahren ist ein erneuter Aufschwung zu beobachten.
Durch die multikulturelle Geschichte der Stadt spiegelt die örtliche Küche Einflüsse mehrerer ethnischer Küchen, wie die österreichische, slowakische, ungarische, jüdische und andere. Der Weinbau hat in der Stadt eine lange Tradition, mit Weingärten am Hang der Kleinen Karpaten. Nach Angaben des Statistischen Amts der Slowakischen Republik gab es im Jahr 2017 ca. 600 ha Weingärten in Bratislava, davon 500 ha im Okres Bratislava III und 100 ha im Okres Bratislava IV. 67 % der Weingärten befinden sich im Stadtteil Rača. Spezifische Weinsorten sind Blaufränkisch (frankovka modrá), Grüner Veltliner (veltlínske zelené), Rheinriesling (rízling rýnsky), Müller-Thurgau, St. Laurent (svätovavrinecké) sowie weitere. Eine Spezialität der Stadt sind die Pressburger Kipferln oder Beugel (slowakisch bratislavské rožky, ungarisch pozsonyi kifli) mit Mohn- oder Nussfüllung, die Hufeisen- beziehungsweise C-förmig sind. Das Gebäck soll bereits 1590 in Pressburger Gaststätten angeboten worden sein, ist aber wahrscheinlich älteren Ursprungs. Heute genießen die Pressburger Kipferln den Status einer garantiert traditionellen Spezialität.

### Regelmäßige Veranstaltungen
Jedes Jahr werden in Bratislava Veranstaltungen in verschiedenen Kulturbereichen durchgeführt. Zu den Musikfestivals gehören das Bratislavaer Musikfestival (Bratislavské hudobné slávnosti; klassische Musik), die Bratislavaer Jazz-Tage (Bratislavské jazzové dni; Jazz), das Viva Musica! im Sommer und das Wilsonic-Festival (Hiphop, Indie-Rock, Alternativmusik und Popmusik).
Mehrere Filmfestivals finden in der Stadt statt, darunter das 1999 erstmals abgehaltene International Film Festival oder spezialisierte Festivals wie Ekotopfilm (Ökologie) und Febiofest (Alternative).
Neben den oben genannten Festivals finden jährlich auch weitere Veranstaltungen statt: Ende Januar, Anfang Februar wird der Bratislavaer Ball seit 2001 durchgeführt; im April findet seit 2004 ein „Wochenende der offenen Tür“ namens Bratislava pre všetkých (Bratislava für Alle) statt. Einmal im Jahr wird die Lange Nacht der Museen veranstaltet. Im Sommer organisiert die Stadt das Kultursommer und Burgfest (kultúrne leto a hradné slávnosti). Des Weiteren wird seit 2003 zur Erinnerung der gekrönten Monarchen im Zeitraum 1563–1830 in Pressburg die Krönungsfeier (Korunovačné slávnosti) veranstaltet. Zum Monatswechsel August/September organisiert die staatliche Organisation Zentrum des Volkskunstwerks (ÚĽUV) das auf Volkshandwerke spezialisierte Festival Dni majstrov ÚĽUV. Im September finden in Rusovce sogenannte Römische Spiele statt. Seit 2015 wird im Frühherbst das dem Vorbild des Pariser Nuit Blanche nachgeahmte Kulturfestival Biela noc (Weiße Nacht) veranstaltet. Alle zwei Jahre im Herbst seit 1967 wird die Biennale der Illustrationen Bratislava (slowakisch Bienále ilustrácií Bratislava, Abk. BIB) für Illustrationen in der Kinder- und Jugendliteratur unter der Schirmherrschaft von UNESCO und IBBY abgehalten. Zum Ende des Jahres finden auch der Weihnachtsmarkt (seit 1993) und die Silvesterfeier (seit 1999) statt.

### Museen und Galerien

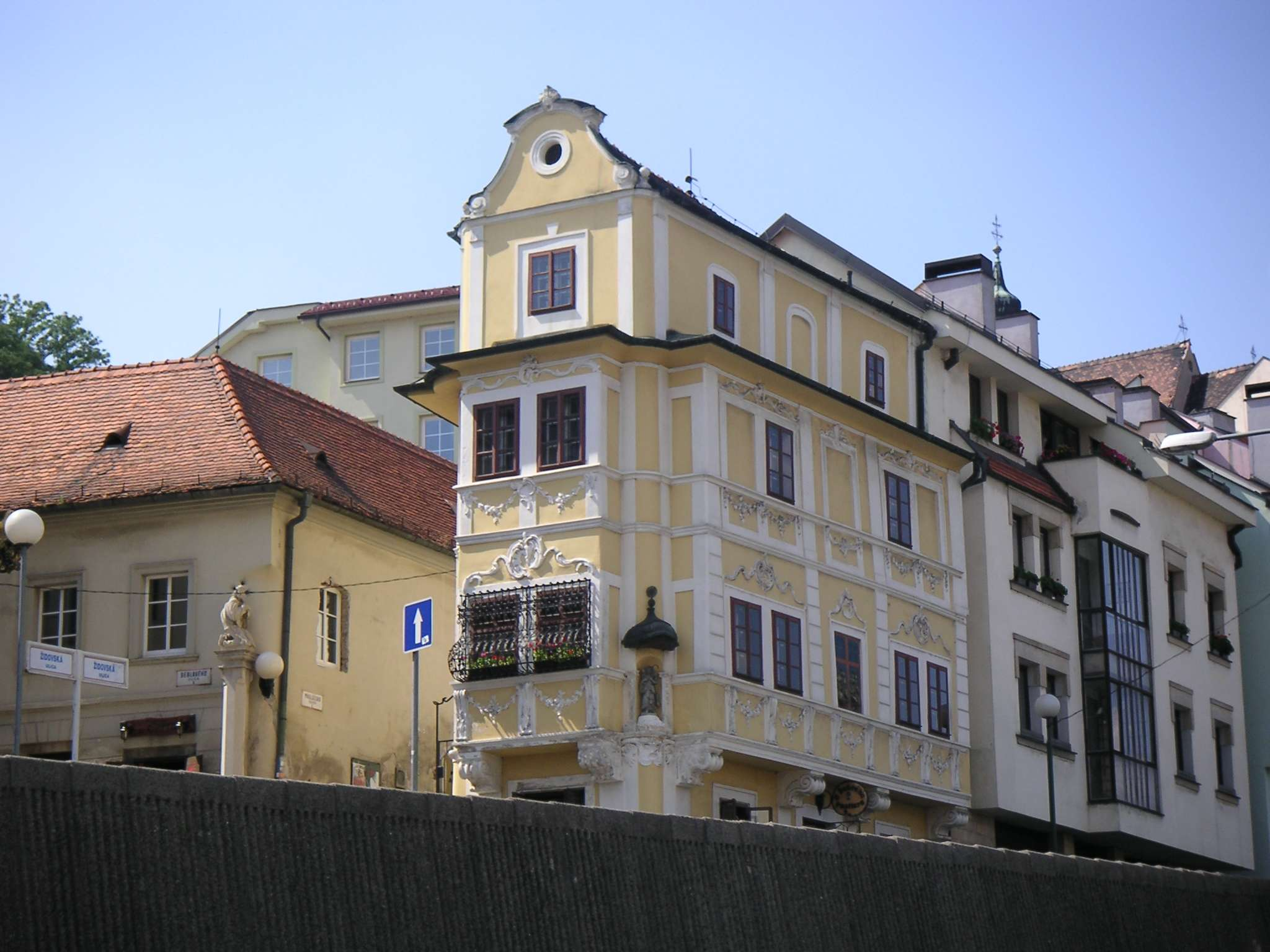
Haus zum Guten Hirten mit dem Uhrenmuseum

Das 1961 gegründete Slowakische Nationalmuseum (Slovenské národné múzeum) befindet sich in der Altstadt am Ufer der Donau. Das Nationalmuseum ist die bedeutendste kulturelle Institution des Landes. Es betreibt 16 weitere spezialisierte Museen in der gesamten Slowakei; in Bratislava sind dies neben sechs weiteren Museen zum Beispiel das Naturhistorische Museum (Prírodovedné múzeum) und das Archäologische Museum (Archeologické múzeum). Das Städtische Museum (Múzeum mesta Bratislavy) befasst sich mit der Geschichte der Stadt. Es wurde 1868 gegründet und ist das älteste existierende Museum des Landes. Neben der Hauptausstellung im Alten Rathaus umfasst das Museum sieben Außenstandorte, darunter das Waffenmuseum im Turm des Michaelertors und das Uhrenmuseum im Haus zum Guten Hirten (Dom U dobrého pastiera).

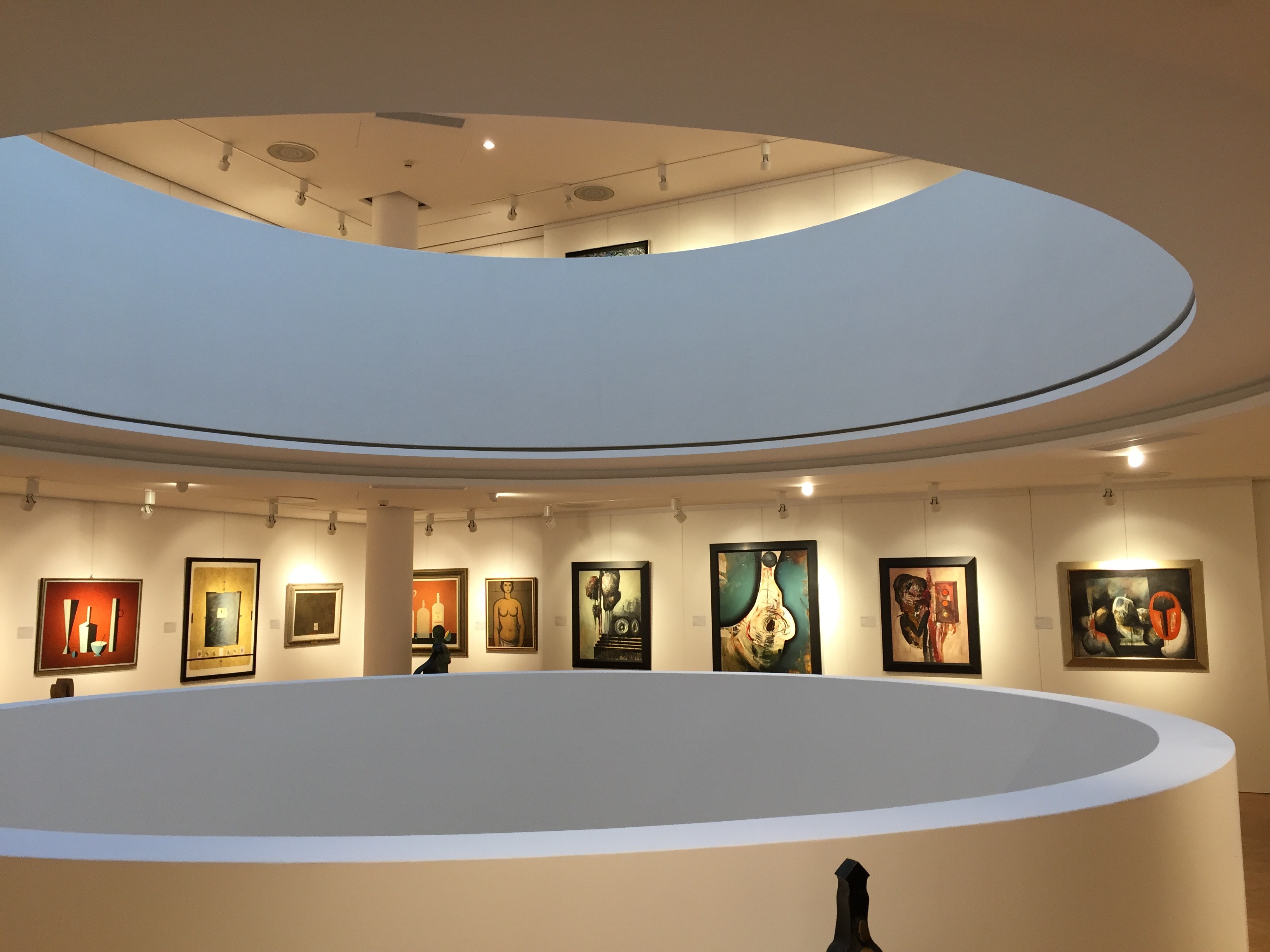
Galéria Nedbalka

Die 1948 gegründete Slowakische Nationalgalerie (Slovenská národná galéria) ist ein Verbund verschiedener Kunstmuseen in der Slowakei. In der Bratislavaer Altstadt befinden sich zwei Ausstellungen, im Palais Esterházy (Esterháziho palác) und in der angrenzenden Wasserkaserne (Vodné kasárne) am Ufer der Donau. Die Städtische Galerie (Galéria mesta Bratislava), gegründet 1961, ist der zweitgrößte Museenverbund, mit Ausstellungen im Pálffypalais (Pálfiho palác) und im Mirbachpalais (Mirbachov palác). Auf moderne Kunst spezialisiert ist das Danubiana Meulensteen Art Museum im südlich der Donau gelegenen Stadtteil Čunovo. Slowakische Künstler des 20. Jahrhunderts werden in der Galéria Nedbalka in einem sanierten Stadtpalais präsentiert.
Weitere Museen sind das Verkehrsmuseum, welches sich mit den Wagen und Zügen in der Slowakei bis zu den 1970er Jahren befasst, das pharmazeutische Museum, das Museum der jüdischen Kultur im Landadelpalais Zsigray, eine Exposition des Schiffsmuseums und andere.

### Sport
Ballsportarten

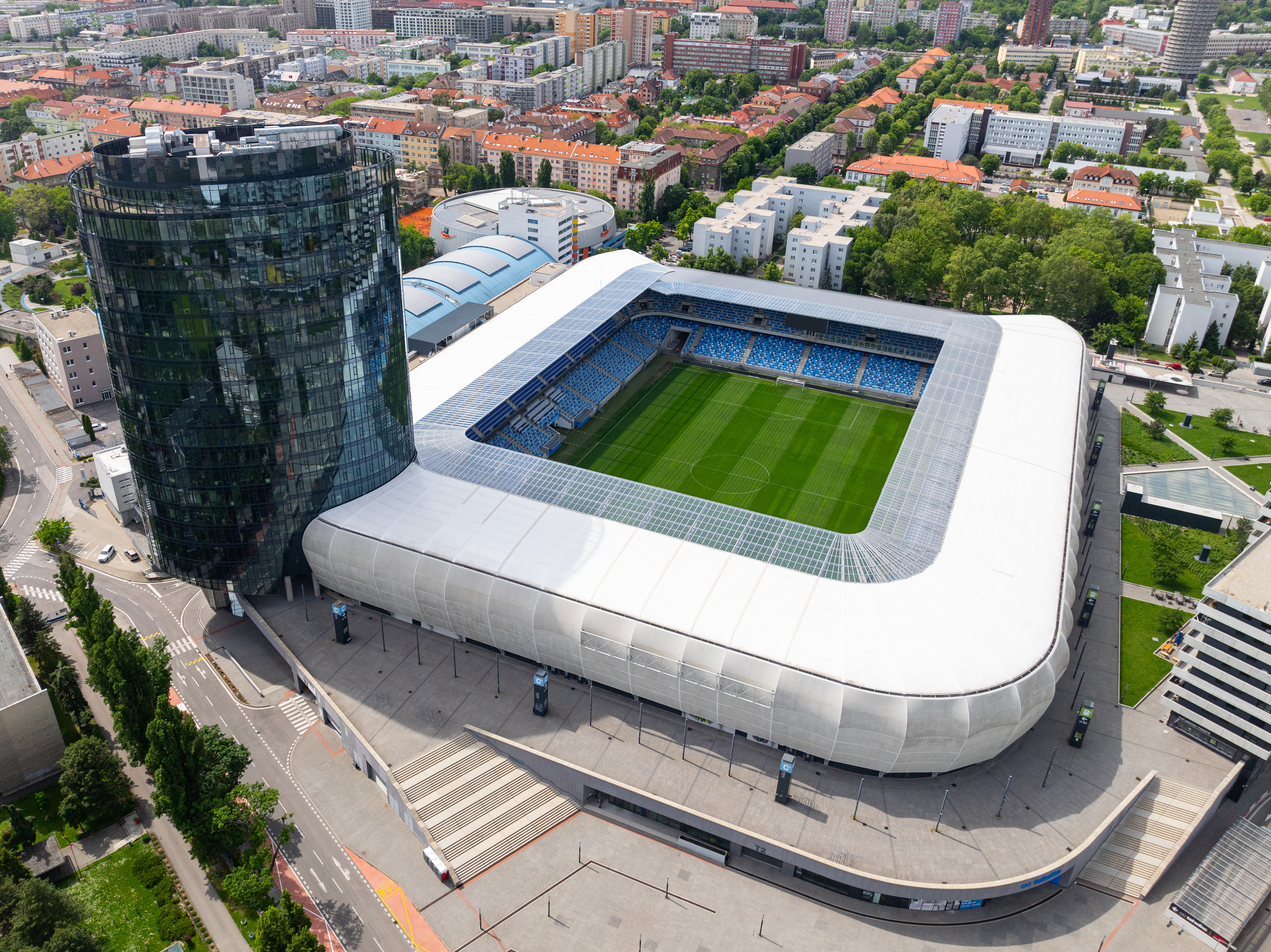
Das Národný futbalový štadión

Den Ballsportlern in Bratislava stehen rund 60 Fußballstadien oder Fußballplätze, 74 Basketballplätze, 128 Volleyballplätze und 61 Tennisplätze zur Verfügung.
In der höchsten slowakischen Fußball-Liga, der 1. liga, ist 2021/22 ein Verein aus Bratislava vertreten: Der 1919 gegründete ŠK Slovan Bratislava spielt im Štadión Pasienky und ist der erfolgreichste slowakische Verein überhaupt; größter Erfolg war der Gewinn des Europapokals der Pokalsieger im Jahr 1969. Vorher spielte der Verein im Štadión Tehelné pole, das einmal 30.000 Zuschauer fassen konnte. Das ist 2009 wegen Baumängeln aufgegeben worden und wurde 2013 abgerissen. An dessen Stelle entstand von 2014 bis 2019 das Národný futbalový štadión (deutsch Nationales Fußballstadion) mit der Kapazität von 22.500 Plätzen. Der FC Petržalka 1898 (gegründet 1898) ist der älteste Verein der Stadt und trägt seine Heimspiele ebenfalls im Štadión Pasienky (bis 2008 Štadión Petržalka, heute abgerissen) aus und spielte jahrelang in der slowakischen 1. Liga; sein größter Erfolg war die Teilnahme an der Hauptrunde des UEFA Champions League 2005/06. Ein weiterer bekannter Verein ist der FK Inter Bratislava, der 1940 gegründet wurde und ebenfalls im Pasienky-Stadion spielte.
Das nationale Tenniszentrum mit der NTC aréna ist Austragungsort zahlreicher kultureller und sportlicher Veranstaltungen, unter anderem fand dort 2005 das Finale des Davis Cup statt.
Die Stadt ist in den obersten slowakischen Ligen für Basketball, Handball, Volleyball und Wasserball vertreten.
Eissport

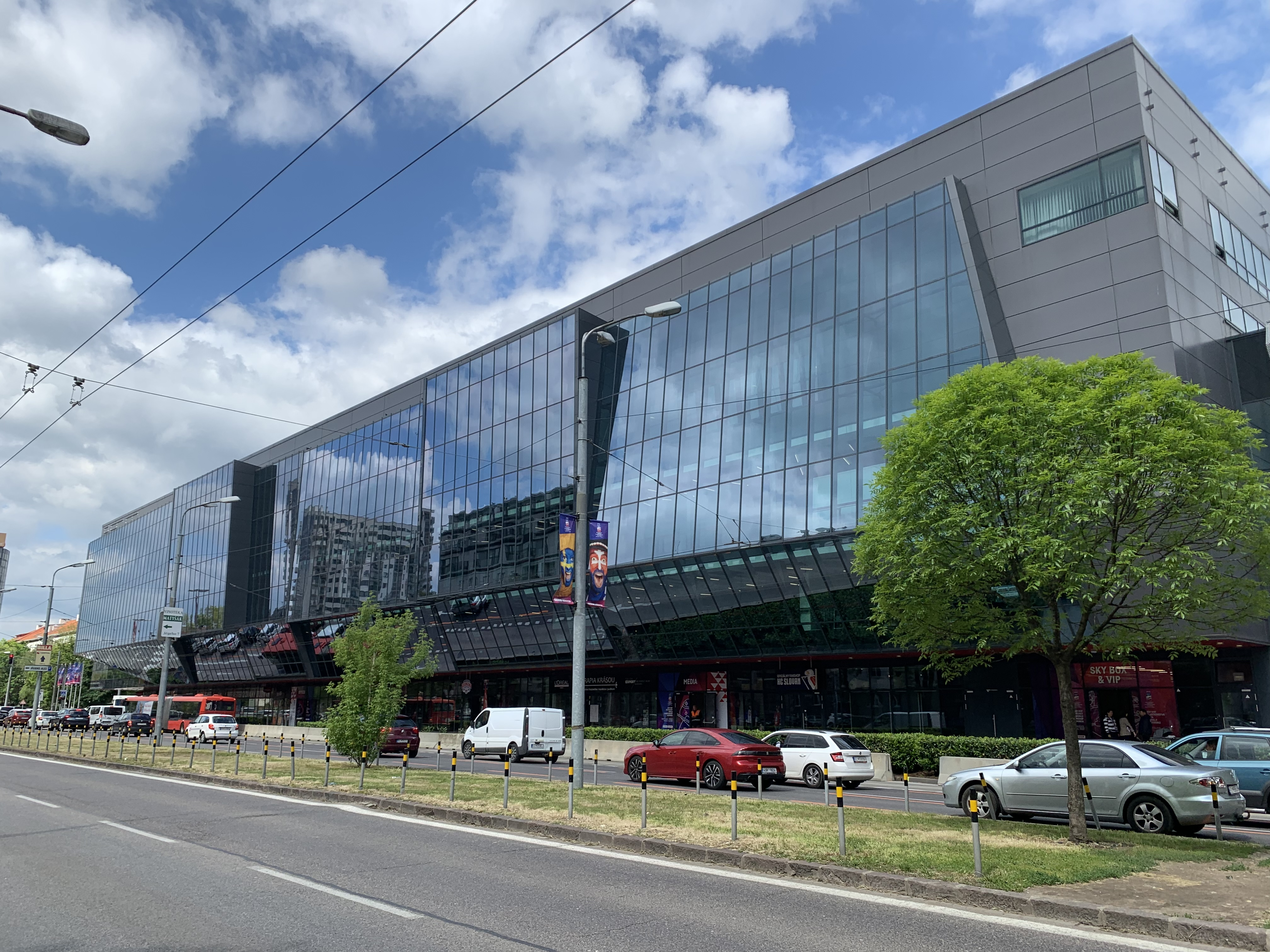
Das Zimný štadión Ondreja Nepelu

Bratislava besitzt drei Hallen für Eissportarten. Der HC Slovan Bratislava spielte von 2012 bis 2019 in der Kontinentalen Hockey-Liga (KHL). Davor und danach dahin spielte der Klub in der slowakischen Extraliga und wurde dort achtmal slowakischer Meister. Er trägt seine Heimspiele im Zimný štadión Ondreja Nepelu (Stadtteil Nové Mesto) aus, das eine Kapazität von 10.055 Zuschauern aufweist. Ebenfalls in diesem Stadion spielen die Bratislava Capitals, die ab 2020 an der Österreichischen Eishockey-Liga teilnehmen. Die anderen Eishallen befinden sich in Ružinov (Zimný štadión Vladimíra Dzurillu) und Dúbravka. Die Eishockey-Weltmeisterschaften 1959 und 1992 fanden gleichzeitig in Prag und Bratislava statt. Gemeinsam mit Košice war Bratislava einer der Austragungsorte der Weltmeisterschaft 2011 und Weltmeisterschaft 2019. Aus der Szene der Eiskunstläufer der Stadt sind bereits erfolgreiche Sportler hervorgegangen, darunter Ondrej Nepela und Karol Divín.
Wassersport, Leichtathletik und weitere Sportarten

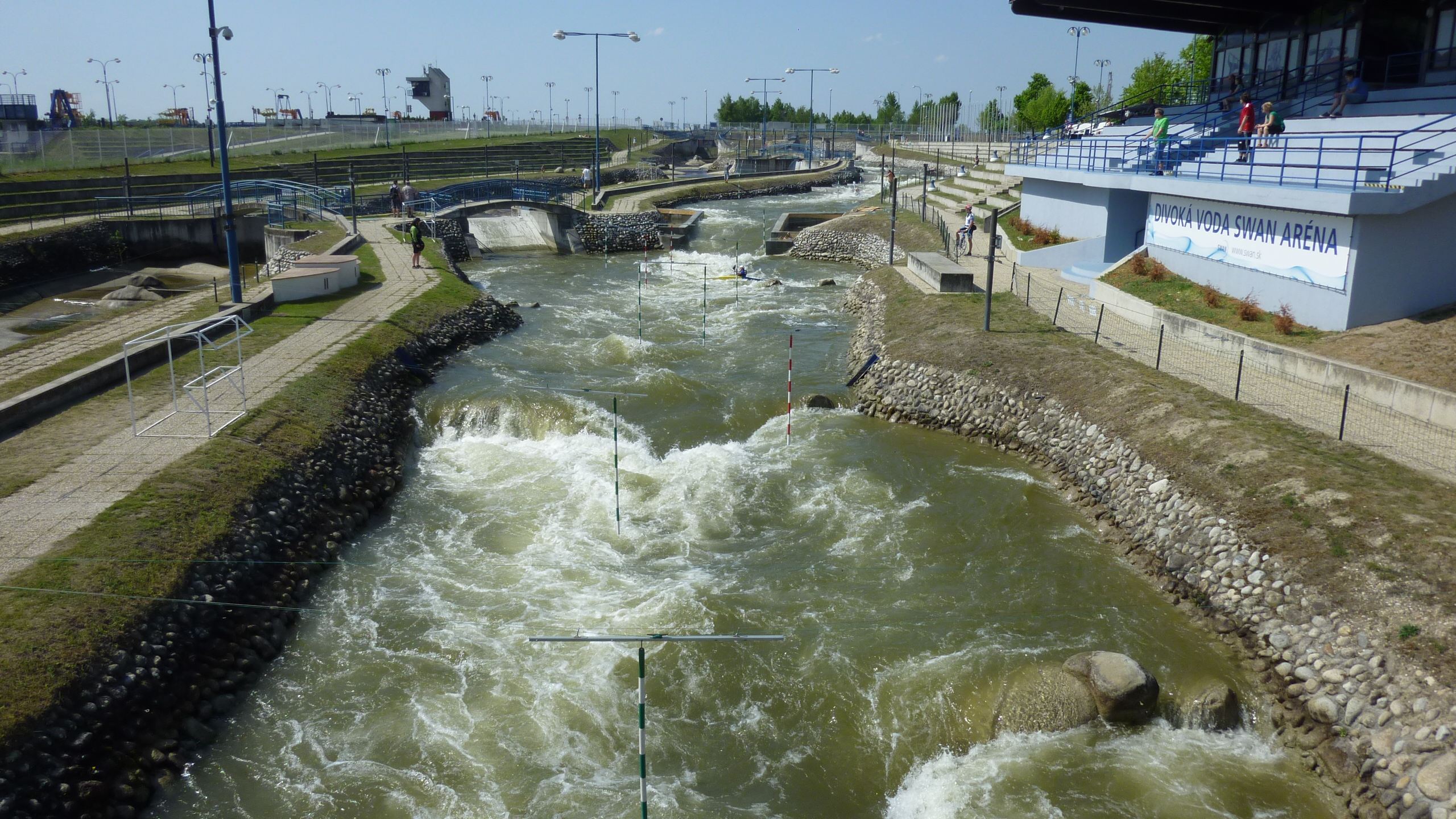
Wassersportzentrum Čunovo

Čunovo in der Nähe des Kraftwerks Gabčíkovo ist ein bedeutendes Zentrum für Wassersportarten wie Rafting und Kanuslalom. Im dortigen Wassersportzentrum werden jedes Jahr zahlreiche nationale und internationale Kanu- und Kajak-Wettbewerbe ausgetragen. Die Stadt weist etwa acht Bootshäuser auf.
Deutlich näher an Bratislava in der Gemeinde Šamorín liegt die sogenannte X-Bionic Sphere, die als olympisches Trainingszentrum der Slowakei Anlagen für rund 30 Disziplinen aufweist und beispielsweise für internationale Wettkämpfe im Reiten, Schwimmen und Triathlon genutzt wird.
Der seit 1921 jährlich stattfindende Nationallauf Devín–Bratislava (Národný beh Devín-Bratislava) über 11,6 km ist die älteste Leichtathletik-Veranstaltung der Slowakei. Der Bratislava-Marathon fand erstmals im Jahr 2006 statt.
Verbreitet sind in der Stadt über die oben genannten Sportarten hinaus Turnen, Schwimmen und Reiten. Für diese Zwecke gab es im Jahr 1988 bereits 109 Turnhallen, 26 Schwimmbecken und 7 Reitbahnen. Petržalka ist Standort einer Rennstrecke für Pferde- und Windhundrennen.

## Persönlichkeiten

### In der Stadt geborene oder eng mit ihr verbundene Personen
Bratislava ist Geburtsort zahlreicher Persönlichkeiten. Aufgrund der ethnischen Vielfalt der Stadt insbesondere vor Ende des 19. Jahrhunderts sind in der Liste von Persönlichkeiten der Stadt Bratislava neben Slowaken auch zahlreiche Personen deutscher, österreichischer und ungarischer Nationalität vertreten.

### Ehrenbürger (Auswahl)
- Ján Chryzostom Kardinal Korec SJ (1924–2015), Bischof von Nitra (1989)
- Helmut Zilk (1927–2008), Bürgermeister der Stadt Wien (4. September 1990)
- Edita Gruberová (1946–2021), Sopranistin (24. September 1997)
- Václav Havel (1936–2011), tschechoslowakischer und tschechischer Präsident (2009)
- Maximilian Pammer (* 1936), erster österreichischer Botschafter in der Slowakischen Republik (2009)
- Jozef Kardinal Tomko (1924–2022), Kurienkardinal (2009)